# Синяківці
Синякі́вці (давня назва Симяків, з першої половини XVI століття — Семаківці, з 1565 року — Синяківці) — село в Україні, у Дунаєвецькій міській територіальній громаді Кам'янець-Подільського району Хмельницької області. Населення становить 314 осіб.

## Походження назви

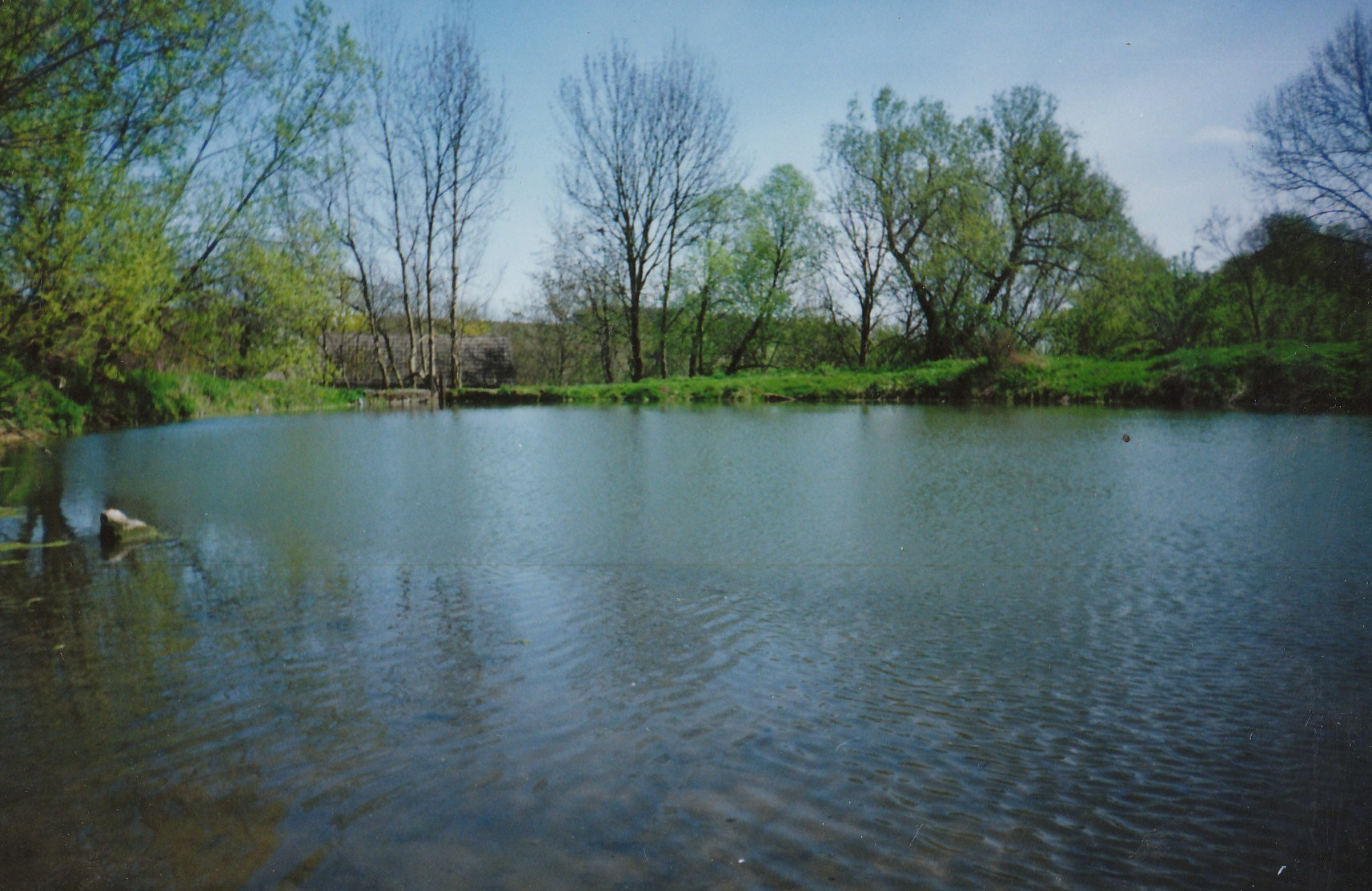
Сині озера Синяківців

Синяківці розкинулися на двох пагорбах, на одному із них, в кінці села (тобто на східній окраїні) було багато синіх озер, де водилася риба. Від цих синіх озер і пішла назва села. Сині озера в кінці села — Синяківці.
Згодом зі зміною ландшафту сині озера зникли. Проте і зараз навіть у посушливе літо земля тут зберігає вологу, постійно зеленіє трава.
На наявність синіх озер вказує і мікропотонім Озеро, який знаходиться на східній окраїні одного із пагорба. В озерах на той час була дуже чиста і прозора вода, у якій віддзеркалювалося синє небо, тому їх називали синіми.
Згідно з орфографічним словником назва села «Синяківці» (множина) у родовому відмінку має форму «Синяківців», давальному — «Синяківцям», знахідному — «Синяківці», орудному — «Синяківцями», місцевому — «в Синяківцях» та кличному — «Синяківці». Однак, серед мешканців краю в цілому існує стала традиція відмінювати назву села в родовому відмінку як «Синяковець».

## Символіка

### Герб

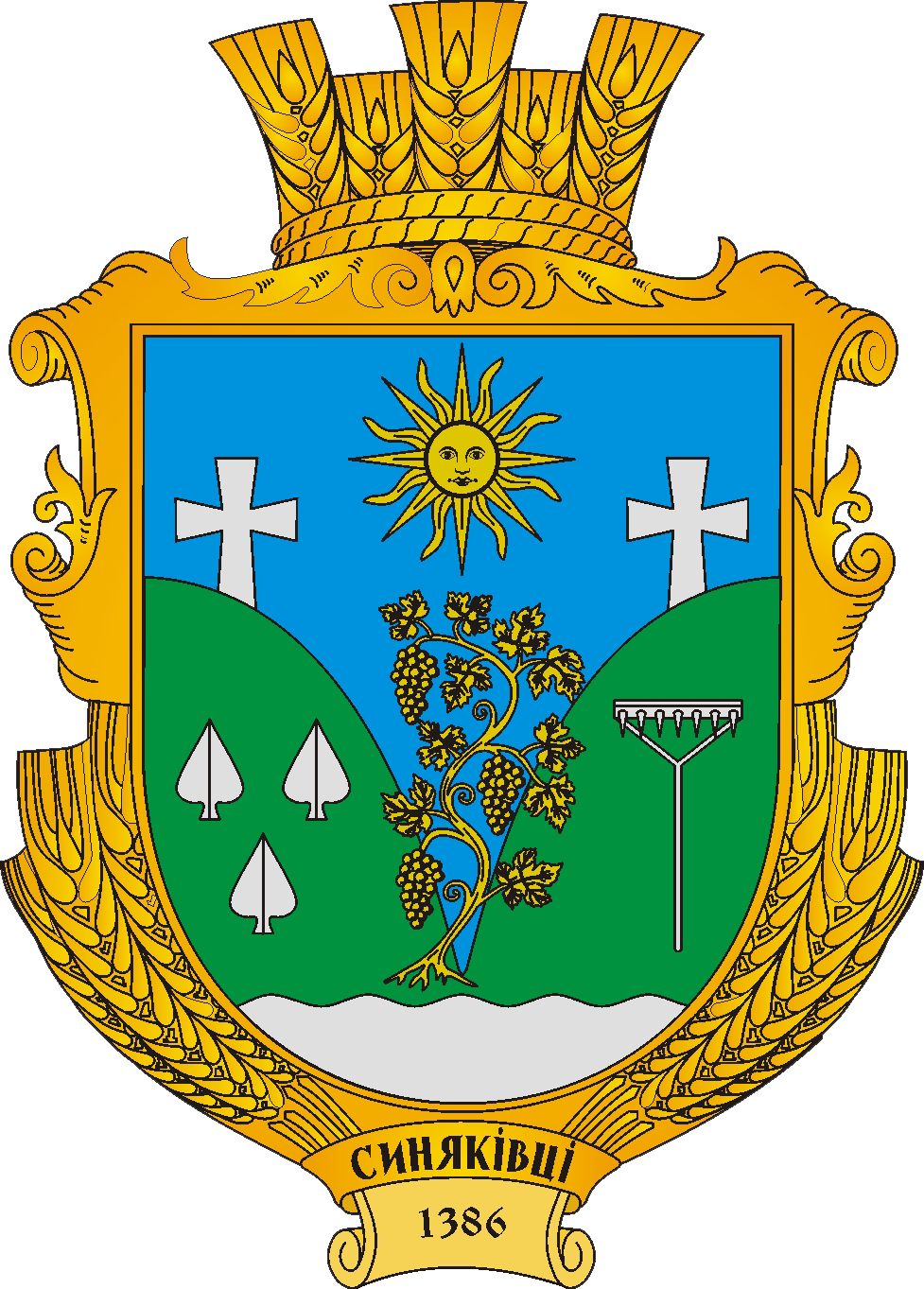

У зеленому щиті з срібною хвилястою базою лазурове понижене увігнуте вістря, в яке по сторонам із щита виходять два срібних розширених хрести з подовженим нижнім раменом, в центрі — золота виноградна лоза в стовп, супроводжувана угорі золотим усміхненим сонцем з шістнадцятьма променями, прямими і хвилястими поперемінно. В правій частині щита три срібних рала вістрями догори, два і одне, в лівій срібні граблі у стовп, зубцями догори. Щит вписаний в декоративний картуш і увінчаний золотою сільською короною. Унизу картуша напис «СИНЯКІВЦІ» і дата «1386». Автор — Олег Мельник.
Герб не затверджений сесією міської ради.

### Прапор

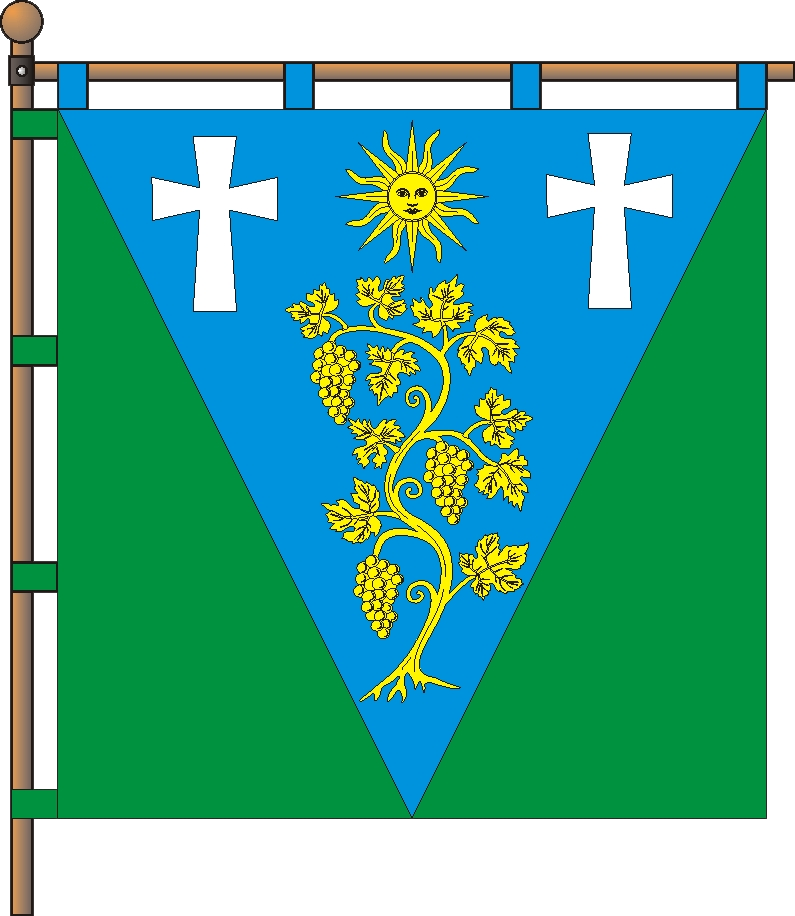

На синьому квадратному полотнищі від верхніх кутів до середини нижнього пруга виходить зелений трикутник, на якому жовта вертикальна виноградна лоза з гронами. Над лозою жовте усміхнене сонце з шістнадцятьма променями, прямими і хвилястими поперемінно, по сторонам від якого по срібному розширеному хресту з подовженим нижнім раменом.
Прапор не затверджений сесією міської ради.

### Пояснення символіки
Сонце – символ Поділля. Хвиляста база символізує сині озера, від яких пішла назва села Синяківці. Увігнуте вістря зображує два зелені схили, які вказують на те, що село розташоване на двох пагорбах.  Виноградна лоза символізує давнє заселення цих земель і поступове переселення мешканців села і долини річки на рівнинні пагорби. Сібні граблі – родовий символ власників Вацовських, срібні рала – родовий символ власників Вільчевських, які спільно володіли селом. Корона означає статус населеного пункту.
На прапорі повторюються кольори герба.

## Географія

### Територія

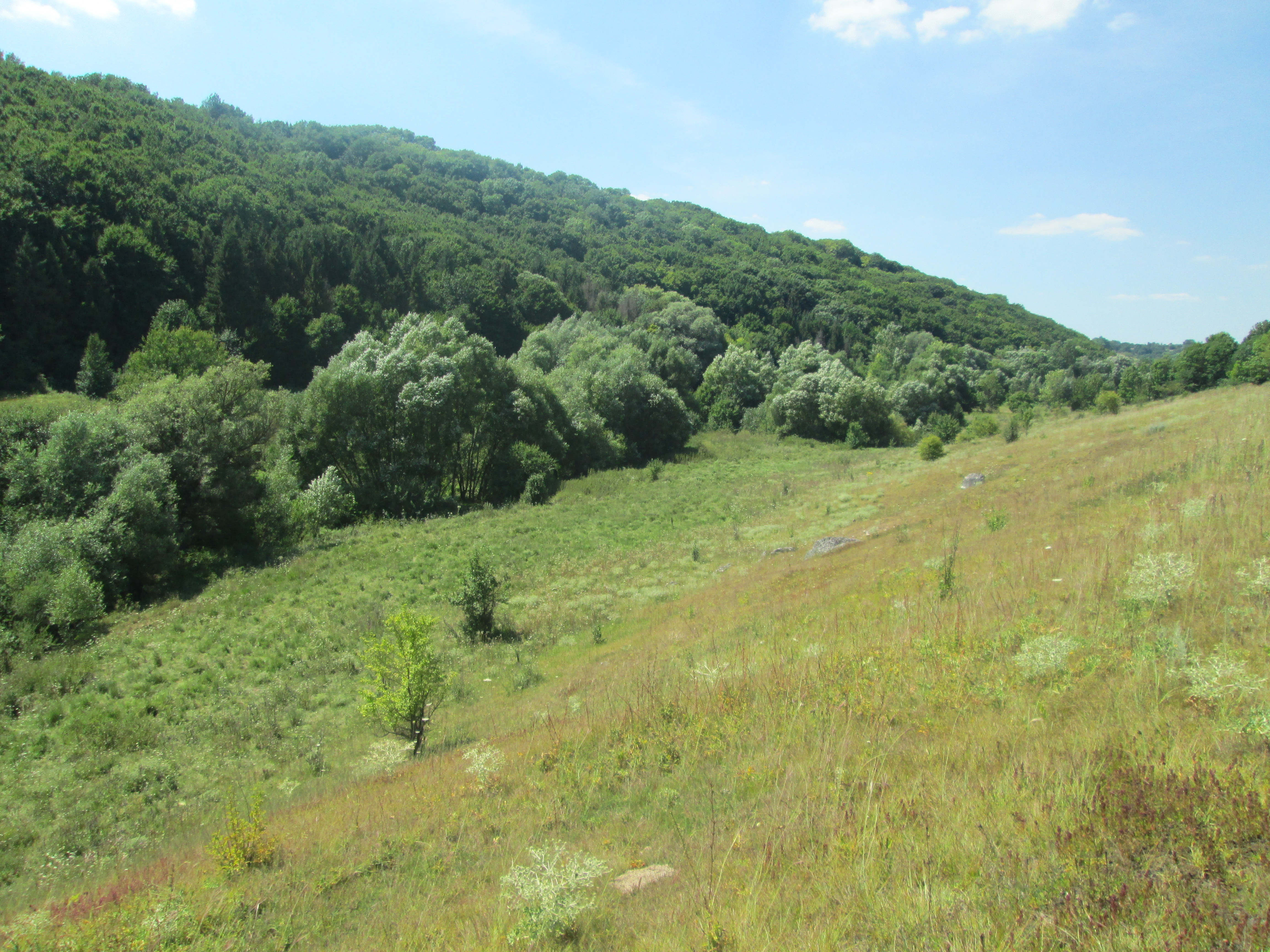
Урочище Вільнички

Територія сільських земель розташована досить компактно. Її протяжність із заходу на схід становить близько 7 кілометрів, з півночі на південь – 4,5 кілометри. Площа Синяківців 184,1 гектари, в тому числі 76,3 гектарів – це землі у власності громадян, 14,9 гектарів – землі загального користування та 81,4 гектарів – резервні території. Площа Синяківських земель становить 1475,3 гектарів (включаючи 339,0 гектарів земель лісів Кам’янець-Подільського лісгоспзагу), з них 516,5 – орні землі, 124,6 – сільські ліси, 25,1 – сади, 93,7 – луки та пасовища і 192,3 – інші землі.
У Синяківцях нараховується 5 вулиць загальною довжиною 7,5 кілометрів, зокрема:
- вулиця Василя Черних - 0,8 кілометрів;
- вулиця Зарічна - 3,1 кілометри;
- вулиця Сонячна - 1,1 кілометр;
- вулиця Садова - 1,2 кілометри;
- вулиця Центральна - 1,3 кілометри.

### Географічне положення

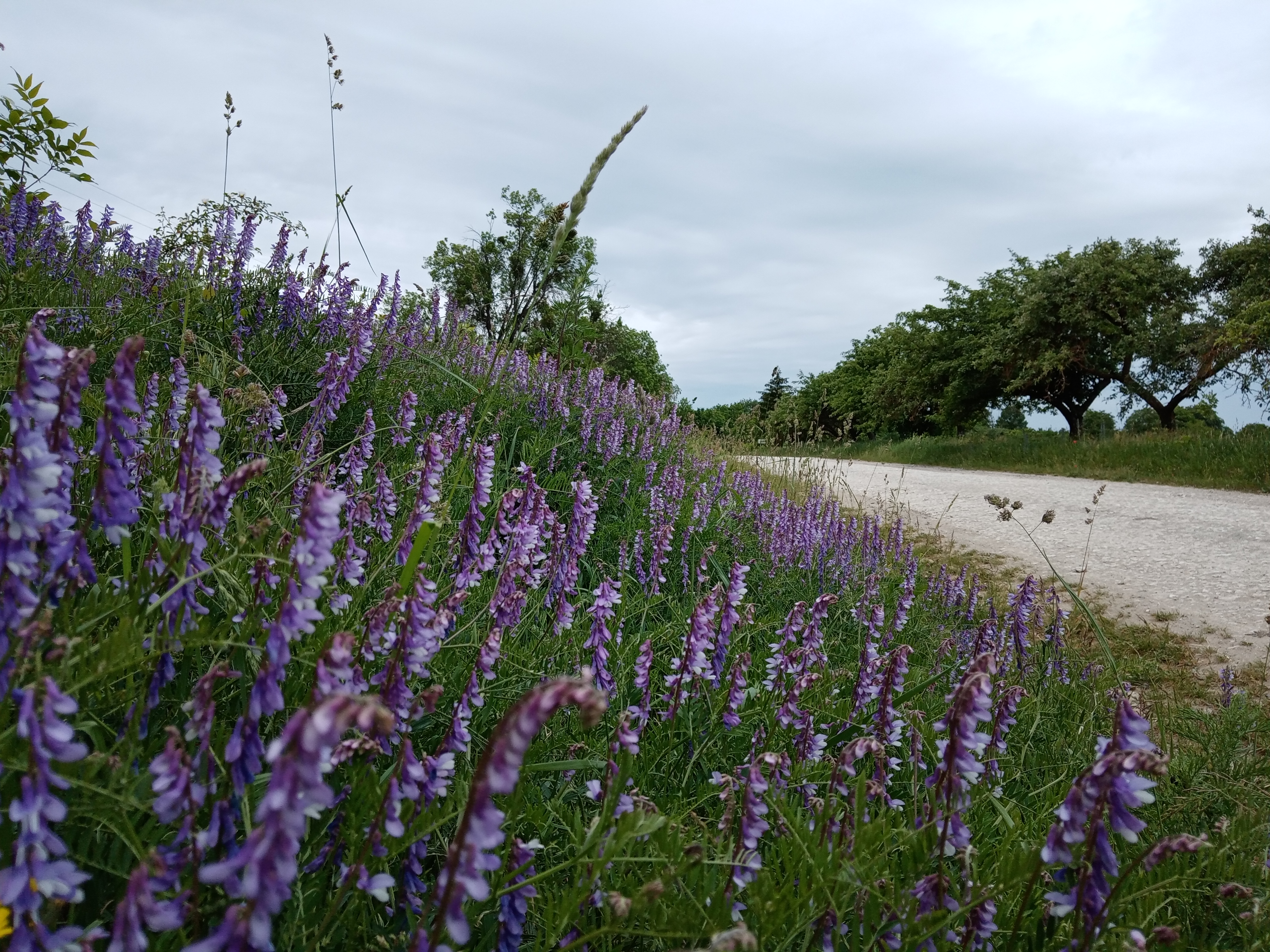
Дорога до Синяківців

Синяківці розташовані на заході України, на півдні Хмельницької області, в північно-східній частині  Дунаєвецького району. Землі Синяківців межують: на півночі – із землями Сприсівки та Ярової Слобідки, на північному сході – із землями Гути-Морозівської, на сході та південному сході – із землями Малої Кужелівки, на півдні – із землями Руди-Гірчичнянської, на заході – із землями Гірчичної, на північному заході – із землями Варварівки.
Через Синяківці проходить автомобільна дорога О-230623 Сивороги – Ярова Слобідка. Село розташоване за 9 кілометрів  на північ від автомобільної дороги Т-23-08 Гуків – Дунаївці – Могилів-Подільський. Найближчі села: Мала Кужелівка – за 2 кілометри; Ярова Слобідка – 3 кілометри; Сприсівка  – 3 кілометри; Руда-Гірчичнянська – 4 кілометри; Варварівка – 4 кілометри; Підлісний Мукарів – 7 кілометрів. Відстань від Синяківців до районного центру – міста Дунаївці 20 кілометрів, до обласного центру – міста Хмельницький 88 кілометрів (через Дунаївці, через Підлісний Мукарів та Міцівці – 68 кілометрів), до Києва – 473 кілометри (через Дунаївці та Хмельницький, через Нову Ушицю, Бар, Вінницю – 403 кілометри). Найближча залізнична станція -  Дунаївці на лінії Гречани – Кам’янець-Подільський розташована за 20 кілометрів (через Підлісний Мукарів, через Дунаївці – 37 кілометрів).

### Рельєф

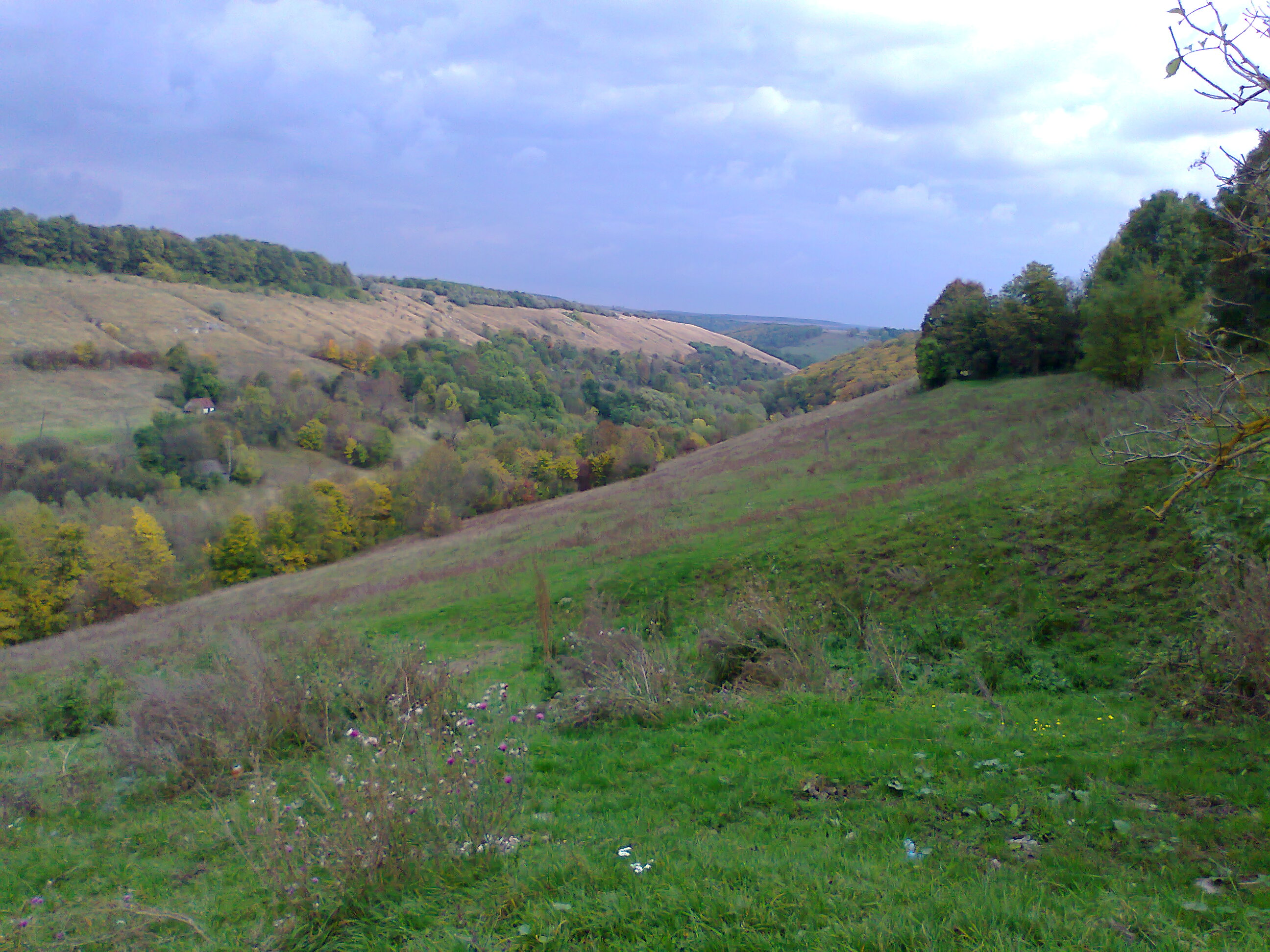
Долина річки Синявки

Село розташоване в центральній частині Подільської височини (Придністровська височина), у верхів’ї річки Синявки (правої притоки Ушки, басейн Дністра). В тектонічному плані Синяківці знаходяться на Волино-Подільській плиті, яка утворилася в епоху каледонської складчастості.
Територія села – підвищена хвиляста лесова рівнина, порізана ярами та балками. Пересічні висоти становлять  220 – 300 метрів над рівнем моря. Абсолютна висота – 326 метрів над рівнем моря. Амплітуда висот становить 126 метрів.
До несприятливих природних процесів, що проявляються на території сільських земель належать площинний змив, карстоутворення та лінійна ерозія (утворення ярів та балок).

### Корисні копалини

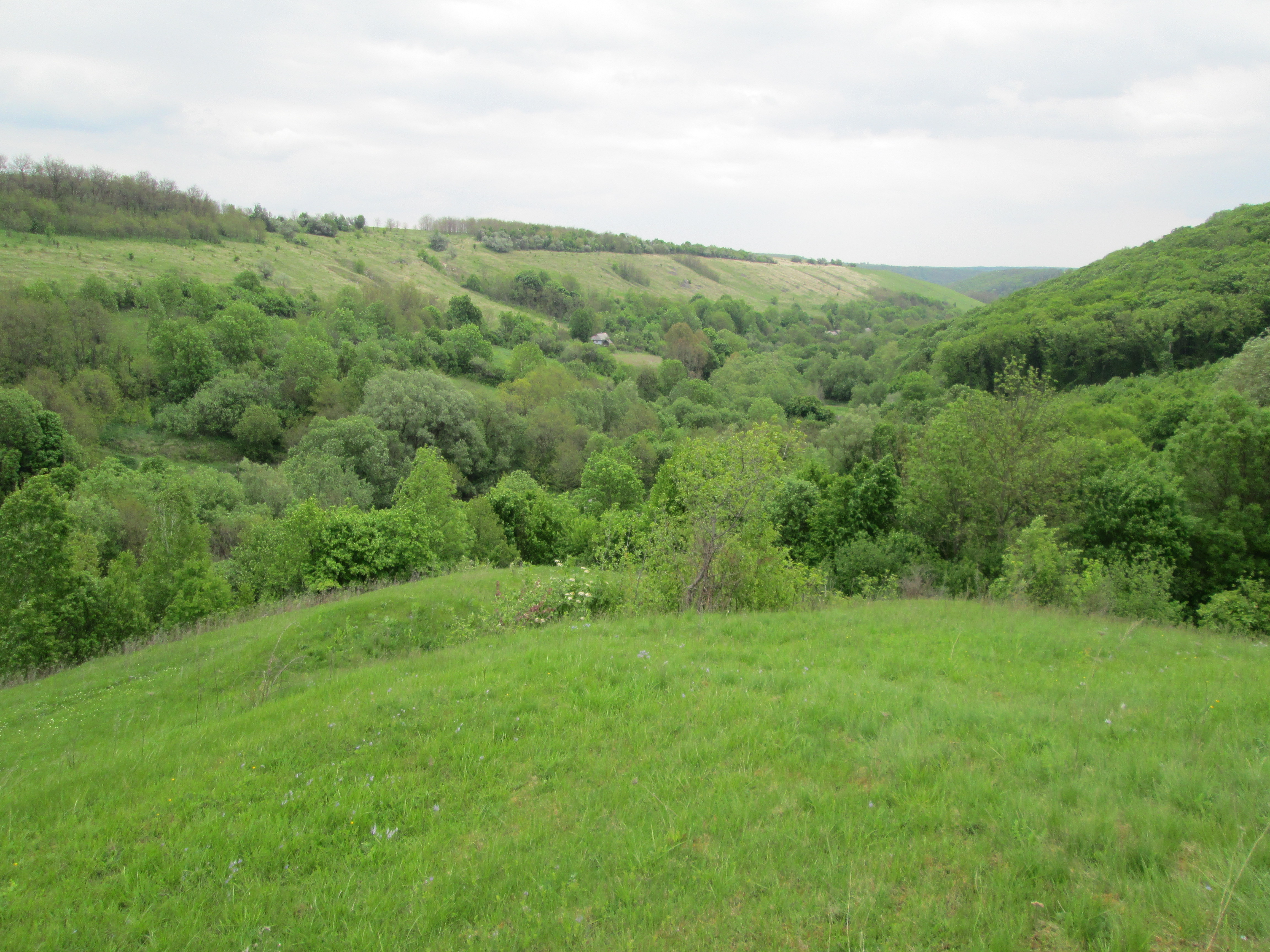
Синяківці. Низинна частина села

На території сільських земель Синяківців є поклади корисних копалин осадового походження. Вони представлені в основному нерудними корисними копалинами, які використовують у будівництві. Це зокрема глини, піски, пісковики, будівельний камінь. В долині річки Синявки є поклади фосфоритів - корисних копалини осадового походження, котрі сформовані головним чином з фосфату кальцію (Ca3(PO4)2), однак вони тут не видобуваються.
Також в долині річки Синявки є чимало джерел мінеральних вод.

### Клімат

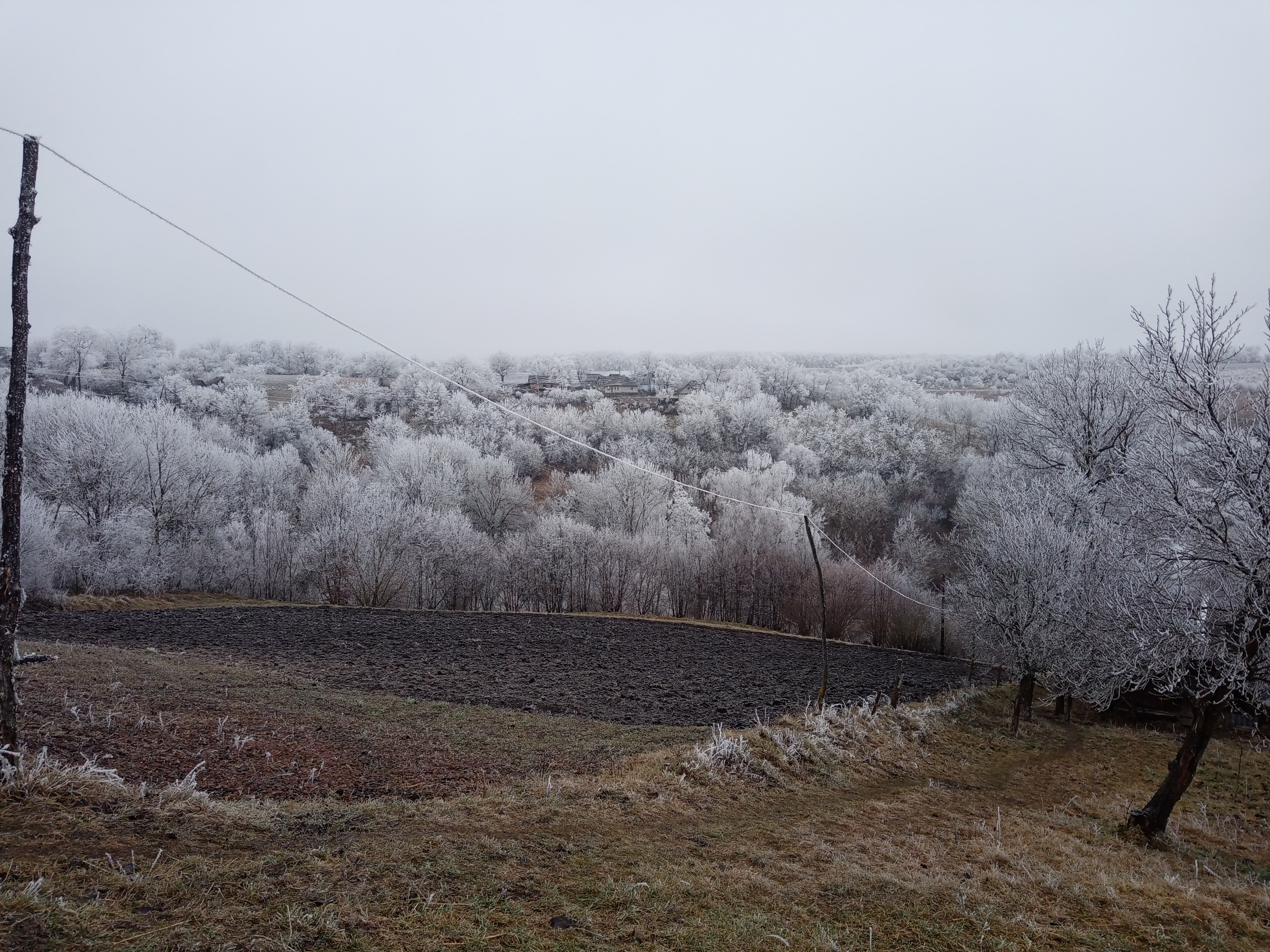
Синяківці. Зимовий краєвид

Клімат в Синяківцях помірно континентальний. Пересічна температура січня — ‒5,6˚, липня — +18,9˚. Радіаційний баланс 40-45 ккал/см², сумарна сонячна радіація 100-105 ккал/см², кількість сонячного сяйва 1900-2000 годин в рік. Сума активних температур (вищих 10 °C) - 2600°. Число днів з температурою повітря вище 15 °C - 110, число днів з температурою повітря від 5 °C до 15 °C - 95. Середня тривалість безморозного періоду становить 170 днів на рік. Опадів випадає близько 560 міліметрів на рік.
Село належить до вологої, помірно теплої агрокліматичної зони (Передкарпатський вологий, теплий район). Ґрунтові  та агрокліматичні ресурси сприяють розвитку у селі сільського господарства та рекреаційної діяльності.
| Клімат Синяківців                                              | Клімат Синяківців | Клімат Синяківців | Клімат Синяківців | Клімат Синяківців | Клімат Синяківців | Клімат Синяківців | Клімат Синяківців | Клімат Синяківців | Клімат Синяківців | Клімат Синяківців | Клімат Синяківців | Клімат Синяківців | Клімат Синяківців |
| Показник                                                       | Січ.              | Лют.              | Бер.              | Квіт.             | Трав.             | Черв.             | Лип.              | Серп.             | Вер.              | Жовт.             | Лист.             | Груд.             | Рік               |
| Середня температура, °C                                        | −5,6              | −4,2              | 1,5               | 10,2              | 15,1              | 18,3              | 18,9              | 19,1              | 14,3              | 8,0               | 2,3               | −2,6              | 7,8               |
| Норма опадів, мм                                               | 45                | 37                | 36                | 44                | 55                | 64                | 62                | 45                | 42                | 34                | 42                | 51                | 560               |
| -------------------------------------------------------------- | ----------------- | ----------------- | ----------------- | ----------------- | ----------------- | ----------------- | ----------------- | ----------------- | ----------------- | ----------------- | ----------------- | ----------------- | ----------------- |
| Джерело: Кліматичні дані Синяківців на сайті«www.meteoprog.ua» |                   |                   |                   |                   |                   |                   |                   |                   |                   |                   |                   |                   |                   |

### Поверхневі та підземні води

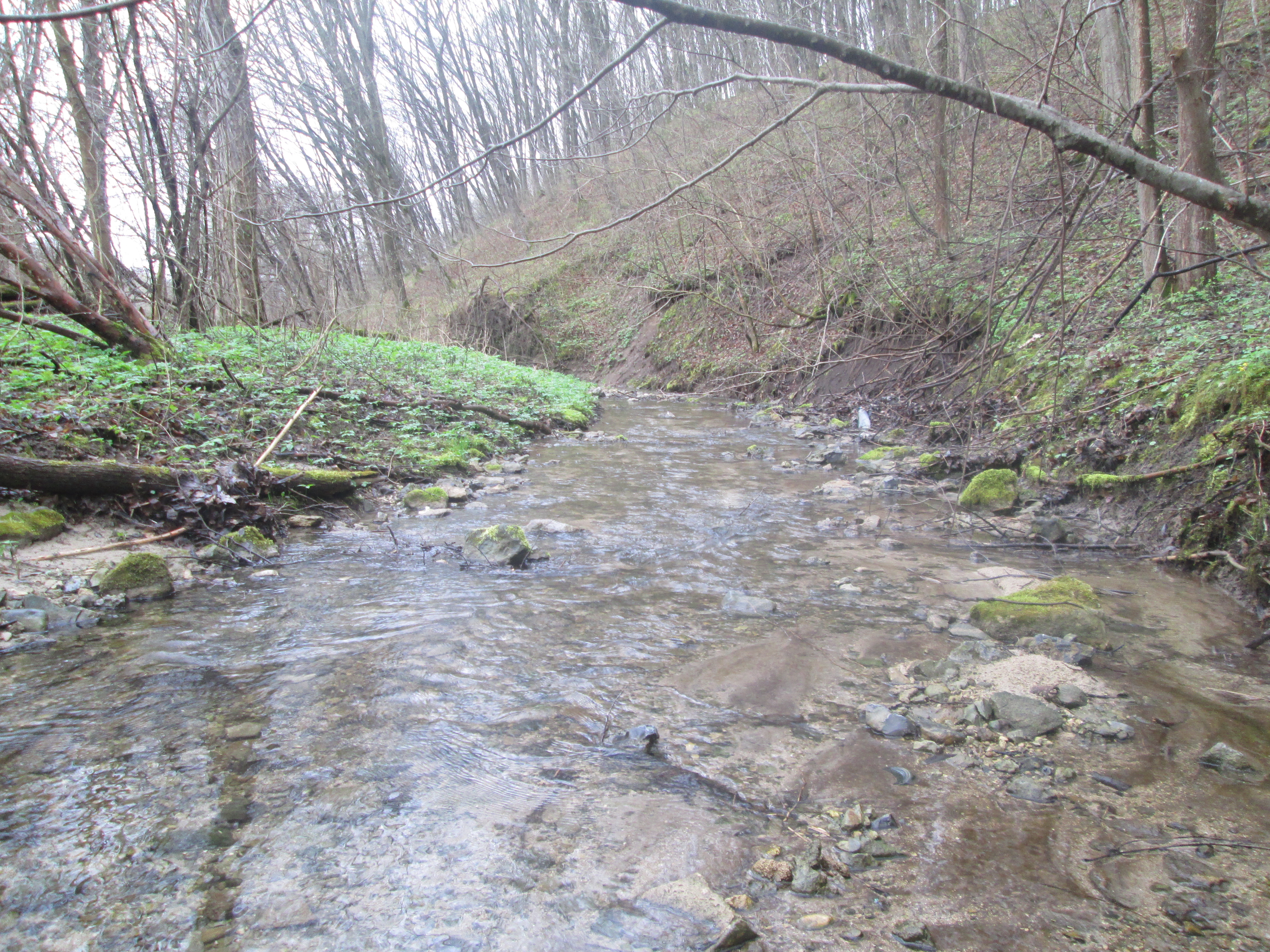
Річка Синявка протікає під лісом Загорода

Територія села та сільських земель належить до басейну Дністра, однак частина поверхневих вод впадають в річку Студениця, а більша частина — в річку Ушицю, котрі є лівими дністровськими притоками.
В Синяківцях бере початок та протікає селом із заходу на схід річка Синявка, права притока Ушки. Довжина річки становить 7 км. Річка має шість невеликих приток, з них дві притоки — ліві (довжиною 0,1 км та 0,9 км) та чотири притоки — праві (довжиною 0,15 км, 0,45 км, 0,2 км та 0,6 км). У верхній течії Синявки на її лівій притоці створено ставок, площею 0,2 га. Інший невеликий ставок, площею 0,1 га створено в середній течії Синявки.
На південному заході синяківських земель бере початок річка Гнідка (ліва притока Студениці), яка протікає сільськими полями із заходу на схід і в селі Гірчична впадає в Студеницю.
В долині Синявки є чимало джерел мінеральних вод.

### Ґрунти
На території Синяківців та їх земель переважають ясно-сірі, сірі та темно-сірі опідзолені, глеюваті, середньо- та слабозмиті, середньо- та важкосуглинкові ґрунти. В долині річки Синявки та її приток переважають дерново-карбонатні, слабо розвиті, легкосуглинкові ґрунти, а також – лучно-болотні та делювіально-балкові ґрунти.

### Рослинний світ

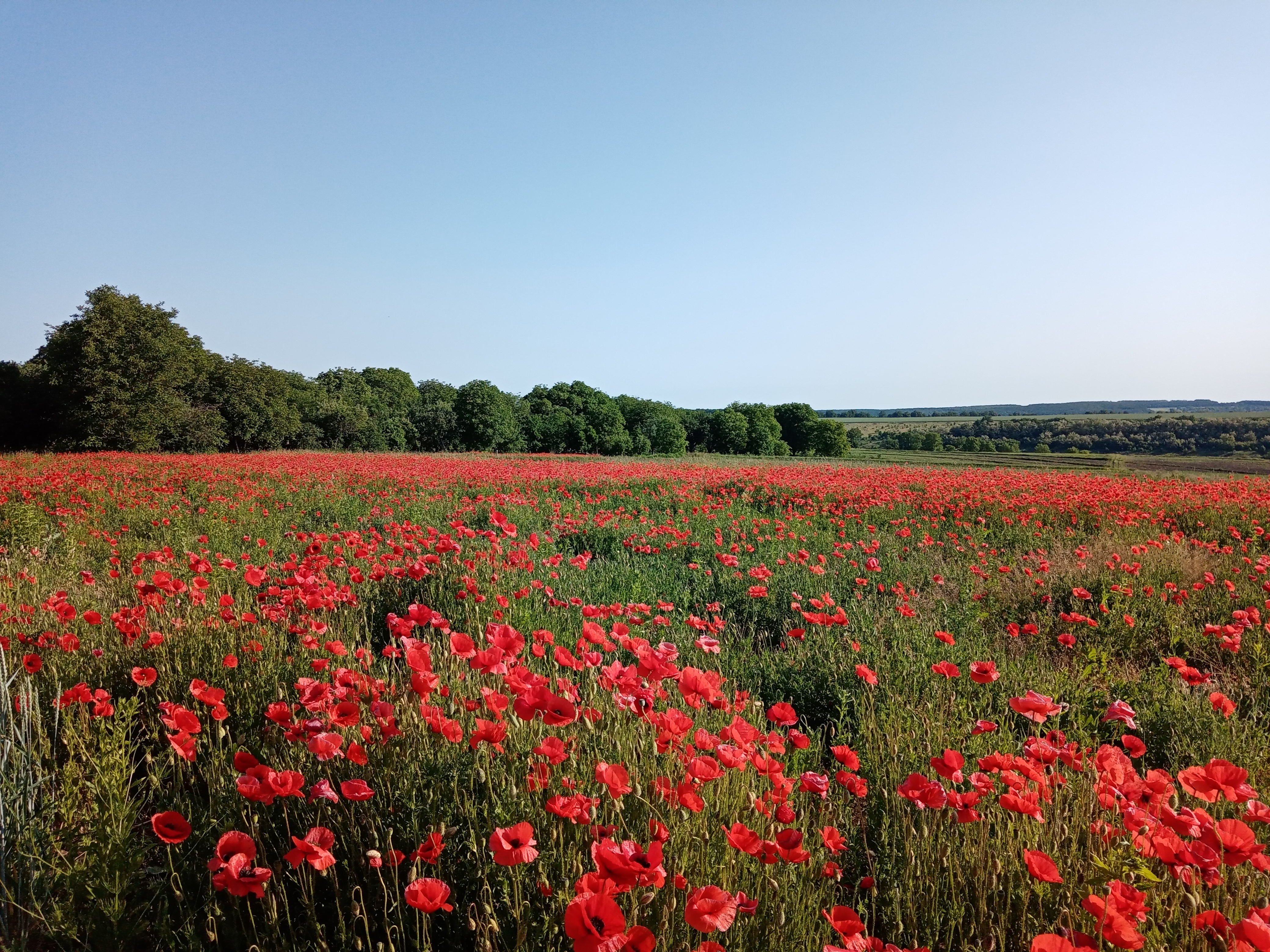
Синяківці. Квітує польовий мак

Рослинний світ Синяківців представлений лісовими та лісостеповими видами рослинності. Тут переважають грабово-дубові ліси, в яких чітко виділяється ярусність. Верхній ярус утворюють дерева, середній ярус (підлісок) — кущі, нижній ярус — трав'янисті рослини, гриби. Основні лісотвірні породи дерев — граб і дуб, ростуть також клен, ясень, липа, сосна, ялина, береза, вільха, берест, осика. Серед підліску росте ожина, шипшина, барбарис, ліщина, малина, бузина. Навесні в лісах першими зацвітають підсніжники, печіночниця, ряст, медунка, анемони. Пізніше — конвалія, фіалки, купина, любка. Влітку під деревами вегетують лише вологолюбні, тіньовитривалі рослини — папороті, мохи, копитняк. Інші трав'янисті рослини ростуть на галявинах і узліссях. Серед них: звіробій, деревій, валеріана, ромашка, іван-чай. У  лісах багато грибів.
Крім лісів на території Синяківців є також полезахисні та берегоукріплюючі насадження, представлені в основному такими видами, як акація біла, берест, маслинка вузьколиста тощо.
Загалом лісами вкрито 463,6 гектари сільських земель. Лісистість території становить 31,42%.
До лісових масивів безпосередньо прилягає степ, проте він не займає великих площ, тому що його змінили агроценози. Майже всі ділянки розорані й зайняті різноманітними сільськогосподарськими культурами (пшениця, ячмінь, ріпак, кукурудза, соняшник та інші). Степова природна рослинність (різнотрав'я) збереглася на схилах балок, берегах річок.

### Тваринний світ
Тваринний світ сільських земель представлений лісовими та степовими видами. Представники тваринниго світу лісу - лисиця, вепр, сарна, лісова куниця, їжак, вивірка, вуж тощо. Представники тваринного світу степу - заєць, ящірка, тхір, полівка, мідянка. Багато видів птахів - дятли, синиці, сойки, дрозди, зяблики, ворони, граки, круки, горобці, жайворонки, ластівки, лелеки.
Поблизу водойм зустрічаються ондатра, видра, болотяна черепаха.

### Фізико-географічне районування
Синяківці розташовані в межах зони широколистих лісів Західноукраїнської лісостепової фізико-географічної провінції, Середньо-Подільської фізико-географічної області, Верхньоушицького фізико-географічного району. Тут переважають луко-широколистянолісові височинні розчленовані та терасові рівнинні східноєвропейські ландшафти. В долині річки Синявки трапляються заплавні лучно-болотні ландшафти. Вони розташовані на денудаційно-акумулятивних лесових рівнинах.

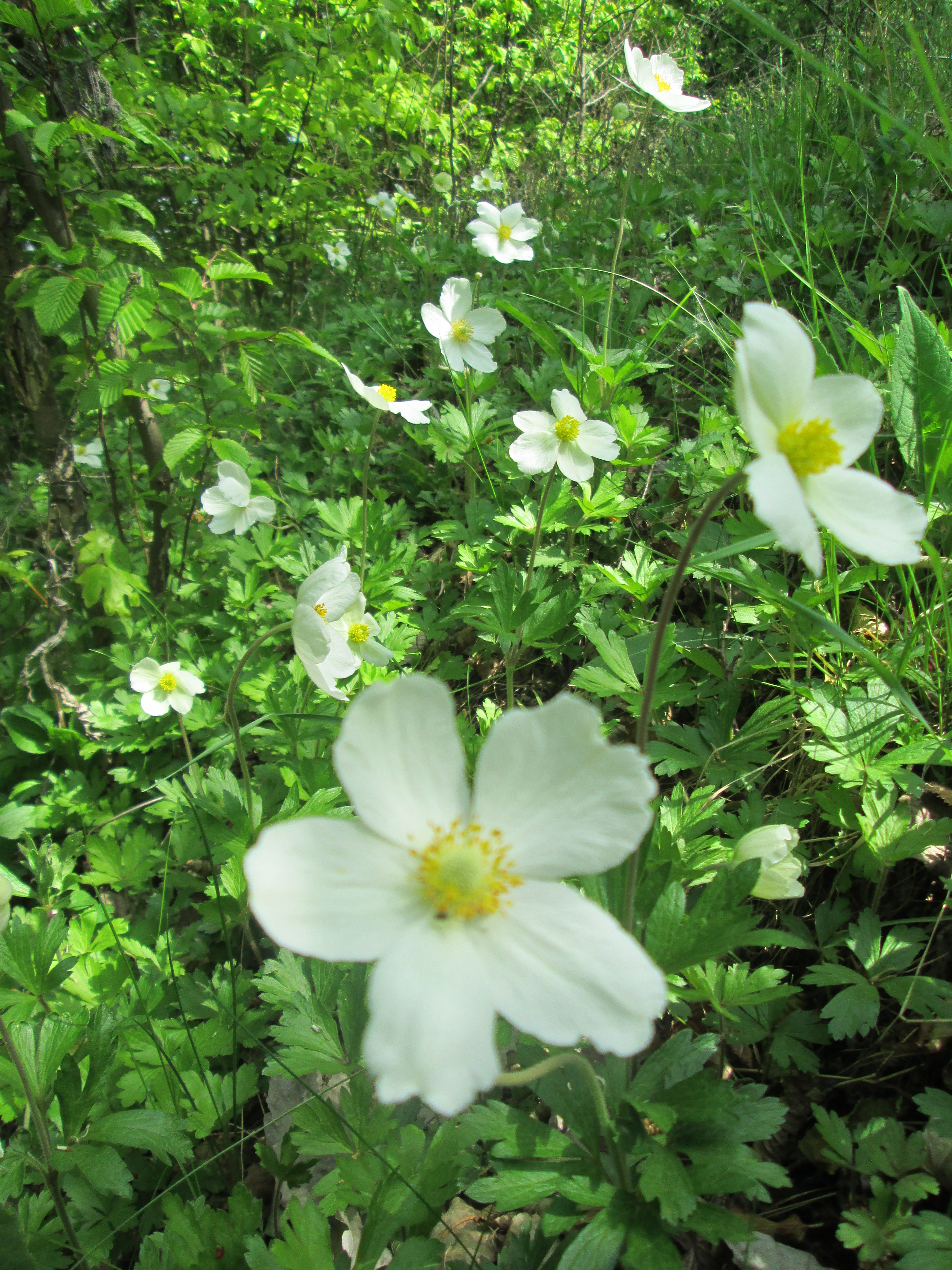
Анемона лісова у Загороді
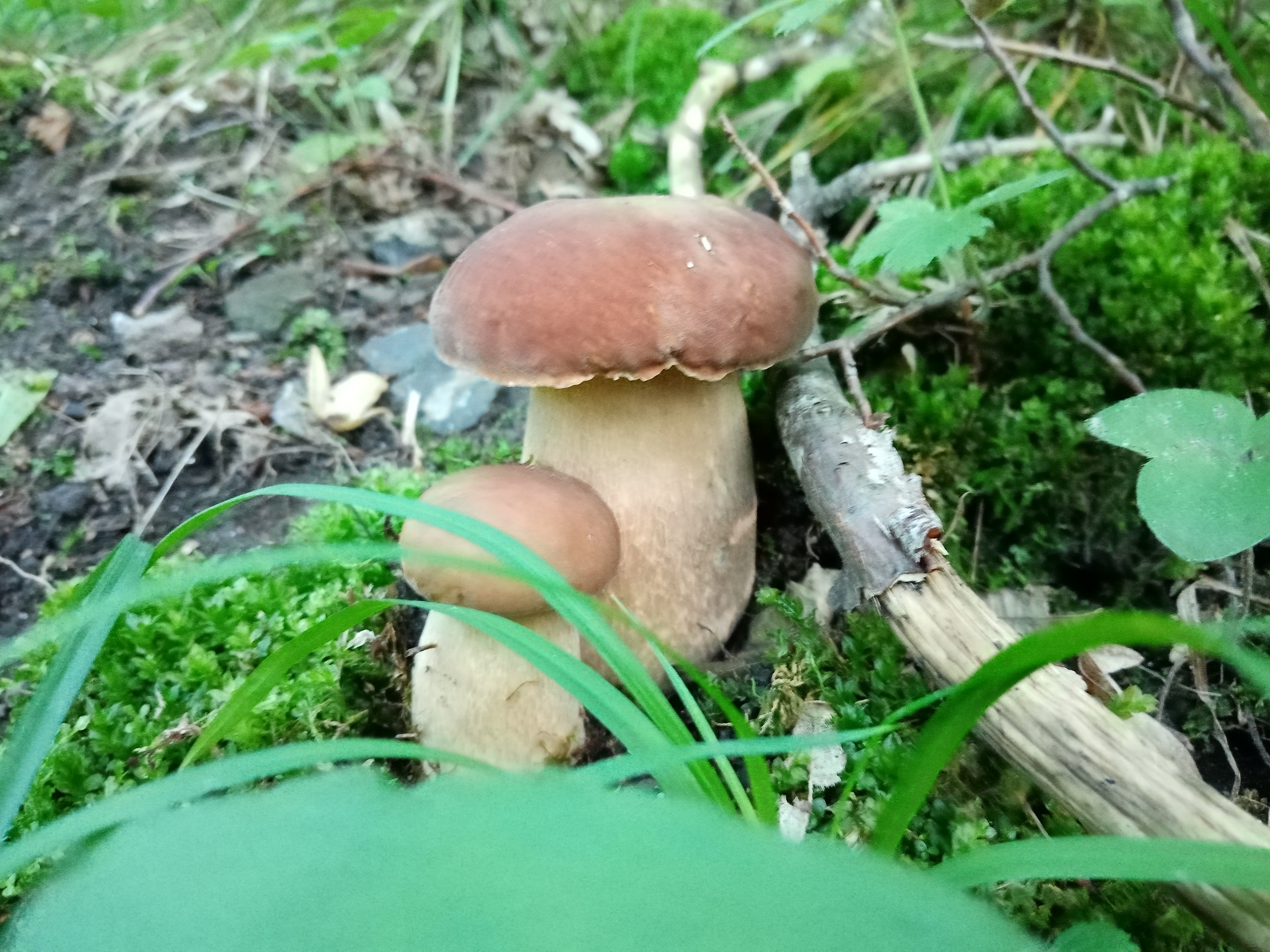
Синяківці. Білі гриби
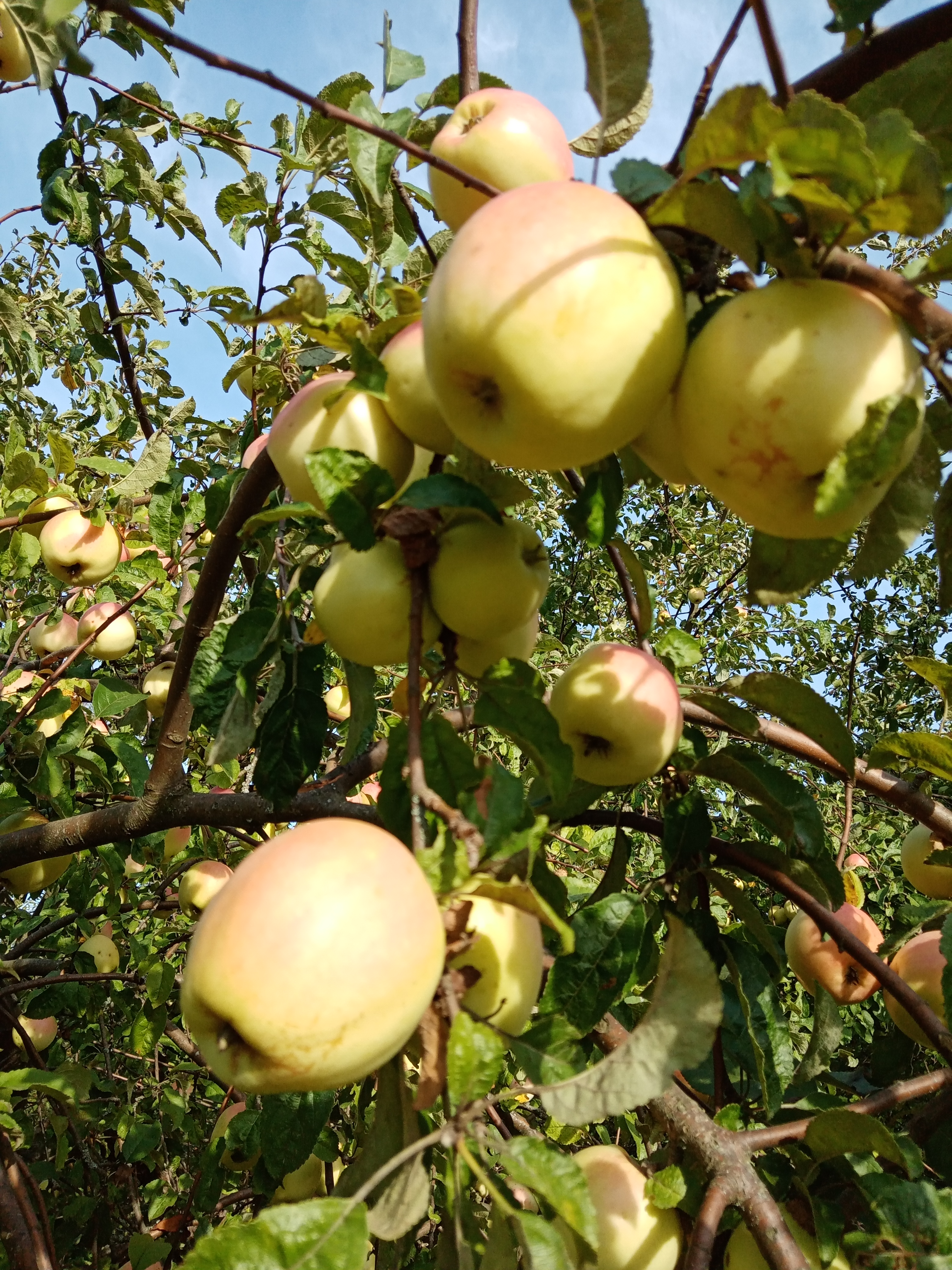
Синяківці. Доспівають яблука
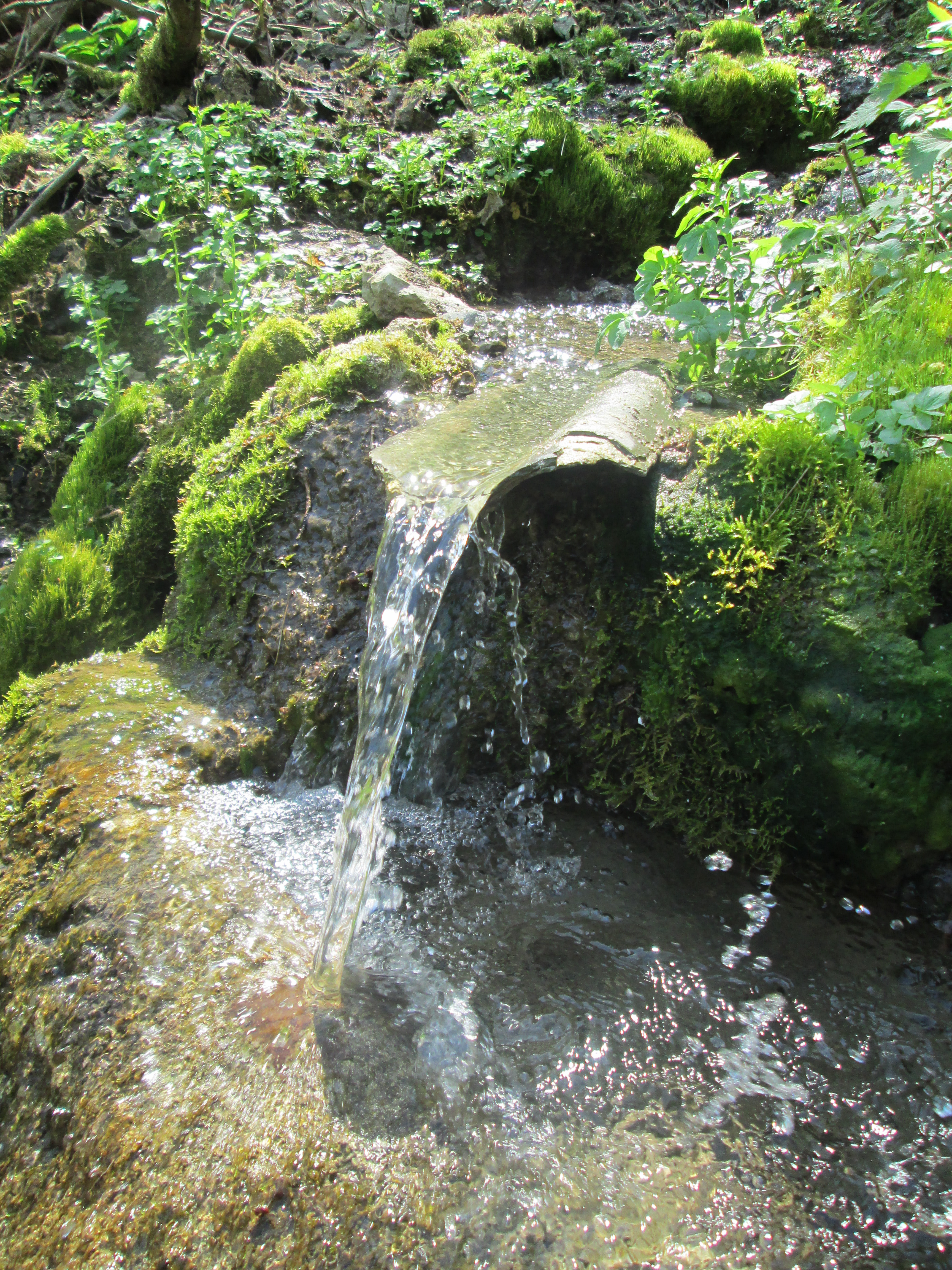
Джерело мінеральної води в урочищі Вільнички
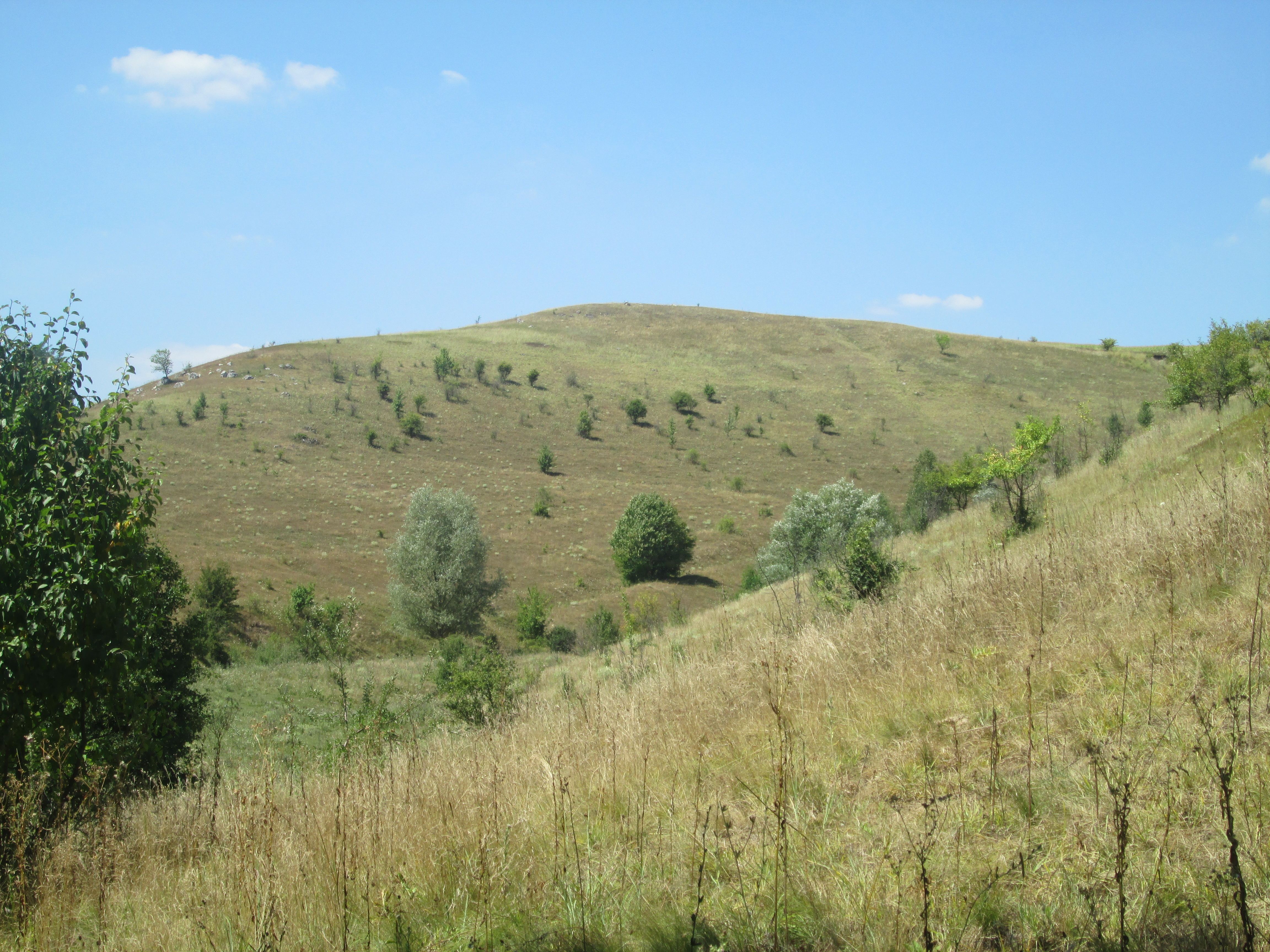
Горбистий рельєф Синяківців
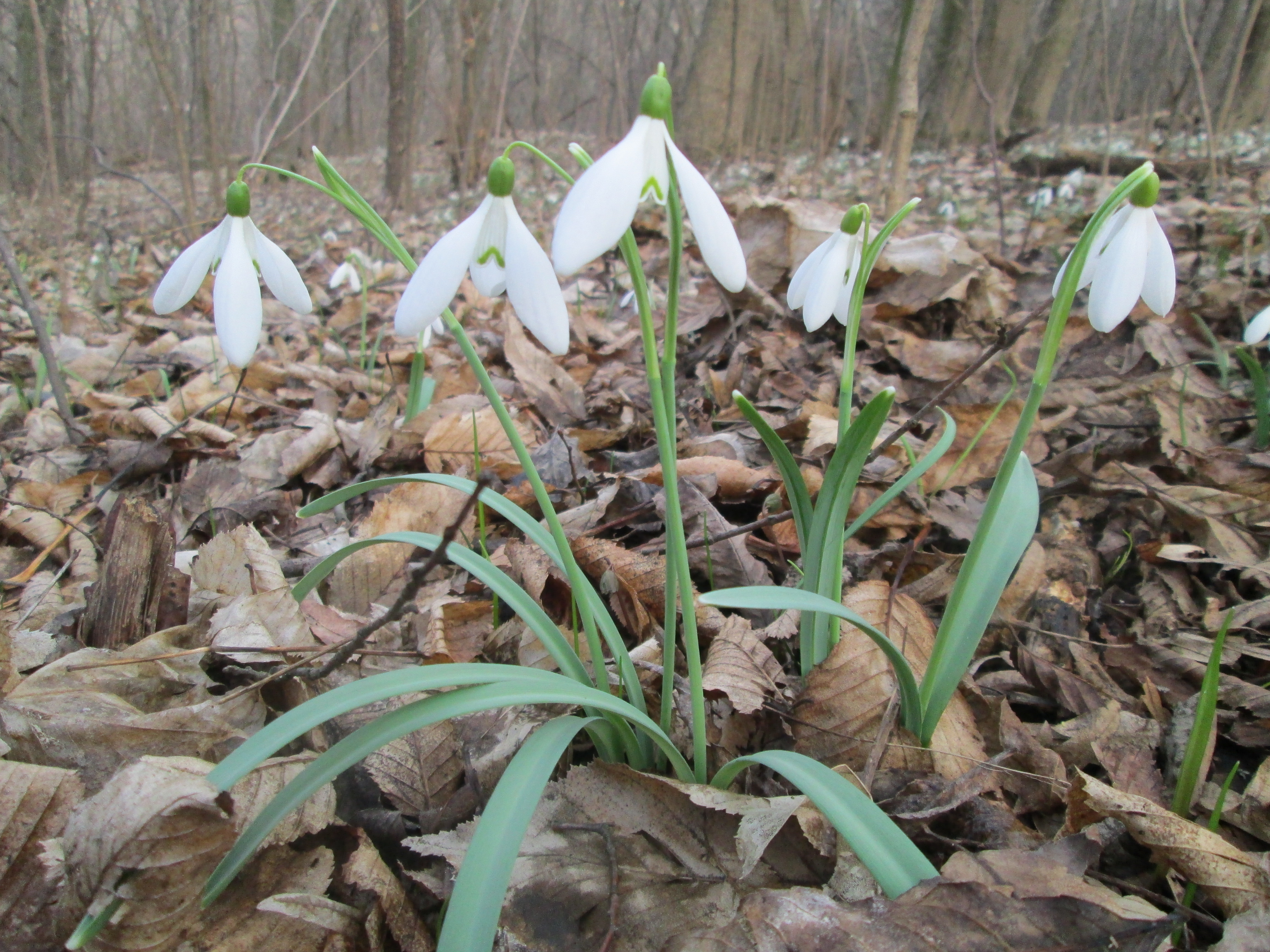
Підсніжники в лісовому урочищі Загорода
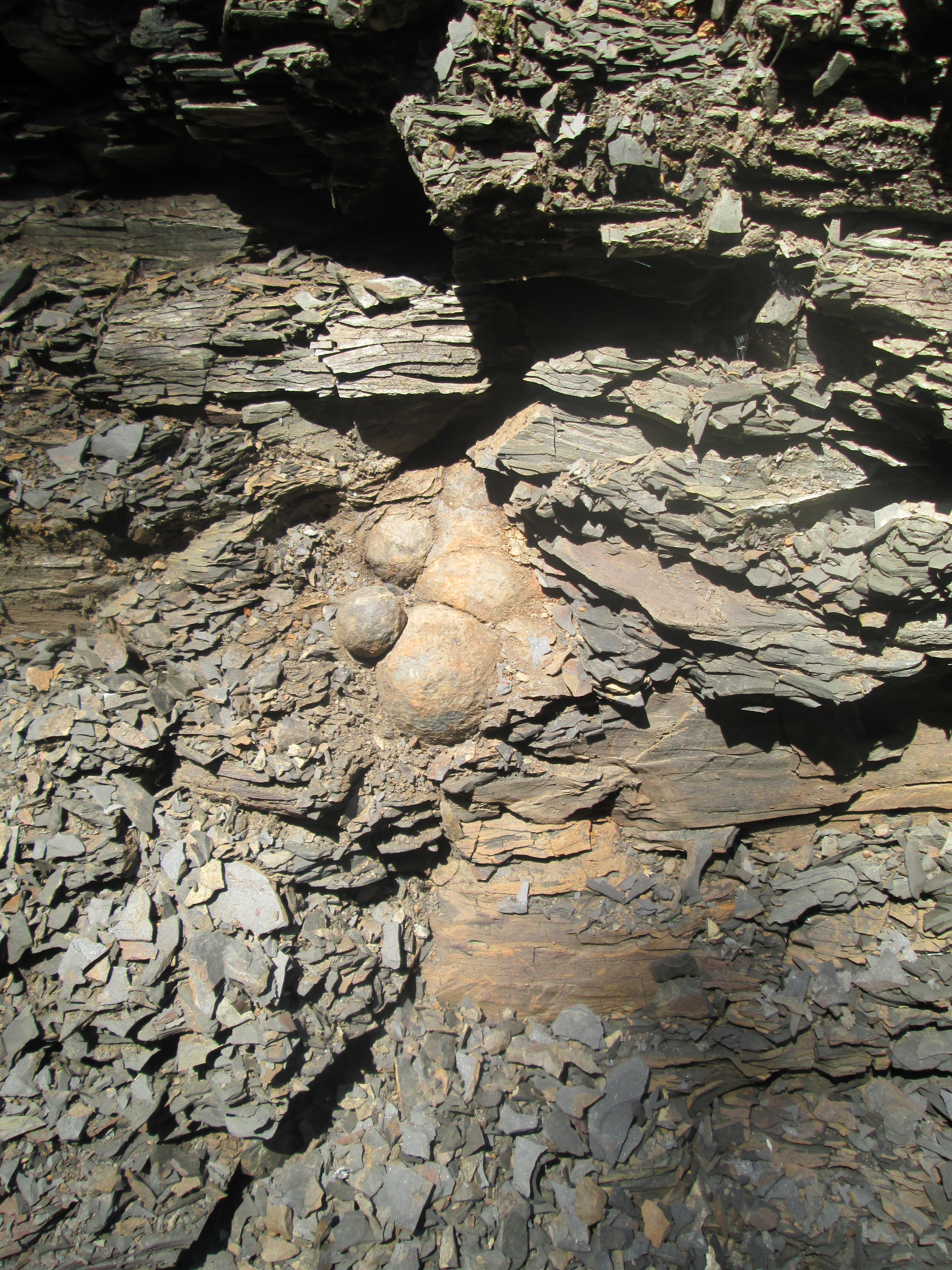
Синяківські фосфорити
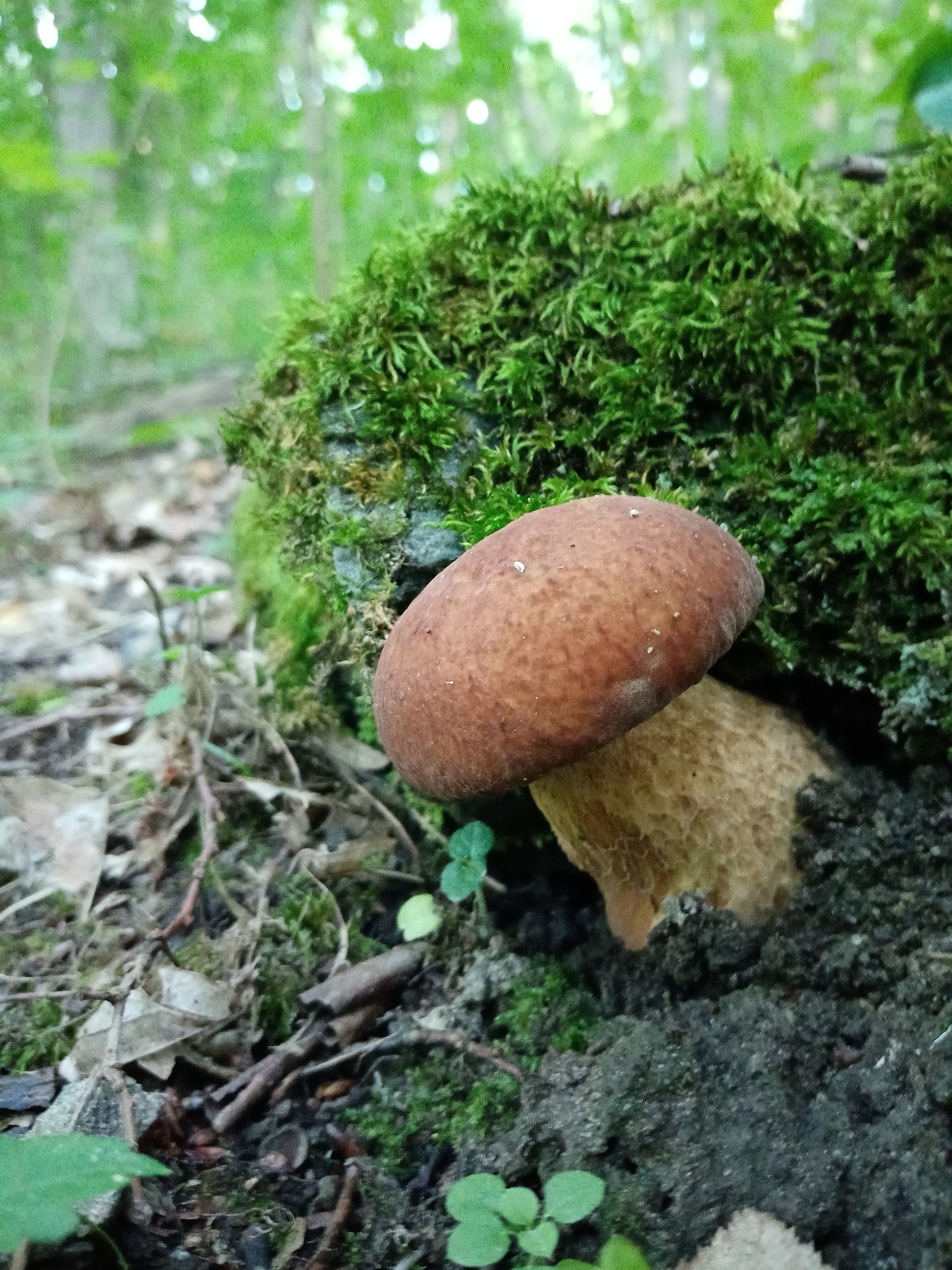
Білий гриб у Загороді
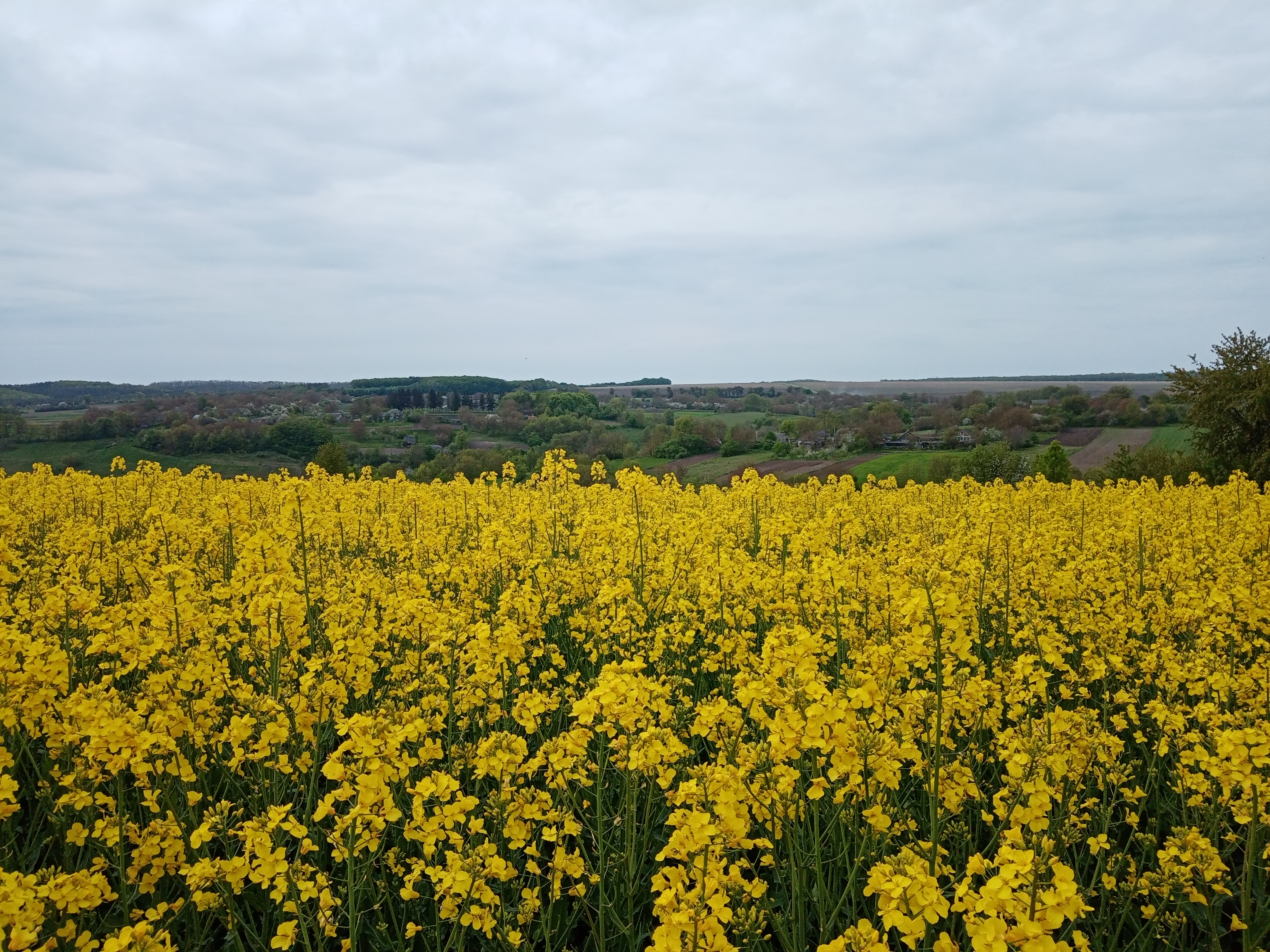
Синяківці. Жовтогаряче поле ріпаку

## Населення

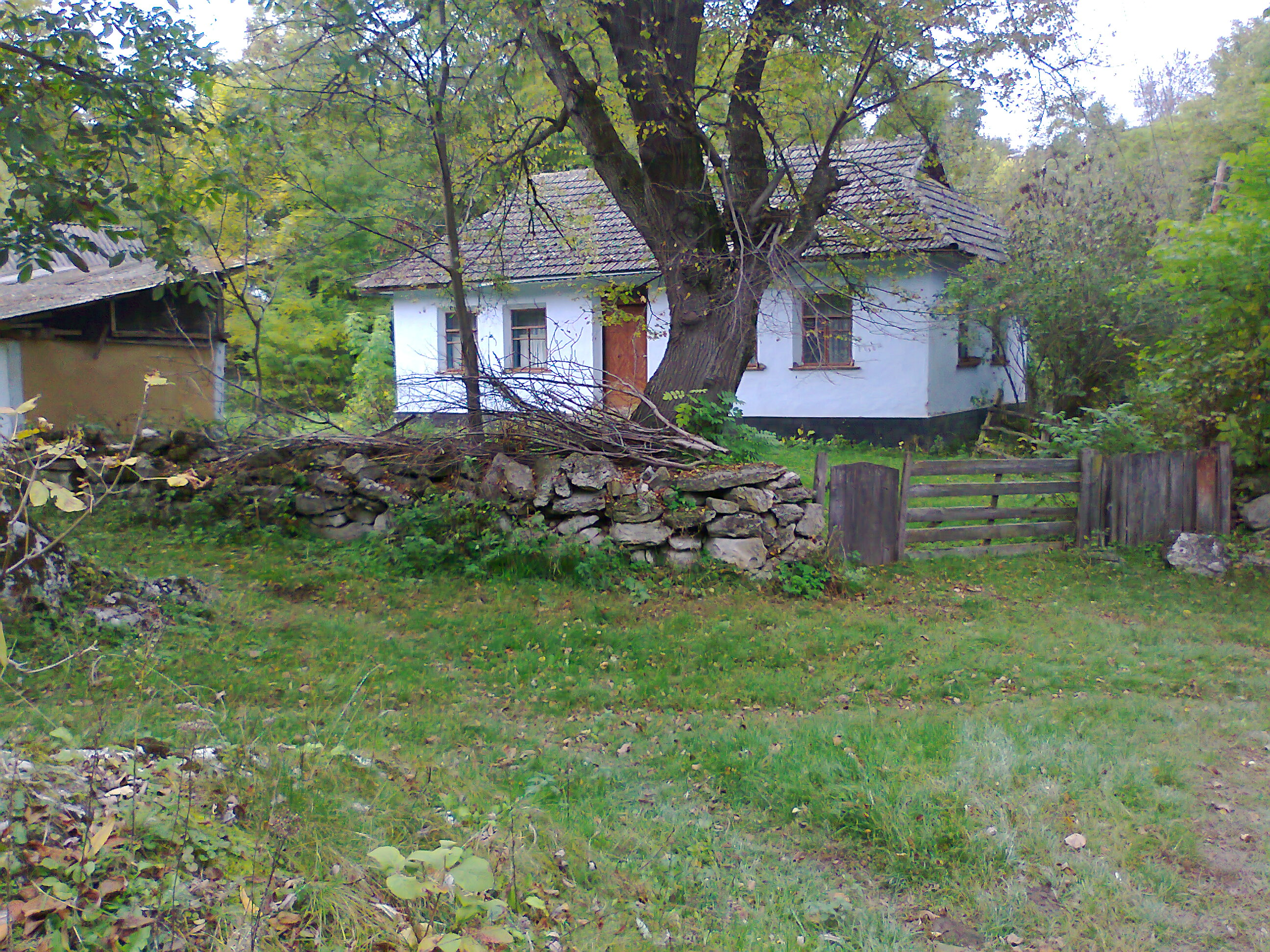
Сільський будинок у Синяківцях

За чисельністю населення Синяківці протягом ХХ століття належали до середніх сільських населених пунктів. Чисельність населення тут аж до 70-х років ХХ століття коливалася в межах більше 500 осіб. Протягом ХІХ - першої половини ХХ століття число мешканців Синяківців постійно зростала і цей процес тривав аж до Другої світової війни. Із середини ХХ століття відбувається процес депопуляції населення, причому до кінця століття він значно посилився.
Згідно Всеукраїнського перепису населення 2001 року у Синяківцях мешкало 314 осіб. Національний склад населення однорідний. Українці становили 98,7% від загальної кількості. З інших національностей у Синяківцях проживали росіяни (1,3%). Більшість мешканців села - 99,6% розмовляли та вважали своєю рідною мовою українську мову.
Природний приріст населення - від'ємний (коефіцієнт смертності значно перевищує коефіцієнт народжуваності). Сальдо міграції також від'ємне.

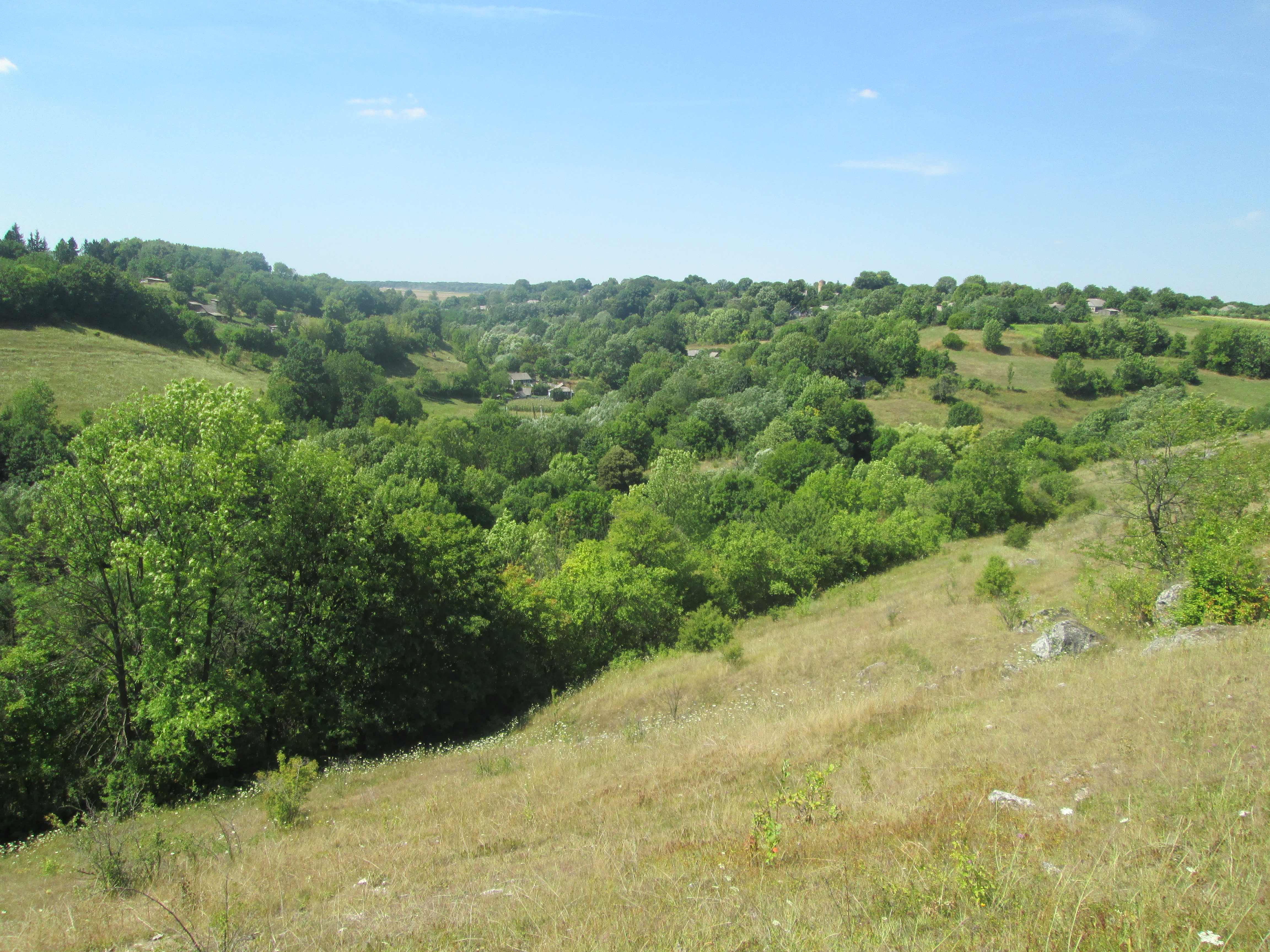
Вид на західну частину Синяківців

За віковою структурою населення Синяківців розподілялося наступним чином:
особи, молодші працездатного віку - 15,61%;
особи працездатного віку - 36,94%;
особи, старші працездатного віку - 47,45%.
Вікова структура населення Синяківців за переписом 2001
Вікова структура населення
Розподіл населення Синяківців за віком та статтю (2010)
| Стать | Всього | До 15 років | 15-24 | 25-44 | 45-64 | 65-85 | Понад 85 |
| --- | ------ | ----------- | ----- | ----- | ----- | ----- | -------- |
| Чоловіки | 125    | 18          | 13    | 38    | 29    | 26    | 1        |
| Жінки | 161    | 20          | 14    | 36    | 37    | 49    | 5        |
| \| Статево-вікова піраміда \| Статево-вікова піраміда \| Статево-вікова піраміда \| \| ----------------------- \| ----------------------- \| ----------------------- \| \| Чоловіки \| Вік \| Жінки \| \| 1 \| 85 + \| 5 \| \| 2 \| 80-84 \| 9 \| \| 6 \| 75-79 \| 12 \| \| 8 \| 70-74 \| 18 \| \| 10 \| 65-69 \| 10 \| \| 9 \| 60-64 \| 11 \| \| 4 \| 55-59 \| 9 \| \| 7 \| 50-54 \| 11 \| \| 9 \| 45-49 \| 6 \| \| 8 \| 40-44 \| 6 \| \| 10 \| 35-39 \| 9 \| \| 12 \| 30-34 \| 10 \| \| 8 \| 25-29 \| 11 \| \| 5 \| 20-24 \| 7 \| \| 8 \| 15-20 \| 7 \| \| 5 \| 10-14 \| 7 \| \| 6 \| 5-9 \| 7 \| \| 7 \| 0-4 \| 6 \| |        |             |       |       |       |       |          |
| Статево-вікова піраміда |        |             |       |       |       |       |          |
| Чоловіки | Вік    | Жінки       |       |       |       |       |          |
| 1 | 85 +   | 5           |       |       |       |       |          |
| 2 | 80-84  | 9           |       |       |       |       |          |
| 6 | 75-79  | 12          |       |       |       |       |          |
| 8 | 70-74  | 18          |       |       |       |       |          |
| 10 | 65-69  | 10          |       |       |       |       |          |
| 9 | 60-64  | 11          |       |       |       |       |          |
| 4 | 55-59  | 9           |       |       |       |       |          |
| 7 | 50-54  | 11          |       |       |       |       |          |
| 9 | 45-49  | 6           |       |       |       |       |          |
| 8 | 40-44  | 6           |       |       |       |       |          |
| 10 | 35-39  | 9           |       |       |       |       |          |
| 12 | 30-34  | 10          |       |       |       |       |          |
| 8 | 25-29  | 11          |       |       |       |       |          |
| 5 | 20-24  | 7           |       |       |       |       |          |
| 8 | 15-20  | 7           |       |       |       |       |          |
| 5 | 10-14  | 7           |       |       |       |       |          |
| 6 | 5-9    | 7           |       |       |       |       |          |
| 7 | 0-4    | 6           |       |       |       |       |          |

Згідно Всеукраїнського перепису населення з 314 мешканців Синяківців 136 осіб - це чоловіки та 178 осіб - жінки. Жіноче населення складало 56,59% від загальної кількості, а чоловіче - лише 43,41%.
За віросповіданням переважна більшість мешканців Синяківців є православними (близько 82% усіх мешканців села). Значно меншими конфесіями в селі є римо-католики та євангельські християни-баптисти.
Густота населення Синяківців становила 21,28 осіб/км2, що значно нижче, ніж середня густота в Дунаєвецькому районі, Хмельницькій області та Україні.
Зміна кількості населення Синяківців

## Топоніми села

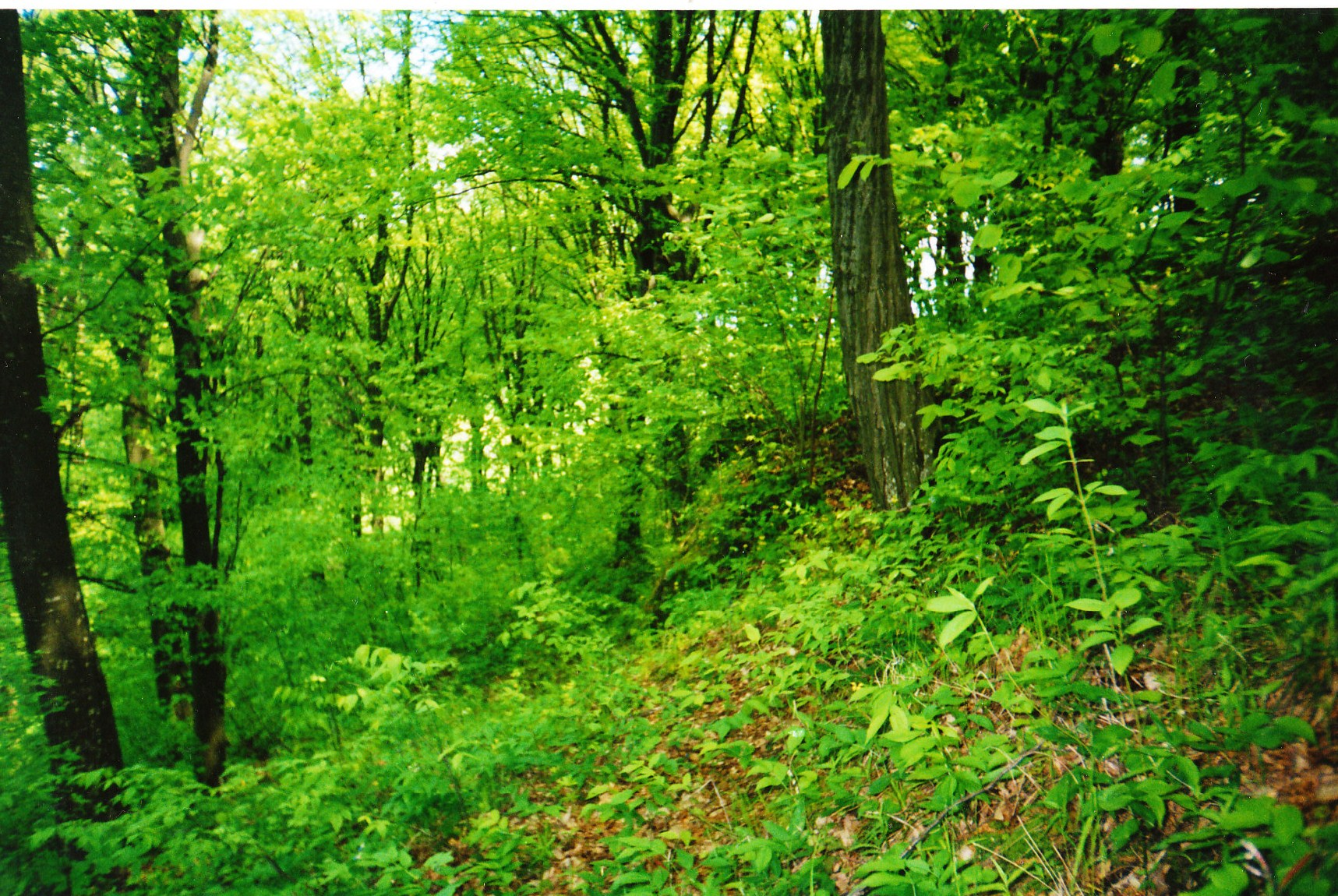
Лісовий масив Загорода

Село Синяківці складається з таких історично сформованих частин села: Вільнички, Гора, Долина, Кінець, Кут, Озеро, Садиби. Крім того, до складу синяківських земель входять такі частини: поля – Аеродром, Бам, Корчівка, Середній пас, Шовковиця; ліси та лісові урочища – Ворона, Дубина, Загорода, Мохняк, Мулярів яр, Мусірак, Мучула, Стінка, Шкварин тощо.
- Аеродром – назва самого південнішого поля Синяківців, що межує із землями Руди-Гірчичнянської. Ця назва з’явилася у 50-х – початку 60-х років ХХ століття у зв’язку із будівництвом у лісі військової частини. На цьому полі був розташований військовий аеродром. Згодом його забрали, але назва поля так і збереглася.
- Бам – поле на південь від Синяківців. Назва також пов’язана із будівництвом військової частини. А з’явилася уже в 70-х роках ХХ століття – і назву дістало від відомої будови того часу – Байкало-Амурської магістралі (військове будівництво порівнювали із будівництвом БАМу).
- Вільнички – східна частина Синяківців в долині річки Синявки, колись заселена людьми. Тут стояв водяний млин, а перші поселенці – мельники та їх нащадки були вільними людьми (не кріпосними).
- Ворона – лісове урочище на заході між Синяківцями і Варварівкою. Колись тут пролягала волосна дорога із Миньківців до Підлісного Мукарева (Старий Мукарівський шлях). І грабіжники досить часто нападали на тих проїжджих та перехожих, хто був необачний – ловив гав. Тут вони проворонювали усе своє добро. Так і закріпилася назва Ворона. Про Ворону ще довгий час ходили погані чутки.
- Гора – північно-західна та південно-східна частини села, розташовані на двох пагорбах. Характерним є те, що мешканці своєї гори називають її «наша» або «ця» гора, а протилежну відповідно «тая» або «та» гора.
- Долина – центральна (низинна) частина Синяківців. Розташована між схилами пагорбів у долині ярку, по якому про протікає річка Синявка.
- Дубина – назва великого лісового масиву, що розташований на півночі та північному-заході між Синяківцями і Сприсівкою. Назву одержав від переважаючих порід дерев, які тут росли – дубів.
- Загорода – ліс у східній частині, який протягнувся аж до Малої Кужелівки. Розташований на південному схилі яру, він наче загороджував село, був загородою від сильних вітрів та завірюх, а зимою загороджував низинну частину села від сонячних променів.
- Кифорова долина – назва частини поля у видолинку на північ від села, яка в минулому належала селянину Никифору (по-сільському – Кифор).
- Кінець – крайня східна частина села біля річки Синявки. Тут Синяківці закінчуються.

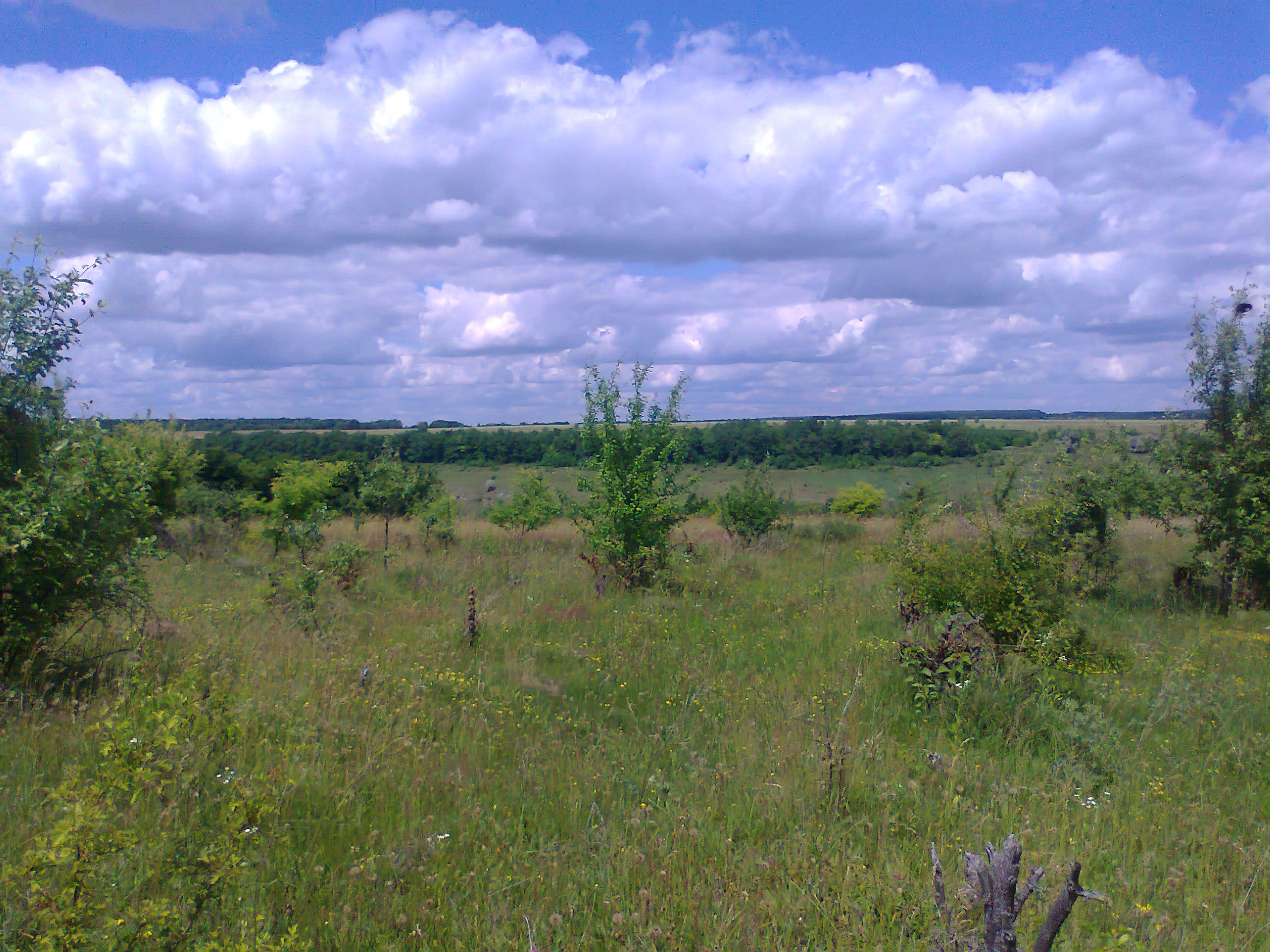
Урочище Мучула

- Корчівка – поле в південній частині. Колись тут ріс великий ліс із чагарниками та кущами (корчами). А що у селян було мало земельних наділів, то цей ліс викорчували і землю почали обробляти.
- Кут – південно-західна окраїна (куток або закуток) Синяківців.
- Миколаївська вулиця – давня назва найзаселенішої вулиці Синяківців, яка розташована на сході села, одразу ж праворуч при в’їзді з боку Малої Кужелівки. В давнину ця земля була панська і селяни з панського дозволу могли собі викупити невеликий наділ для побудови нового обійстя. А назвали її на честь Миколая Чудотворця – найшанованішого святого у селян. Тепер – це вулиця Центральна.
- Мохняк – назва лісу, що росте на південь та південний схід від села. Назва походить від слова «мох» – ліс був укритий мохом – тобто старий густий ліс, де не росла трава, а лише мохи.
- Мулярів яр – великий скелястий ярок у східній частині Синяківців, по якому протікає права невелика притока річки Синявки. Ліворуч яру мешкала родина Мулярів, яким належала земля, частина лісу Загорода і цей яр.
- Мусірак – лісовий масив і поле на захід від Синяківців, який згадується в історичних документах XIV століття.
- Мучула (Мочула) – назва східних земель, які тепер знаходяться частково під городами, частково під пасовищем та лісом. За перекладами тут татари катували (мучили) мешканців Синяківців.
- Озеро – північна частина Синяківців. У давнину тут було синє озеро. Згодом зі зміною ландшафту озеро зникло, але назва місцевості збереглася. Озеро – досить гарне мальовниче місце. З нього видно усі Синяківці.
- Садиби – південна, наймолодша частина Синяківців. Почала розбудовуватися уже в після Другої світової війни. До цього там було поле. Його роздали колгоспникам для будівництва нових садиб.
- Середній пас – поле на південно-західній частині. Простягнулося зі сходу на захід рівною смугою, полосою або пасом. З півдня і півночі невеликі низинні долини річок Гнідки і Синявки, а посередині – підвищена вододільна рівнина. Звідси і Середній пас.

Річка Синявка

- Синявка – річка, права притока Ушки (басейн Дністра). Назва походить від чистої прозорої річкової води, у якій синіє небо. В історичних документах XIV століття згадується під назвою Джурджова.
- Стінка – невеликий лісок у видолинку на північному сході від Синяківців. Походить назва від густих дерев, які стояли тут стіною та крутих стіноподібних схилів балки, що тут починалася.
- Шкварин – назва лісу та частини поля на заході від Синяківців. Колись тут було поселення, яке знищили татари, залишивши після себе лише згарища – шквари. Шкварин також згадується в історичних документах XIV століття.
- Шовковиця – поле на схід від Синяківців, де ростуть шовковичні дерева. Колись у Синяківцях селяни розводили тутового шовкопряда, який харчується листям цих дерев. Тепер ця галузь занепала, а поле перейшло під пасовище.

## Історія

### Перша згадка про село

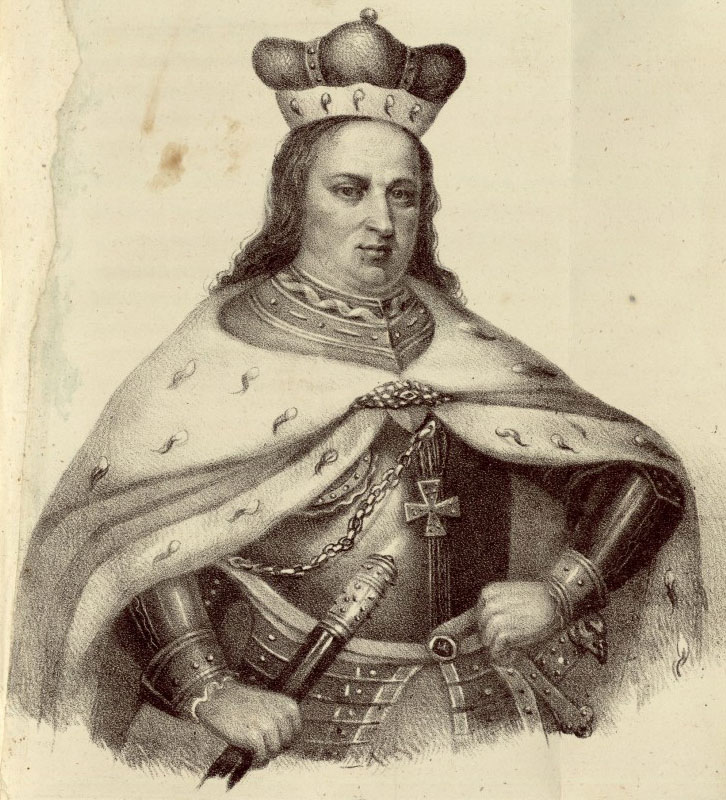
Литовський князь Вітовт

Перша назва села Симяків. Воно вперше згадується у жалуваній грамоті литовського князя Вітовта його слузі Василю Карачевському на село Симяків 15 серпня 1386 року. Також у цій грамоті згадуються ліси Шкварин та Мусірак, а також річка Джурджова (нині - Синявка). Згодом назва села трансформувалася у Семаківці, а пізніше - Синяківці. Родині Карачевським Синяківці належали понад 300 років.
Фрагмент жалуваної грамоти Вітовта його слузі Василю Карачевському на село Симяків:
| | \| …Nos Alexander Vitoldus, Dei gratia magnus dux Lithvaniae et Russiae, notum facimus omnibus per praesentes, quia villam servitor nostro Basilio Karaczewski, dictam Symyakow, na wierch dolini Gdzurdzowy, pod lesom Skwarnem, I s tym sse lesom Skwarnem, iz stawy, i senosathmy, s pasekami, z dubrowamy, cumque omnibus utilitatibus, fructibus, proventidus… \| |
| …Nos Alexander Vitoldus, Dei gratia magnus dux Lithvaniae et Russiae, notum facimus omnibus per praesentes, quia villam servitor nostro Basilio Karaczewski, dictam Symyakow, na wierch dolini Gdzurdzowy, pod lesom Skwarnem, I s tym sse lesom Skwarnem, iz stawy, i senosathmy, s pasekami, z dubrowamy, cumque omnibus utilitatibus, fructibus, proventidus… | |

### Адміністративно-територіальна приналежність

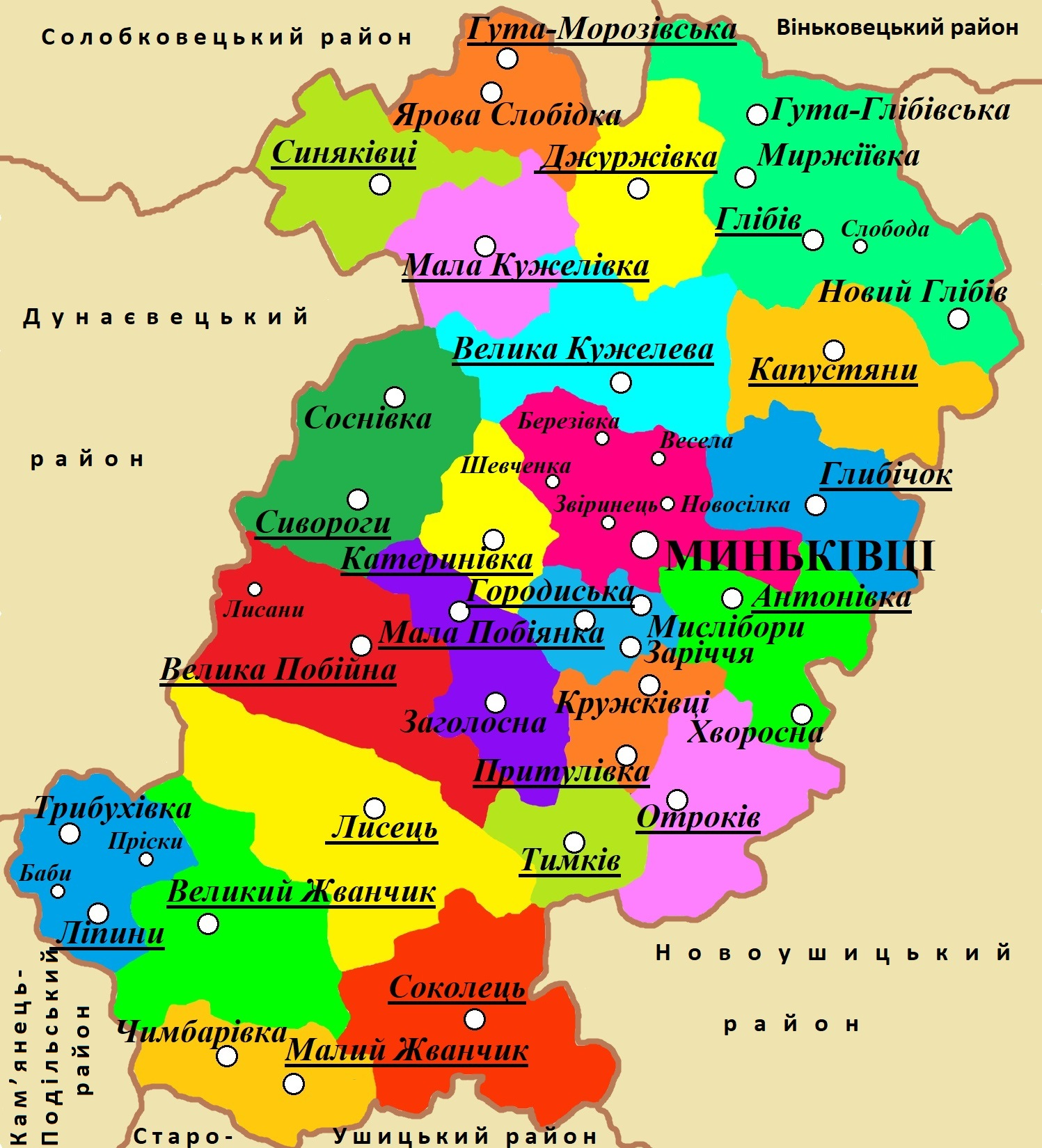
Синяківці на адміністративній карті Миньковецького району. 1946 рік

З 1386 р. (час першої згадки) - до 1434 р. - у складі Великого Князівства Литовського.
1434-1596 рр. - у складі Подільського воєводства Королівства Польського.
1538-1793 рр. — у складі Барського староства Подільського воєводства Речі Посполитої.
1672—1699 рр. — у складі Османської імперії, в межах Зіньківської нахії Барського санджаку Подільського еялету.
1793—1917 рр. — у складі Російської імперії.
1795-1796 рр. - у складі Подільського намісництва.
1796-1923 р. - у складі Мукарівської волості Ушицького повіту Подільської губернії.
1918—1920 рр. — у складі Української Народної республіки.
1922–1991 рр. — у складі УРСР СРСР.
З 7.03.1923 р. — Малокужелівська сельрада Новоушицький район Кам'янецької округи Подільської губернії.
З.06.1925 р. — Малокужелівська сельрада Миньковецький район Кам'янецької округи.
З 13.06.1930 р. — Малокужелівська сельрада Миньковецький район Проскурівської округи.
З 2.10.1930 р. — Малокужелівська сельрада Миньковецький район УСРР.
Протягом 3.02.1931-26.02.1935 рр. - у складі Малокужелівська сельрада Новоушицького району.
З 9.02.1932 р. — Малокужелівська сельрада Новоушицький район Вінницької області.
З 4.05.1935 р. — Синяковецька сельрада Миньковецький район Кам'янецького прикордонного округу Вінницької області.
З 22.10.1937 р. — Синяковецька сільська рада Миньковецький район Кам'янець-Подільської (з 4.02.1954 р. Хмельницької) області.
Липень 1941 — березень 1944 рр. — Миньковецька управа, Дунаєвецький ґебітскомісаріат, генеральна округа «Волинь-Поділля», Райхскомісаріат Україна.
З 27.01.1959 р. — Малокужелівська сільська рада Дунаєвецький район Хмельницької області УРСР.
З 24.08.1991 р. — Малокужелівська сільська рада Дунаєвецький район, Хмельницька область, Україна.
З 15.08.2015 р. - Малокужелівський старостинський округ Дунаєвецької міської ОТГ Хмельницької області, Україна.
З 21.07.2020 р. - Малокужелівський старостинський округ Дунаєвецької міської ОТГ Кам'янець-Подільського району Хмельницької області, Україна.

### Річ Посполита

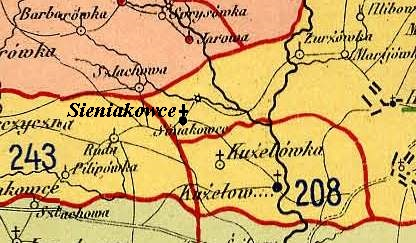
Синяківці на карті Атласу Речі Посполитої

Протягом XV—XVII століть село входило до складу Барського староства. У люстрації 1565 року згадуються 7 мешканців села (чоловіків): Гарнута Волох, Брайко Угрінич, Стецько отаман (староста), Карпо, Михайло, Грицько та Василь Тинчени.
У 1623 році Семаківці переходять до польських шляхтичів Бжозовських, а з 1634 року село уже записане на Луку Казимира Мясковського, який пізніше продає село чернечому ордену єзуїтів.
Село часто зазнавало спустошливих нападів татар. З цими спустошеннями пов'язана назва урочищ Мучула — місце, де татари мучили синяківських людей та Шкварин — після татарського спустошення на місці поселення залишилися лише згарища — шквари. За переписом 1662 року Семаківці вказані знову як спустошене село. У приписному селі Ботвині, заснованому у другій половині XVI століття, яке належало тоді шляхтичу Мишковському, за даними 1662 року нараховувалася всього одна садиба.
У XVII столітті Синяківці разом із сусідніми селами Великою Кужеловою та Малою Кужелівкою стають єзуїтською власністю і належать цьому польському єзуїтському ордену аж до 1773 року.
Народно-визвольна війна українського народу проти польсько-шляхетського поневолення зачепила Синяківці на початку серпня 1648 року. Часті напади польсько-шляхетських військ, а потім і загонів кримського хана Іслама Гірея ІІІ завдало великих збитків селу. В кінці жовтня 1654 року сюди вдерлося польське військо, якому було дано наказ «вогнем і мечем» знищувати подільські села та хутори. Такі безкінечні військові дії призвели до повного спустошення Синяковець, що засвідчують дані подимного тарифу 1661 року.

### Османська імперія
У серпні 1672 року Синяківці захопило військо османського султана Магомета IV і село аж до 1699 року входить до складу Зіньківської нахії Барського санджаку Подільського еялету Османської імперії. 27-річне володарювання турків негативно вплинуло на долю Синяковець. У османському реєстрі подільських земель — 383-х сторінковим Defter-i Mufassal-i Eyalet-i Kamaniçe, котрий зберігається у Başabakanlik Arşivi — Стамбульському Архіві уряду прем'єра міститься перелік податків та поголовний список платників податків станом на 1681—1682 роки. В списку населених пунктів Кам'янецького ейялету згадується 31 населений пункт Дунаєвеччини, в тому числі і село Синяківці (Sїnakofçi), які на той час повністю обезлюдніли.

### Російська імперія

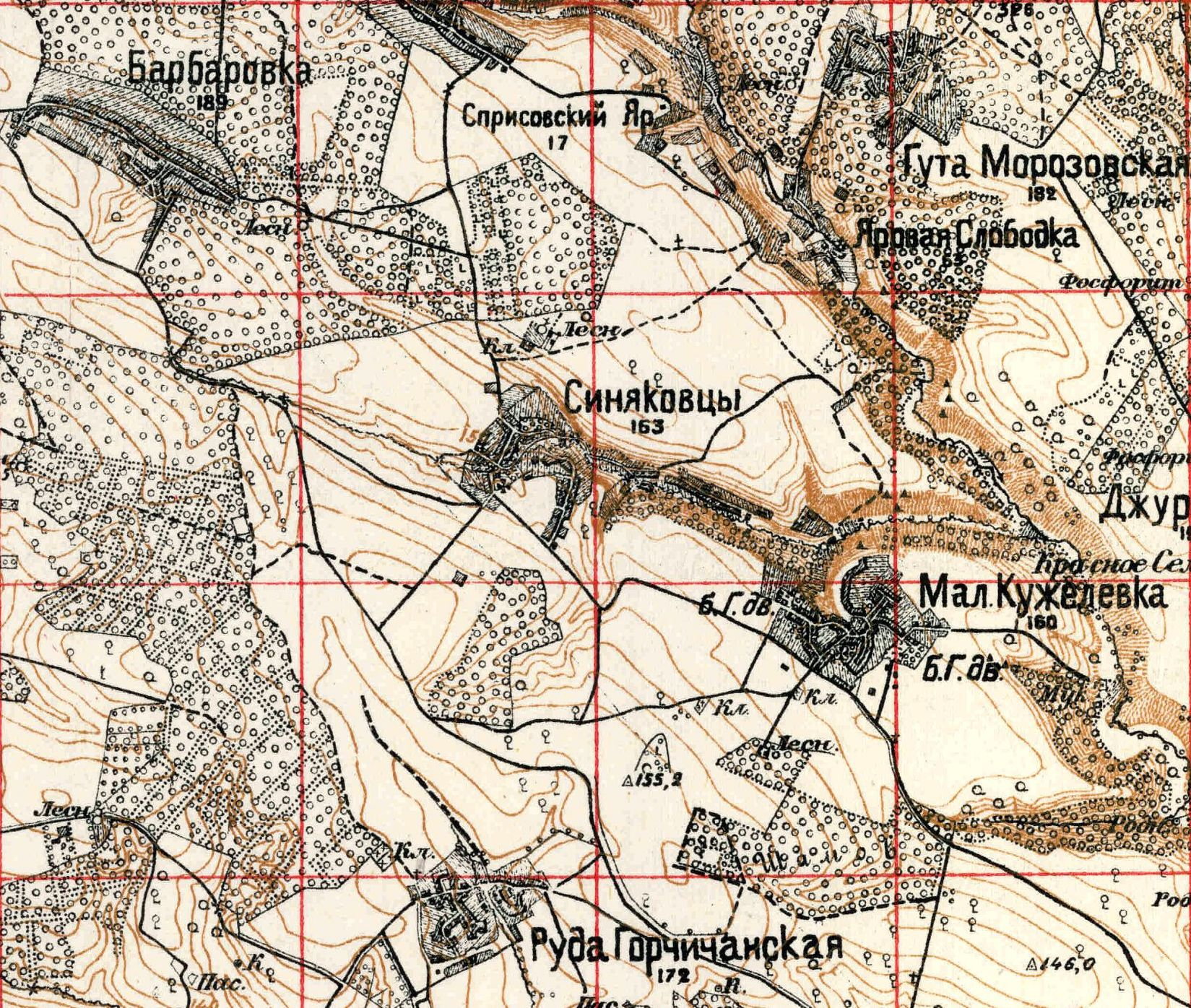
Синяківці на російській мапі 1901 року

В другій половині XVIII століття Синяківці разом із Малою Кужелівкою переходять до Барської едукаційної комісії — керівного органу просвіти Речі Посполитої. Згодом едукаційна комісія продає ці села родині польських шляхтичів Шидловських. У 1793 році, після другого розподілу Речі Посполитої, Синяківці ввійшли до складу Російської імперії. Протягом 1793—1796 років село перебуває у складі Подільського намісництва, а з 1796 року — Ушицького повіту Подільської губернії. З 1806 року, коли в Україні утворюються волості, Синяківці входять до Мукарівської волості Ушицького повіту.
1823 року Йосип Францішек Вільчевський купує у Шидловських колишню власність єзуїтів Велику Кужелову, Малу Кужелівку та Синяківці.
Польський шляхтич Йосип Францішек Вільчевський (1781—1858) облаштовує своє родинне гніздо у Великій Кужелові, у нього народжується 10 дітей: сини Титус-Фелікс Даніель, Станіслав-Ян, Леон, Йосип-Калясантій Ян-Дуклан, Францішек, Михайло, Ян-Болеслав Целестин, Прокіп-Юліус та доньки Барбара і Софія. Синяківці дістаються двом синам — Калясантію та Францішку Вільчевським. По смерті Калясантія Вільчевського частина села переходить до його племінників Кароля та Рудольфа Вільчевських — синів Станіслава. Однак у 1902 році Рудольф продав свою частину спадку своєму брату Каролю, отримавши від нього 5900 карбованців.
У Кароля Вільчевського, який одружився з Ганною Абрагович народилося семеро дітей: сини Станіслав-Каєтан, Стефан, Мар'ян та доньки Соломія, Гелена, Генріка та Єва. Всього у Кароля Вільчевського нараховувалося 158 десятин землі в селі Синяківці. У 1908 році він придбав собі ще помістя у селах Балакири та Пільний Олексинець і поперемінно там мешкав.
Інший власник Синяківців — Францішек Вільчевський мав тут 422,71 десяти землі. Він жив у маєтку у Великій Кужелові, де у нього народилося троє дітей: сини Болеслав Йосип, Цезарій Віктор та донька Тереза.
Вільчевські розводили великі отари овець, а вовну продавали фабрикантам у Дунаївці. Мешканці Синяковець були схильні до землеробства, однак землі було мало, тому переважна більшість їх змушена була йти працювати у наймити, або виїжджати із села на заробітки.
Умови життя в Синяківцях були значно гіршими, ніж у Малій Кужелівці, тому тут часто виникали епідемії.
На початку XX століття (1909 рік) у Синяківцях мешкало 608 чоловік (із них 407 були православними та 2 сім'ї — євреї).

### Синяківці у роки Першої світової війни
У роки Першої Світової війни 1914–1918 років 28 чоловіків із Синяківців було мобілізовано до російської армії. Вони брали участь у багатьох битвах, отримували поранення і гинули. Згідно військових архівів відомо імена двадцяти восьми мешканців Синяківців, котрі воювали у складі російських військ. Тринадцять солдат в боях отримали поранення та контузії, троє - пропало без вісти, один потрапив у полон, а Скригітель Степан Васильович загинув в бою 27.09.1915 року.
- Бас Павло Пилипович, рядовий 111-ї Тамбовського дружини
- Безускоченко Василь Дмитрович, підпрапорщик 24-го піхотного Симбірського полку
- Безускоченко Петро Григорович, рядовий 10-го стрілецького полку
- Бичковський Йосип Антонович, рядовий 140-го піхотного Зарайського полку
- Брус Кіндрат Іванович, рядовий 129-го Санітарного потягу
- Дурбій Павло Савович, рядовий 189-го Ізмаїльського полку
- Корчовий Дем'ян Васильович, рядовий 9-го піхотного Онезького полку
- Корчовий Микола Миколайович, рядовий 38-го піхотного Тобольського полку
- Кушнір Микола Гнатович, рядовий 283-го піхотного запасного полку
- Кушнір Семен Юхимович, рядовий 137-го піхотного Ніжинського полку
- Матвієв Іван Домінікович, рядовий 61-ї Сибірської кулеметної роти
- Матвієв Йосип Дементійович, рядовий 293-го піхотного Іжорського полку
- Матвієв Франц Іванович, рядовий 723-го Веміславського полку
- Мельник Петро Микитович, рядовий 293-го піхотного Іжорського полку
- Мельник Степан Микитович, рядовий 42-го піхотного Якутського полку
- Мельник Юхим Степанович, рядовий 32-го піхотного Кременчуцького полку
- Мельник-Леленко Федір Матвійович, рядовий 3-го Європейського стрілецького полку
- Пʼяніщук Омелян Єгорович, стрілець 15-го стрілецького Його Високості Короля Чорногірського Миколи І полку
- Пʼяніщук Семен Іванович, рядовий 17-ї пішої Тамбовської дружини
- Скригітель Володимир Федорович, рядовий 147-го піхотного Самарського полку
- Скригітель Іван Семенович, молодший унтер-офіцер 47-го піхотного Українського полку
- Скригітель Степан Васильович, рядовий 277-го піхотного Переяславського полку (загинув 27.09.1915 року)
- Толоковий Микола Феодосійович, рядовий 119-го піхотного в’ючного транспорту
- Христофоров Іван Миколайович, рядовий 93-го піхотного Іркутського полку
- Христофоров Франц Миколайович, рядовий 266-го Пореченського полку
- Юр’єв Антон Іванович, рядовий 20-го піхотного Галицького полку
- Юр'єв Михайло Іванович, рядовий 106-ї етапної роти
- Юр'єв Степан Йосипович, рядовий 6-го Заамурського полкуПортал, присвячений подіям і героям Першої світової війни 1914 - 1918

### Село в роки Української революції
Протягом 1917—1920 року неодноразово змінювалася влада на селі. У грудні 1917 року в Синяківцях перебувають війська Центральної Ради, в січні 1918 року — війська більшовиків, в лютого 1918 року — австро-німецькі війська. В листопаді 1918 року село займають війська Директорії.
У Державному архіві Хмельницької області є документи, які відображають події 1918 року на селі, зокрема журнал «Село», видання Подільської губернської народної Управи, до якого письмово зверталися мешканці Синяківців і описували своє нелегке життя:
| | \| «… Невеличке, але дуже бідне село. Весною селянство посіяло ярину на панській землі та дуже турбується, що буде за врожай… Коли були більшовики, то розпустили серед селян чутку, що спалять село, як вони не пограбують панський маєток. Погромили можна сказати і через свої злидні. Коли настала весна і не було чим харчувати худобу, розшили нові сніпки з панської клуні на січку. Тепер карають за це… Взялися селяни латати свої гріхи, але де взяти соломи — худобу нічим прохарчувати, а через посуху й попасти не можна. Тепер, як кажуть, хоч в землю ховайся. Погано стоять і другі справи. Село таке темне, що аж сум побирає. Немає поблизу в нас ні лікарів, ні лікарень, і коли хто захворів, то йдуть до бабів, а вони брешуть скільки влізе. Самогонки наше село не навчилось робити, проте купити можна, навозять з других сіл…». \| |
| «… Невеличке, але дуже бідне село. Весною селянство посіяло ярину на панській землі та дуже турбується, що буде за врожай… Коли були більшовики, то розпустили серед селян чутку, що спалять село, як вони не пограбують панський маєток. Погромили можна сказати і через свої злидні. Коли настала весна і не було чим харчувати худобу, розшили нові сніпки з панської клуні на січку. Тепер карають за це… Взялися селяни латати свої гріхи, але де взяти соломи — худобу нічим прохарчувати, а через посуху й попасти не можна. Тепер, як кажуть, хоч в землю ховайся. Погано стоять і другі справи. Село таке темне, що аж сум побирає. Немає поблизу в нас ні лікарів, ні лікарень, і коли хто захворів, то йдуть до бабів, а вони брешуть скільки влізе. Самогонки наше село не навчилось робити, проте купити можна, навозять з других сіл…». | |

В квітні 1919 року війська більшовиків знову зайняли Синяківці. В перших числах червня 1919 року село визволили війська Симона Петлюри. У липні 1919 року перейшовши річку Збруч, в районі Дунаївці — Дем'янківці — Синяківці — Мала Кужелівка — Мала Побіянка — Голозубинці зосередився ІІ-й корпус Української Галицької армії. В грудні 1919 року село захопили польські війська. Остаточно Синяківці переходять під владу більшовиків у листопаді 1920 року.

### Міжвоєнний період

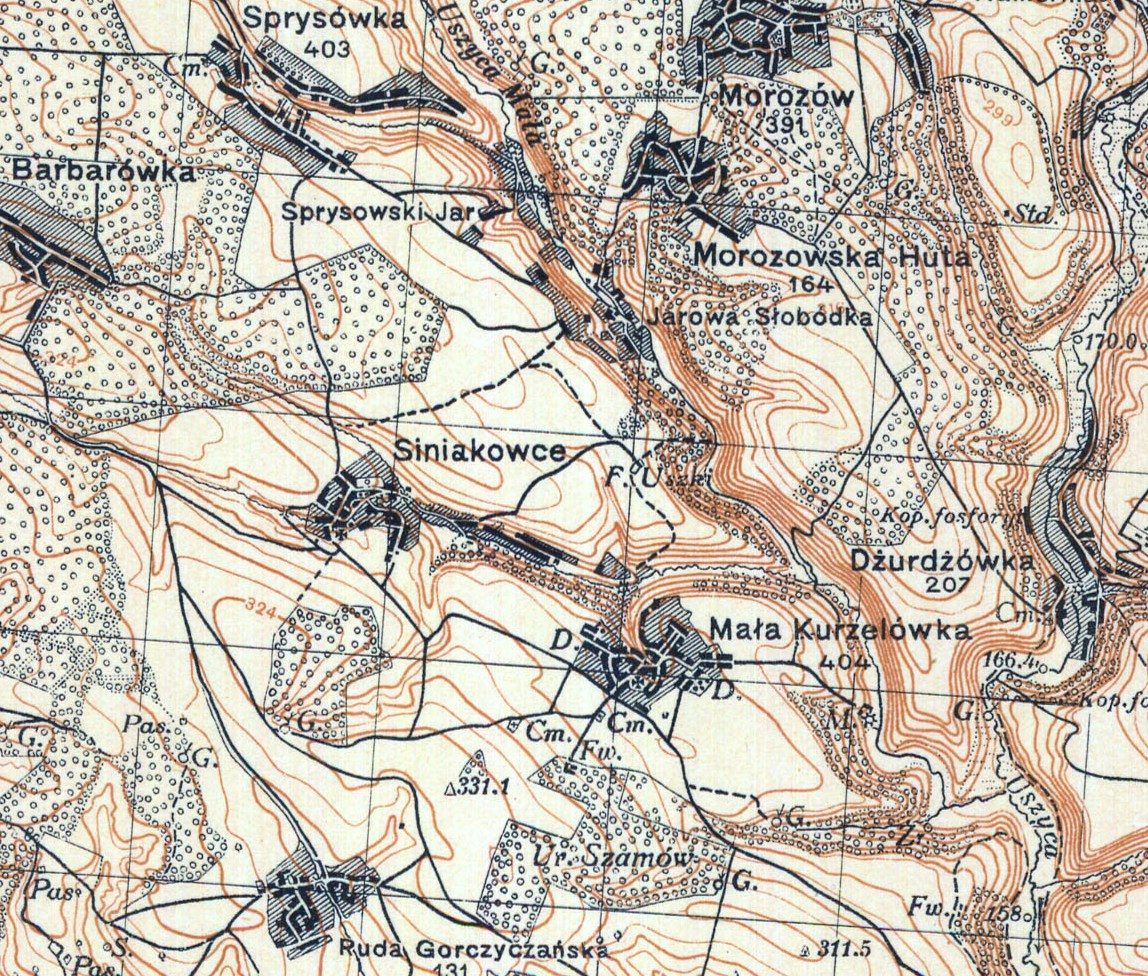
Синяківці на польській мапі 1930 року

З 1923 року Синяківці у складі Миньковецького (протягом 1931—1935 років — Новоушицького), з 1959 — у складі Дунаєвецького району. Синяківську сільську раду утворено 1924 року, 1955 року її ліквідовано, а Синяківці підпорядковано Малокужелівській сільській раді.
1929 року створено синяківський колгосп «Червоний клич». На початку 50-х років ХХ століття його обʼєднано з колгоспом «Червона Зірка» села Ярова Слобідка. Протягом 1951—1959 років — колгосп імені Будьонного.
Під час колективізації 12 селянських родин було розкуркулено.
Напередодні війни населення Синяківців складало 780 мешканців. Тут працював сільський клуб, продовольчий магазин, медичний пункт, початкова школа.

### Червоний терор на селі
На долю Синяківців випали надзвичайно важкі 30-ті роки ХХ століття, які поламали долі багатьом мешканцям села. Це – голодомор 1932 – 1933 років, колективізація сільського господарства, розкуркулення більш заможніших мешканців, депортація їх у Північні райони СРСР, а також репресії 1937 – 1938 років. У ті роки п'ятнадцять мешканців Синяківців зачепила тоталітарна система каральних органів радянської влади, четверо мешканців Синяківців було розстріляно у Кам’янці-Подільську, ще шістьох осіб було ув'язнено у виправні табори та двох вислано на Північ.
- Безускоченко Никифор Дмитрович, українець, уродженець села Синяківці. Малописьменний, селянин-одноосібник. Заарештований 27.03.1932 року. Звинувачення: контрреволюційна діяльність. Колегією ДПУ УРСР 09.05.1932 року ув’язнений до концтабору на 3 роки. Реабілітований прокуратурою Хмельницької області 21.01.1998 року.
- Бичковський Михайло Антонович, українець, уродженець села Синяківці. Освіта початкова, бухгалтер. Заарештований 15.01.1947 року. Звинувачення: співпраця з окупаційною владою. УМДБ Кам’янець-Подільської області 24.04.47 справу припинено, з-під варти звільнений. Реабілітований прокуратурою Хмельницької області 30.04.1998 року.
- Дурбій Антон Савелійович, українець, уродженець села Синяківці. Малописьменний, колгоспник. Заарештований 27.10.1937 року. Звинувачення: антирадянська агітація. Трійкою УНКВС Кам’янець-Подільської області 14.11.1937 року засуджений на 10 років позбавлення волі у виправно-трудових таборах (ВТТ). Реабілітований прокуратурою Хмельницької області 22.04.1998 року.
- Корчовий Дем'ян Васильович, українець, уродженець села Синяківці. Малописьменний, колгоспник. Заарештований 30.11.1936 року. Звинувачення: член контрреволюційної організації. Колегією Кам’янець-Подільського обласного суду 10.03.1939 року виправданий, з-під варти звільнений. Реабілітований згідно з Законом України від 17.04.1991 року.
- Крикун Степан Михайлович, українець, уродженець села Синяківці. Малописьменний, колгоспник. Заарештований 08.03.1937 року. Звинувачення: контрреволюційна діяльність. Трійкою УНКВС Вінницької області 15.08.1937 засуджений до розстрілу. Вирок виконаний 31.08.1937 року у Кам’янці-Подільську. Реабілітований президією Хмельницького обласного суду 15.05.1961 року.
- Кушнір Микола Гнатович, українець, уродженець села Синяківці. Неписьменний, селянин-одноосібник. Заарештований 17.03.1936 року. Звинувачення: зрада Батьківщини. Військовим трибуналом Київського військового округу 13.07.1936 року засуджений на 10 років позбавлення волі у виправно-трудових таборах (ВТТ). Реабілітований прокуратурою Хмельницької області 18.09.1992 року.
- Кушнір Федір Степанович, українець, уродженець села Синяківці. Малописьменний, військовослужбовець. Заарештований 09.10.1941 року. Звинувачення: антирадянська агітація. Військовим трибуналом Південно-Донецької залізниці 20.10.1941 року засуджений на 8 років позбавлення волі у виправно-трудових таборах (ВТТ). Реабілітований військовою прокуратурою Київського військового округу  19.04.1991 року.
- Кушнір Яків Лаврентійович, українець, уродженець села Синяківці. Малописьменний, колгоспник. Заарештований 18.03.1952 року. Звинувачення: антирадянська агітація. Кам’янець-Подільським обласним судом 08.04.1952 року засуджений на 25 років позбавлення волі у виправно-трудових таборах (ВТТ) з конфіскацією майна і пораженням прав на 5 років. Верховним Судом УРСР 10.03.1955 року строк покарання зменшено до 10 років ув’язнення. Реабілітований прокуратурою Хмельницької області 05.07.1991 року.
- Мельник Іван Іванович, українець, уродженець села Синяківці. Малописьменний, селянин-одноосібник. Заарештований 30.04.1930 року. Звинувачення: антирадянська агітація. Кам’янець-Подільським окружним відділом ДПУ 03.04.1930 року за антирадянську агітацію висланий у Північний край. Реабілітований згідно з Законом України від 17.04.1991 року.
- Муляр Андрій Якович, українець, уродженець села Синяківці. Неписьменний, селянин-одноосібник. Заарештований 19.11.1930 року. Звинувачення: антирадянська агітація. Колегією ДПУ УРСР 12.12.1930 року висланий на 3 роки у Північний край. Реабілітований прокуратурою Хмельницької області 11.11.1997 року.
- Муляр Микита Якович, українець, уродженець села Синяківці. Малописьменний, тесля лісництва. Мешкав у селі Підлісний Мукарів Солобковецького району. Заарештований 08.08.1937 року. Звинувачення: антирадянська агітація. Трійкою УНКВС Кам’янець-Подільської області 15.11.1937 року засуджений до розстрілу. Вирок виконаний 31.08.1937 року у Кам’янці-Подільську. Реабілітований президією Хмельницького обласного суду 22.02.1961 року.
- Точинський-Матвієв Іван Станіславович, поляк, уродженець села Синяківці. Освіта початкова, їздовий колгоспу. Заарештований 17.10.1939 року. Звинувачення: антирадянська агітація. Кам’янець-Подільським обласним судом 24.01.1940 року виправданий, з-під варти звільнений. Реабілітований згідно з Законом України від 17.04.1991 року.
- Христофоров Антон Миколайович, українець, уродженець села Синяківці. Малописьменний, лісник. Мешкав у селі Підлісний Мукарів Солобковецького району. Заарештований 30.04.1938 року. Звинувачення: контрреволюційна діяльність. Трійкою УНКВС Кам’янець-Подільської області 08.05.1938 року засуджений до розстрілу. Вирок виконаний 1938 року у Кам’янці-Подільську. Реабілітований президією Хмельницького обласного суду 02.11.1963 року.
- Шнуріон Андрій Миронович, українець, уродженець села Синяківці. Освіта середня спеціальна, учитель. Мешкав у селі Струга Новоушицького району. Заарештований 21.11.1944 року. Звинувачення: зрада Батьківщини. Військовим трибуналом військ НКДБ Кам’янець-Подільської області 21.10.1945 року засуджений на 15 років позбавлення волі у виправно-трудових таборах (ВТТ) з пораженням прав на 5 років. Реабілітований прокуратурою Хмельницької області 05.07.1991 року.
- Юр'єв Антон Йосипович, українець, уродженець села Синяківці. Малописьменний, бригадир колгоспу. Заарештований 08.08.1937 року. Звинувачення: член контрреволюційної групи. Трійкою УНКВС Вінницької області 15.08.1937 року засуджений до розстрілу. Вирок виконаний 31.08.1937 року у Кам’янці-Подільську. Реабілітований президією Хмельницького обласного суду 15.05.1961 року.

### Друга світова війна
Під час німецько-радянської війни у червні 1941 року на фронт були мобілізовані 43 мешканці села. Синяківці 11 липня 1941 року окупували угорські війська. За ними в село прийшли німці. Під час німецької окупації Синяківців протягом 1942-1944 років 64 мешканці було насильно вивезено на каторжні роботи до Німеччини, з них четверо там загинули від знущань, побоїв, виснажливої праці, голоду та холоду.
- Антонюк Іван Петрович (1924 – 1999);
- Антонюк Олександр Степанович (1904 – 1981);
- Антонюк Роман Дмитрович (1894 – 1952);
- Бас (Михайлова) Ганна Олексіївна (1926 - 2005);
- Блажеєва Ганна Кирилівна (1929 – 2005);
- Блажеєва Меланія Софронівна (1913 – 1983);
- Гайдамашко Тимофій Йосипович (1914 – 1964);
- Гайдамашко Яків Йосипович (1907 – 1989);
- Гамула Юхим Микитович (1913 – 1990);
- Ґедзь Дмитро Микитович (1892 – 1942);
- Дурбій Іван Андрійович (1927 – 1983);
- Дуфник Іван Васильович (1904 – 1980);
- Короткевич Ольга Павлівна (1920 – 2001);
- Корчова Надія Йосипівна (1925 – 1998);
- Корчовий Дмитро Микитович (1901 – 1943);
- Корчовий Микола Макарович (1923 - 1993);
- Крикун Ганна Дем'янівна (1922 – 2014);
- Крикун Дем'ян Михайлович (1898 – 1976);
- Крикун (Матвієва) Емілія Михайлівна (1921 – 1949);
- Крикун Микита Васильович (1901 – 1979);
- Крикун Олена Степанівна (1925 – 2016);
- Крикун Родіон Савович (1894 – 1972);
- Крутікова (Матвієва) Яніна Альбінівна (1922 – 2009);
- Кукіль Віктор Михайлович (1921 – 2005);
- Кушнір Василь Семенович (1901 – 1943);
- Кушнір Володимир Лаврінович (1912 - 1976);
- Кушнір Михайло Федорович (1885 - 1960);
- Кушнір Станіслав Якович (1927 - 1970);
- Матвієв Борис Станіславович (1925 - 1998);
- Матвієв Броніслав Францович (1927 - 2006);
- Матвієв Василь Йосипович (1923 - 1996);
- Матвієв Іван Казимирович (1901 - 1951);
- Матвієв Кароль Станіславович (1924 - 1944);
- Матвієв Людвіг Іванович (1923 - 1991);
- Матвієв Михайло Францович (1924 - 1986);
- Матвієв Цезар Альбінович (1924 - 1945);
- Матвієва Олена Антонівна (1925 - 1976);
- Мельник Катерина Григорівна (1925 - 2015);
- Мельник (Тиж) Лідія Федорівна (1925 - 2008);
- Михайлов Іван Микитович (1923 - 1990);
- Остроушко Василь Станіславович (1918 - 1949);
- Паланиця Ганна Іванівна (1925 - 1972);
- Паланиця Євгена Іванівна (1929 - 1948);
- Паланиця Євдокія Тимофіївна (1896 - 1965);
- П'яніщук Василь Степанович (1924 - 1995);
- П'яніщук Євгена Степанівна (1924 - 2002);
- П'яніщук Марія Олександрівна (1921 - 1994);
- Рейтаровський Сигізмунд Броніславович (1915 - 1983);
- Семіндяєва (Юр'єва) Броніслава Павлівна (1925 - 1992);
- Скригітель Василь Тимофійович (1927 - 1964);
- Скригітель Василь Тихонович (1926 - 1980);
- Скригітель Марія Василівна (1922 - 1997);
- Смутко Михайло Якович (1924 - 1968);
- Смутко Яків Мартинович (1903 - 1979);
- Тиж Василь Микитович (1902 - 1974);
- Тощак Павло Євментійович (1902 - 1966);
- Федоров Григорій Антонович (1913 - 1981);
- Христофоров Іван Миколайович (1894 - 1978);
- Червінський Михайло Карлович (1913 - 1999);
- Черних Марія Митрофанівна (1925 - 2016);
- Шнуріон Олексій Михайлович (1905 - 1970);
- Юр'єв Михайло Мартинович (1927 - 1996);
- Юр'єва Дарина Михайлівна (1909 - 1978);
- Яковлева Софія Миколаївна (1912 - 1996).

Мешканці Синяківців Корчовий Василь Дем'янович, Корчовий Іван Дем'янович та Корчовий Михайло Дем'янович були учасниками сільського антифашистського підпілля, що діяло протягом 1942-1944 років в Малій Кужелівці.
Загалом в роки Другої світової війни жертвами стали шестеро мирних мешканців Синяківців, не враховуючи тих, хто помер через хвороби, відсутність ліків та належного медичного лікування.
- Ґедзь Василь Дмитрович (1931–1944), українець, школяр. Мешканець села Синяківці. Загинув від вибуху міни після визволення села у травні 1944 року. Похований в селі Синяківці.
- Ґедзь Дмитро Микитович (1898-1944), українець, селянин. Мешканець села Синяківці. Примусово вивезений на роботу до Німеччини у 1942 році. Помер від хвороби у 1944 році. Похований у Німеччині.
- Корчовий Дмитро Федорович (1901-1943), українець, селянин. Мешканець села Синяківці. Примусово вивезений на роботу до Німеччини у 1942 році. Помер від важкої праці та голоду у 1943 році. Похований у Німеччині.
- Кушнір Василь Семенович (1901-1943), українець, селянин. Мешканець села Синяківці. Примусово вивезений на роботу до Німеччини у 1942 році. Помер від голоду у 1943 році. Похований у Німеччині.
- Матвієв Кароль Станіславович (1897-1943), поляк, селянин. Мешканець села Синяківці. Примусово вивезений на роботу до Німеччини у 1942 році. Помер від важкої праці та голоду у 1943 році. Похований у Німеччині.
- Смутко Григорій Мартинович (1905-1944), українець, селянин. Мешканець села Синяківці. Вбитий фашистами під час визволення села 27 березня 1944 року. Похований в селі Синяківці.

Село визволене частинами 161-ї (569-й стрілецький полк, 1036-й артилерійський полк, 413-й окремий винищувальний протитанковий дивізіон) та 211-ї (887-й, 894-й та 896-й стрілецькі полки) стрілецьких дивізій 28 березня 1944 року. При звільненні Синяківців від ворога загинуло 5 радянських бійців.
- Домшаєв Зігба Лобсонович (1919-1944), старший лейтенант, командир кулеметної роти 887-го стрілецького полку 211-ї стрілецької дивізії 38-ї армії 1-го Українського фронту. Бурят, уродженець Тункінського р-ну. Призваний до армії Тункінським РВК Бурят-Монгольської АРСР 1939 року. Нагороджений орденом Червоної Зірки 18.03.1943 року. Загинув 28 березня 1944 року в селі Синяківці. У 1957 році перезахоронений в селі Мала Кужелівка.
- Клокун Михайло Миколайович (1909-1944), лейтенант, командир 3-ї батареї 413-го окремого винищувального протитанкового дивізіону 161-ї стрілецької дивізії 38-ї армії 1-го Українського фронту. Українець, уродженець Київщини. Мобілізований Молотовським РВК Киргизької РСР у 1941 році. Загинув 28 березня 1944 року в селі Синяківці. У 1957 році перезахоронений в селі Мала Кужелівка.
- Махінова Ольга Митрофанівна (1923-1944), рядова, телефоністка 1036-го артилерійського полку 161-ї стрілецької дивізії 18-ї армії 1-го Українського фронту. Росіянка, уродженка села Нова Чигла. Мобілізована Ново-Чигольським РВК Воронезької області. Загинула 30 березня 1944 року. Похоронена на східній галявині лісу, що знаходиться за 1 кілометр на захід від села Синяківці.
- Потєшкін Олексій Антонович (1923-1944), сержант, навідник 1036-го артилерійського полку 161-ї стрілецької дивізії 18-ї армії 1-го Українського фронту. Росіянин, уродженець міста Красноярськ. Мобілізований Ленінським РВК міста Алма-Ата. Загинув 29 березня 1944 року в селі Синяківці. У 1957 році перезахоронений в селі Мала Кужелівка.
- Радзевілов Андрій Іванович (1909-1944), рядовий, стрілець 887-го стрілецького полку 211-ї стрілецької дивізії 38-ї армії 1-го Українського фронту. Росіянин, мешканець села Нова Прага. Мобілізований Ново-Празьким РВК Кіровоградської області. Загинув 28 березня 1944 року в селі Синяківці. У 1957 році перезахоронений в селі Мала Кужелівка.Узагальнений банк даних Меморіал

У квітні 1944 року на фронт знову було мобілізовано 88 чоловіків. Загалом на фронтах боролися з ворогом 131 мешканець Синяківців, 58 з них загинули в боях із ворогом, пропали безвісти, померли від отриманих поранень та хвороб чи загинули в полоні.
- Антонюк Григорій Андрійович, рядовий, стрілець, 1904-09.05.1944;
- Антонюк Григорій Семенович, рядовий, стрілець, 1904-09.05.1945;
- Антонюк Данило Петрович, старшина, водій 30-го зенітного артилерійського дивізіону 491-го стрілецького полку 159-ї стрілецької дивізії, 1913-28.12.1945;
- Антонюк Семен Іванович, рядовий, стрілець 57-го запасного стрілецького полку Південного фронту, 1908-01.02.1943;
- Антонюк Феодосій Йосипович, рядовий, стрілець, 1908-06.05.1944;
- Бас Микола Пилипович, молодший сержант, командир відділення 1085-го стрілецького полку 322-ї стрілецької дивізії, 1906-22.07.1944;
- Бас Олександр Пилипович, рядовий, стрілець 81-го стрілецького полку 25-ї стрілецької дивізії, 1900-21.01.1945;
- Бичковський Микола Йосипович, сержант, командир відділення 1180-го стрілецького полку 350-ї стрілецької дивізії, 1924-09.08.1944;
- Бичковський Франц Антонович, рядовий, стрілець 2-го стрілецького батальйону 1085-го стрілецького полку 322-ї стрілецької дивізії, 1907-22.08.1944 ;
- Боднар Василь Дмитрович, рядовий, стрілець 516-го стрілецького полку 107-ї стрілецької дивізії, 1921-15.07.1944;
- Боднар Василь Юхимович, рядовий, стрілець, 1911-1941 (помер в німецькому полоні);
- Боднар Григорій Кирилович, рядовий, мінометник 272-го стрілецького полку 123-ї стрілецької дивізії 23-ї армії Північного фронту, 1920-19.08.1941;
- Брезицький Павло Костянтинович, сержант, командир відділення 1089-го стрілецького полку 322-ї стрілецької дивізії, 1913-29.01.1945;
- Брус Микита Петрович, рядовий, стрілець, запасний номер артилерії 360-го стрілецького полку 74-ї стрілецької дивізії, 1903-01.12.1944;
- Гамула Іван Микитович, рядовий, кулеметник 1085-го стрілецького полку 322-ї стрілецької дивізії, 1910-14.07.1944;
- Ґедзь Яків Петрович, рядовий, стрілець 934-го стрілецького полку 374-ї стрілецької дивізії, 1910-26.07.1943 (помер від ран);
- Данілов Петро Леонтійович, рядовий, стрілець, 1906-10.05.1944;
- Корчовий Микола Миколайович, рядовий, стрілець 9-ї стрілецької роти 1085-го стрілецького полку 322-ї стрілецької дивізії, 1910-25.07.1944 ;
- Крикун Василь Степанович, старший сержант, командир відділення 76-мм гармат 1198-го стрілецького полку 359-ї стрілецької дивізії, 1909-17.03.1945;
- Крикун Іван Васильович, рядовий, сапер 567-го особливого саперного батальйону 287-ї стрілецької дивізії, 1923-11.07.1944;
- Крикун Йосип Никифорович, рядовий, стрілець, 1898-11.06.1944;
- Крикун Микола Пархомович, рядовий, учень ЛД 6 склад МВС 161, 1920-19.06.1944 року;
- Крикун Семен Васильович, рядовий, стрілець, 1912-15.05.1944;
- Крикун Яків Пилипович, рядовий, стрілець, 1917-25.07.1944;
- Кушнір Іван Миколайович, рядовий, стрілець, 1908-1943;
- Кушнір Омелян Феодосійович, молодший сержант, шофер, командир відділення, 1916-23.06.1944;
- Кушнір Микола Степанович, молодший сержант, командир відділення 1085-го стрілецького полку 322-ї стрілецької дивізії, 1908-21.05.1944;
- Марков Данило Петрович, рядовий, стрілець 1-го батальйону 65-ї мотострілецької бригади 31-го танкового корпусу, 1900-16.03.1945;
- Матвієв Антон Йосипович, рядовий, стрілець, 1916-02.05.1945;
- Матвієв Антон Миколайович, рядовий, розвідник 726-го стрілецького полку 395-ї стрілецької дивізії, 1911-27.07.1942;
- Матвієв Броніслав Казимирович, сержант, командир відділення 2-ї кулеметної роти 1085-го стрілецького полку 322-ї стрілецької дивізії, 1915-10.01.1945;
- Матвієв Василь Гнатович, рядовий, стрілець, 1921-17.05.1944;
- Матвієв Іван Миколайович, рядовий, стрілець, 1906-10.06.1943;
- Матвієв Іван Петрович, рядовий, стрілець 4-ї стрілецької роти 704-го стрілецького полку 393-ї стрілецької дивізії, 1914-26.03.1942 (пропав безвісти);
- Матвієв Михайло Іванович, рядовий, артилерист 940-го стрілецького полку 262-ї стрілецької дивізії, 1926-13.09.1945 (помер від ран);
- Матвієв Цезар Альбінович, рядовий, стрілець 1028-го стрілецького полку 260-ї стрілецької дивізії, 1924-16.04.1945;
- Мельник Павло Кирилович, рядовий, стрілець 2-го стрілецького батальйону 1085-го стрілецького полку 322-ї стрілецької дивізії, 1902-10.08.1944;
- Мельник Тимофій Григорович, рядовий, стрілець, 1910-20.05.1944;
- Мялковський Йосип Миколайович, рядовий, стрілець, 1909-10.10.1944;
- Олійник Олексій Дмитрович, рядовий, стрілець 978-го стрілецького полку 261-ї стрілецької дивізії, 1918-30.08.1942;
- Остроушко Андрій Петрович, лейтенант, командир взводу, 1916-22.08.1944;
- Остроушко Антон Йосипович, рядовий, стрілець, 1920-02.06.1944;
- Остроушко Антон Станіславович, рядовий, стрілець 272-го стрілецького полку 123-ї стрілецької дивізії, 1920-25.08.1941;
- Остроушко Василь Феодосійович, рядовий, стрілець 203-го стрілецького полку 70-ї стрілецької дивізії, 1924-03.10.1944 (помер від ран);
- Остроушко Павло Петрович, молодший сержант, командир відділення 1085-го стрілецького полку 322-ї стрілецької дивізії, 1902-14.07.1944;
- П'яніщук Антон Степанович, сержант, командир відділення 1085-го стрілецького полку 322-ї стрілецької дивізії, 1910-19.07.1944 (помер від ран);
- Скригітель Антон Степанович, рядовий, стрілець 1085-го стрілецького полку 322-ї стрілецької дивізії, 1906-23.06.1944;
- Смутко Федір Мартинович, рядовий, стрілець, 1900-13.12.1944;
- Точинський Михайло Карлович, старший лейтенант, командир взводу 1026-го стрілецького полку 260-ї стрілецької дивізії, 1923-01.05.1944 (помер від ран);
- Черних Василь Митрофанович, молодший сержант, командир відділення, сапер 918-го корпусного саперного батальйону, 1923-09.03.1945;
- Шнуріон Іван Михайлович, рядовий, стрілець, 1909-1942 (помер в німецькому полоні);
- Шнуріон Петро Михайлович, молодший сержант, командир відділення, 1913-24.06.1944;
- Юр'єв Іван Олександрович, сержант, стрілець, 1918-18.05.1944;
- Юр'єв Іван Павлович, рядовий, стрілець 524-го стрілецького полку 112-ї стрілецької дивізії, 1909-06.08.1944;
- Юр'єв Йосип Миколайович, сержант, командир відділення, 1912-25.05.1944;
- Юр'єв Мефодій Павлович, рядовий, стрілець 1085-го стрілецького полку 322-ї стрілецької дивізії, 1900-13.06.1944 (помер від ран);
- Юр'єв Павло Іванович, рядовий, стрілець 107-го стрілецького полку 34-ї стрілецької дивізії, 1904-24.12.1944;
- Яковлев Іван Миколайович, молодший сержант, заступник командира відділення 1085-го стрілецького полку 322-ї стрілецької дивізії, 1908-21.07.1944.Узагальнений банк даних Меморіал

За проявлену хоробрість у боротьбі з ворогом на фронтах Німецько-радянської війни більше 75 уродженців села Синяківці нагороджені понад 120 бойовими орденами та медалями, зокрема медаллю «За відвагу» нагороджено 17 осіб, «За бойові заслуги» — 9, орденом Червоного Прапора — 1, орденом Червоної Зірки — 9, орденом Слави ІІІ ступеня — 6, орденом Вітчизняної війни І ступеня — 1 і орденом Вітчизняної війни ІІ ступеня — 1.
Орден Червоного Прапора
- Мельников Михайло Кирилович, 1918, старший сержант  - 22.07.1943 р.

Орден Червоної Зірки
- Брезіцький Павло Костянтинович, 1913, сержант, командир відділення 4-ї стрілецької роти 1089-го стрілецького Львівського Червонопрапорного полку 322-ї стрілецької Житомирської Червонопрапорної дивізії 28-го стрілецького корпусу 60-ї армії 1-го Українського фронту - 20.02.1945 р.
- Войт Михайло Маркович, 1915, старший лейтенант, командир телефонно-кабельного взводу 454-го окремого батальйону зв’язку 175-ї стрілецької Уральсько-Ковельської Червонопрапорної дивізії 125-го стрілецького корпусу 47-ї армії 1-го Білоруського фронту - 07.08.1943 р.
- Гамула Андрій Олексійович, 1907, рядовий, сапер 116-го інженерно-саперного Криворізького батальйону 61-ї інженерно-саперної Кишинівської Червонопрапорної бригади 1-го Білоруського фронту - 02.05.1945 р.
- Крикун Василь Степанович, 1909, старший сержант, командир відділення 76-ти міліметрової гармати 1198-го стрілецького Червонопрапорного полку 359-ї стрілецької Ярцевської дивізії 74-го стрілецького корпусу 6-ї армії 1-го Українського фронту - 31.01.1945 р.
- Кушнір Микола Михайлович, 1918, гвардії рядовий, старший телефоніст 357-го гвардійського винищувального протитанкового артилерійського Одерського Червонопрапорного ордена Суворова полку 31-ї армії 1-го Українського фронту - 26.05.1945 р.
- Матвієв Франц Войткович, 1897, рядовий, їздовий 2-ї телефонно-кабельної роти 995 окремого батальйону зв’язку 995 окремого батальйону звʼязку 95-го стрілецького корпусу 1-ї гвардійської армії 4-го Українського фронту - 20.05.1945 р.
- Семіндяєв Григорій Макарович, 1916, гвардії старший сержант, командир відділення топорозвідки 96-го гвардійського Червонопрапорного артилерійського полку 45-ї гвардійської ордена Леніна стрілецької дивізії 30-го гвардійського стрілецького корпусу 67-ї армії Ленінградського фронту - 22.09.1943 р.
- Скригітель Микола Тихонович, 1923, рядовий, гарматний номер 338-го винищувально-протитанкового артилерійського полку 9-ї окремої винищувальної протитанкової артилерійської Апостолівської ордена Кутузова бригади РГК 3-го Українського фронту - 17.01.1945 р.
- Тимчук Михайло Васильович, 1923, єфрейтор, каптенармус батареї управління 79-ї легкої артилерійської Ленінградської ордена Суворова ІІ-го ступеня бригади 8-го гвардійського танкового корпусу 48-ї армії 2-го Білоруського фронту - 30.01.1945 р.

Орден Слави ІІІ ступеня
- Грабовий Федір Іванович, 1908, рядовий, стрілець 6-ї стрілецької роти 1085-го стрілецького Тернопільського Червонопрапорного полку 322-ї стрілецької Житомирської Червонопрапорної дивізії 15-го стрілецького корпусу 60-ї армії 1-го Українського фронту - 27.05.1945 р.
- Дуфник Тихон Васильович, 1901, рядовий, кулеметник окремої зенітно-кулеметної роти 322-ї стрілецької Житомирської Червонопрапорної ордена Суворова дивізії 15-го стрілецького корпусу 60-ї армії 1-го Українського фронту - 24.05.1945 р.
- Дуфник Тихон Васильович, 1901, рядовий, кулеметник окремої зенітно-кулеметної роти 322-ї стрілецької Житомирської Червонопрапорної ордена Суворова дивізії 15-го стрілецького корпусу 60-ї армії 1-го Українського фронту - 27.05.1945 р.
- Крикун Василь Степанович, 1909, старший сержант, командир відділення 76-ти міліметрової гармати 1198-го стрілецького Червонопрапорного полку 359-ї стрілецької Ярцевської дивізії 74-го стрілецького корпусу 6-ї армії 1-го Українського фронту - 13.03.1945 р.
- Матвієв Василь Антонович, 1921, гвардії рядовий, стрілець стрілецької роти 1-го батальйону 106-го гвардійського стрілецького полку 36-ї гвардійської стрілецької Верхньодніпровської Червоно-прапорної ордена Суворова дивізії 27-го гвардійського стрілецького корпусу 7-ї гвардійської армії 2-го Українського фронту - 13.01.1945 р.
- Матвієв Михайло Іванович, 1926, рядовий, замковий батареї 76-ти міліметрових гармат 940 стрілецького ордена Кутузова полку 262-ї стрілецької Демидівської Червонопрапорної ордена Суворова дивізії 113-го стрілецького корпусу 39-ї армії 3-го Білоруського фронту - 22.04.1945 р.

Медаль "За відвагу"
- Грабовий Федір Іванович, 1908, рядовий, стрілець 8-ї стрілецької роти 1085-го стрілецького Тернопільського Червонопрапорного полку 322-ї стрілецької Житомирської Червонопрапорної дивізії 15-го стрілецького корпусу 60-ї армії 1-го Українського фронту - 09.09.1944 р.
- Грабовий Федір Іванович, 1908, рядовий, кулеметник зенітно-кулеметної роти 322-ї стрілецької Житомирської Червонопрапорної ордена Суворова дивізії 60-ї армії 1-го Українського фронту - 09.06.1945 р.
- Дурбій Василь Іванович, 1907, рядовий, навідник 82-мм мінометів 2-ї мінометної роти 1085-го стрілецького Тернопільського Червонопрапорного полку 322-ї стрілецької Житомирської Червонопрапорної дивізії 1-го Українського фронту - 09.06.1945 р.
- Дурбій Василь Іванович, 1907, гвардії рядовий, піднощик 120-ти міліметрового міномета мінометного батальйону 10-ї гвардійської механізованої бригади 5-го гвардійського механізованого корпусу 4-ї гвардійської танкової армії 1-го Білоруського фронту - 09.06.1945 р.
- Івлєв Федір Вікентійович, 1910, молодший сержант, механік-водій танка «Валентайн» 343-го окремого танкового батальйону 155-ї окремої танкової бригади 20-го танкового корпусу 2-го Українського фронту - 06.11.1943 р.
- Кордонець Олексій Іванович, 1919, рядовий, командир гармати 4-ї батареї 314-го артилерійського полку 149-ї стрілецької Новоград-Волинської Червонопрапорної дивізії 3-ї гвардійської армії 1-го Українського фронту - 06.05.1944
- Кушнір Микола Михайлович, 1918, гвардії рядовий, гарматний номер 5-ї батареї 357-го гвардійського винищувального протитанкового артилерійського Одерського Червонопрапорного ордена Суворова полку 31-ї армії 1-го Українського фронту - 02.01.1945 р.
- Матвієв Броніслав Казимирович, 1915, молодший сержант, заступник командира кулеметного відділення 2-ї кулеметної роти 1085-го стрілецького Тернопільського Червонопрапорного полку 322-ї стрілецької Житомирської Червонопрапорної дивізії 1-го Українського фронту - 10.09.1944 р.
- Мельник Федір Григорович, 1910, рядовий, курсант окремої учбово-стрілецької роти 252-ї стрілецької Харківської Червонопрапорної ордена Суворова і Богдана Хмельницького дивізії 7-ї гвардійської армії 2-го Українського фронту - 22.04.1945 р.
- Остроушко Феодосій Станіславович, 1899, рядовий, їздовий транспортної роти 1085-го стрілецького Тернопільського Червонопрапорного полку 322-ї стрілецької Житомирської Червонопрапорної дивізії 1-го Українського фронту - 18.05.1945 р.
- Палій Олександр Микитович, 1926, рядовий, ручний кулеметник 4-ї стрілецької роти 837-го стрілецького Червонопрапорного ордена Олександра Невського полку 238-ї стрілецької Карачевської Червонопрапорної ордена Суворова дивізії 49-ї армії 2-го Білоруського фронту - 11.02.1945 р.
- П'яніщук Антон Степанович, 1910, молодший сержант, командир стрілецького відділення 5-ї стрілецької роти 085-го стрілецького Тернопільського Червонопрапорного полку 322-ї стрілецької Житомирської Червонопрапорної дивізії 1-го Українського фронту - 10.09.1944 р.
- П'яніщук Степан Антонович, 1915, молодший сержант, башнер-радист танка «Валентайн» 343-го окремого танкового батальйону 155-ї окремої танкової бригади 20-го танкового корпусу 2-го Українського фронту - 06.11.1943 р.
- Семіндяєв Григорій Макарович, 1916, гвардії старший сержант, командир відділення топорозвідки 96-го гвардійського Червонопрапорного артилерійського полку 45-ї гвардійської ордена Леніна стрілецької дивізії 30-го гвардійського стрілецького корпусу 21-ї армії Ленінградського фронту - 17.06.1944 р.
- Скригітель Микола Тихонович, 1923, рядовий, гарматний номер 4-ї батареї 285-го артилерійського полку 122-ї стрілецької ордена Кутузова ІІ ступеня дивізії 3-го Українського фронту - 17.05.1945 р.
- Точинський Кароль Михайлович, 1897, молодший сержант, заступник командира стрілецького відділення 1-ї стрілецької роти 085-го стрілецького Тернопільського Червонопрапорного полку 322-ї стрілецької Житомирської Червонопрапорної дивізії 1-го Українського фронту - 10.08.1944 р.
- Черних Василь Митрофанович, 1923, молодший сержант, сапер 1-ї роти 918 окремого корпусного саперного батальйону 15-го стрілецького корпусу 60-ї армії 1-го Українського фронту - 11.02.1945 р.

Медаль "За бойові заслуги"
- Боднар Микола Дмитрович, 1921, молодший сержант, старший стереоскопіст 3-ї батареї 183-го окремого зенітно-артилерійського дивізіону Резерву головного командування Ленінградського фронту - 27.05.1945 р.
- Гамула Андрій Олексійович, 1907, рядовий, сапер 116-го окремого інженерного батальйону 37-ї армії 3-го Українського фронту - 18.03.1944 р.
- Гуменюк Іван Іванович, 1921, рядовий, візник транспортної роти 1161-го стрілецького ордена Богдана Хмельницького полку 351-ї стрілецької Шепетівської Червонопрапорної ордена Суворова дивізії 4-го Українського фронту - 04.02.1945 р.
- Корчовий Семен Федорович, 1911, рядовий, стрілець 8-ї стрілецької роти 524-го стрілецького полку 112-ї стрілецької Рисльсько-Коростенської ордена Суворова дивізії 27-го стрілецького корпусу 13-ї армії 1-го Українського фронту - 07.08.1944 р.
- Крутіков Олександр Гаврилович, 1921, рядовий, шофер 795-го окремого автомобільного батальйону 57-ї армії 3-го Українського фронту - 15.05.1945 р.
- Кушнір Федір Семенович, 1905, рядовий, кулеметник окремої зенітно-кулеметної роти 322-ї стрілецької Житомирської Червонопрапорної ордена Суворова дивізії 60-ї армії 1-го Українського фронту - 09.05.1945 р.
- Марков Федір Прокопович, 1915, старший сержант, завідуючий складу паливно-мастильних матеріалів 77-го інженерно-аеродромного батальйону 23-го району авіаційного базування 17-ї повітряної армії Південно-Західного фронту - 23.02.1943 р.
- Мельник Василь Дмитрович, 1898, рядовий, сапер 919-го окремого саперного Станіславського ордена Богдана Хмель-ницького батальйону 18-го гвардійського стрілецького Станіславсько-Будапештського корпусу 53 армії 2-го Українського фронту - 23.05.1945 р.
- Остроушко Феодосій Станіславович, 1899, рядовий, їздовий транспортної роти 1085-го стрілецького Тернопільського Червонопрапорного полку 322-ї стрілецької Житомирської Червонопрапорної дивізії 1-го Українського фронту - 13.02.1945 р.

Орден Вітчизняної війни І ступеня
- Гжебінський Броніслав Адамович - 21.02.1987 р.
- Мельник Леонід Васильович - 01.08.1986 р.
- Точинський Михайло Карлович, 1923, старший лейтенант, командир 4-ї стрілецької роти 1026-го стрілецького полку 260-ї стрілецької дивізії 47-ї армії 1-го Білоруського фронту - 15.05.1944 р. (посмертно)

Орден Вітчизняної війни ІІ ступеня
- Войт Михайло Маркович, старший лейтенант, командир телефонно-кабельного взводу 454-го окремого батальйону зв’язку 175-ї стрілецької Уральсько-Ковельської Червонопрапорної дивізії 125-го стрілецького корпусу 47-ї армії 1-го Білоруського фронту - 12.05.1945 р.
- Грабовий Микола Іванович - 01.08.1986 р.
- Грабовий Федір Іванович - 06.04.1985 р.
- Івлєв Федір Вікентійович - 06.04.1985 р.
- Корчовий Василь Дем'янович - 23.12.1985 р.
- Корчовий Михайло Дем'янович - 06.04.1985 р.
- Крикун Степан Олександрович - 06.04.1985 р.
- Крутіков Олександр Гаврилович - 06.04.1985 р.
- Кушнір Іван Лаврентійович - 06.04.1985 р.
- Кушнір Микола Михайлович - 21.02.1987 р.
- Кушнір Юхим Гнатович - 06.04.1985 р.
- Марков Федір Прокопович - 06.04.1985 р.
- Матвієв Борис Станіславович - 06.04.1985 р.
- Матвієв Василь Антонович - 06.04.1985 р.
- Матвієв Іван Антонович - 06.04.1985 р.
- Матвієв Іван Станіславович - 06.04.1985 р.
- Остроушко Іван Петрович - 06.04.1985 р.
- Палій Дмитро Микитович - 06.04.1985 р.
- Палій Олександр Микитович - 06.04.1985 р.
- П'яніщук Прокіп Степанович - 21.02.1987 р.
- Рогожа Євстафій Фелікасович - 06.04.1985 р.
- Червінський Михайло Карлович - 21.02.1987 р.
- Юр'єв Павло Іванович - 06.04.1985 р.Електронний банк документів «Подвиг народу у Великій Вітчизняній Війні 1941-1945 рр.

### Повоєнний період

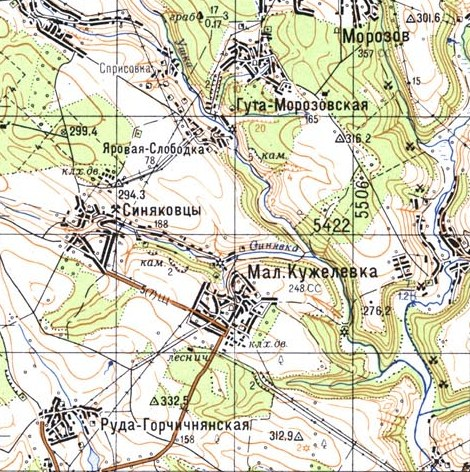
Синяківці на карті генштабу 1977 року

60-ті роки ХХ століття стали початком благоустрою Синяковець. Чималий внесок у цій справі зробив колишній голова колгоспу Михайло Дем'янович Корчовий. Саме завдяки йому у селі було впорядковано та збудовано новий центр Синяковець: збудовано великий продовольчий магазин, фельдшерсько-акушерський пункт, закладено невеликий сквер, де урочисто відкрили пам'ятник загиблим воїнам-односельчанам, посадили Алею Слави, було зроблено нову дорогу до центра села з південної частини. Завдяки Михайлу Дем'яновичу у 1975 році в Синяківцях було проведено сільський водогін, який на той час був далеко не в кожному селі. Ще наприкінці 50-х років у селі з'явилося радіо, а в 1964 році в оселях синяківчан запалали електричні лампочки. Село було телефонізоване. У 1980 році відкрито автобусне сполучення з райцентром — Дунаївцями.
1992 року колишній колгосп імені ХХІ з'їзду КПРС перетворився у сільськогосподарський виробничий кооператив (СВК) «Мрія», 1998 року СВК «Мрія» було знову реорганізоване і утворено СВК «Перемога». 2002 року села Синяківці та Ярова Слобідка вийшли із СВК «Перемога» та заснували товариство з обмеженою відповідальністю (ТОВ) «Злагода», яке 2006 року припинило своє існування.

### Період відновлення Української державності
На Всеукраїнському референдумі 1991 року мешканці Синяківців більшістю голосів підтримали утворення незалежної держави Україна (незалежність України підтримали 252 мешканці з 257, що становить 98,05%).

### ХХІ століття
21 листопада 2013 року у Синяківцях було проведено газопровід.
28 серпня 2020 року в селі проведено вуличне освітлення.
09 вересня 2020 року проведено швидкісний інтернет.

## Галерея

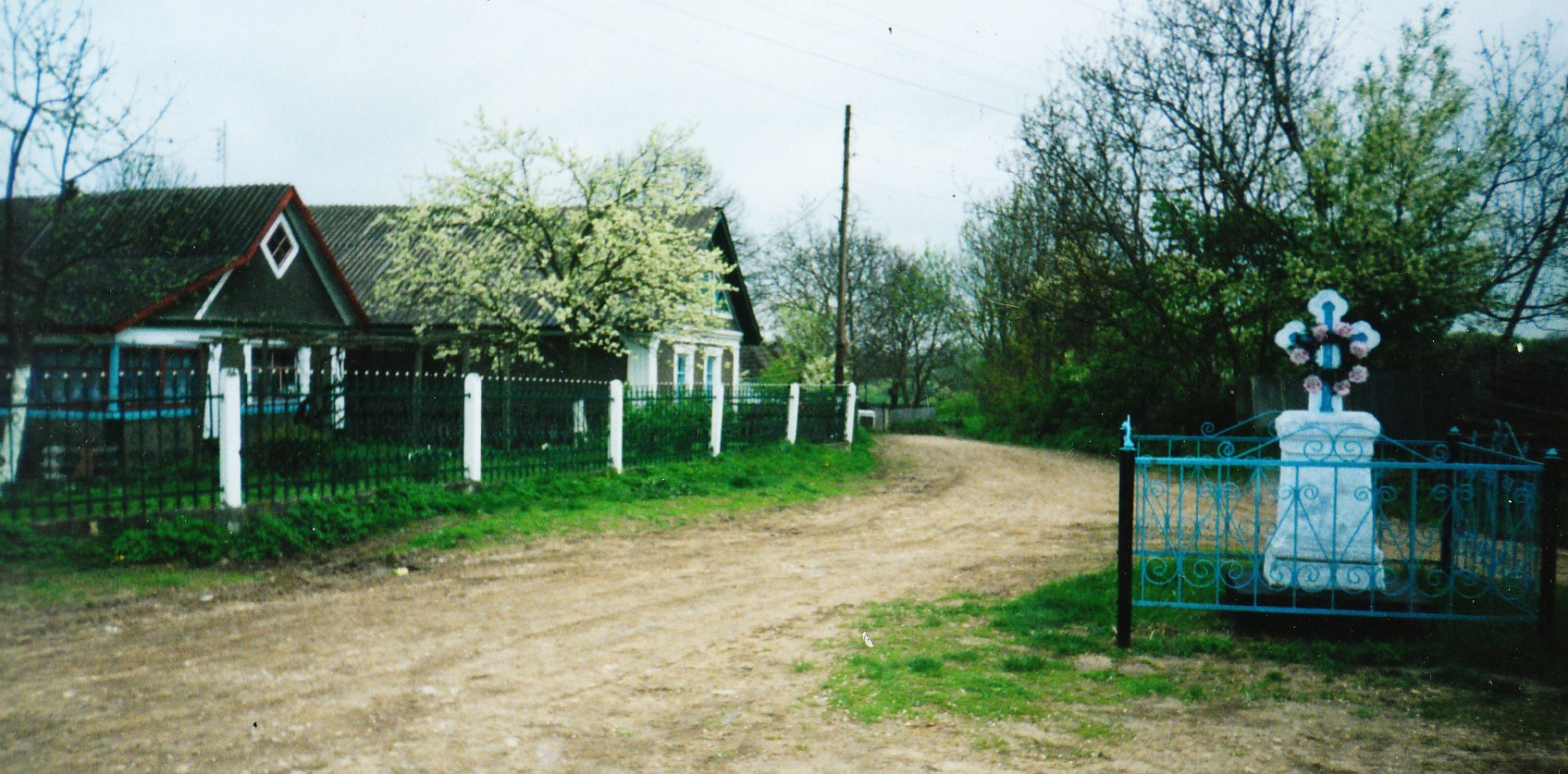
Вулиця Василя Черниха
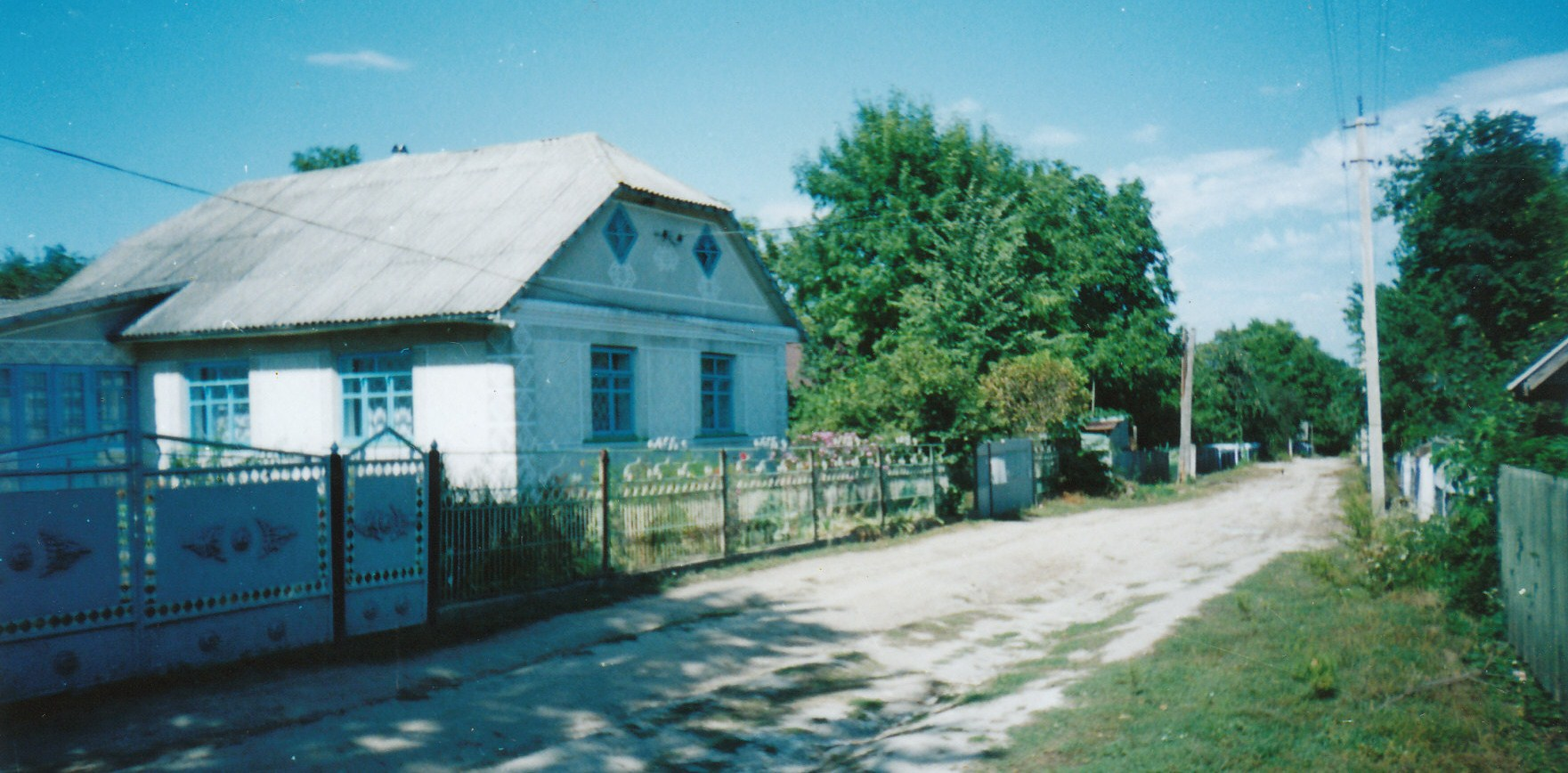
Вулиця Центральна у Синяківцях
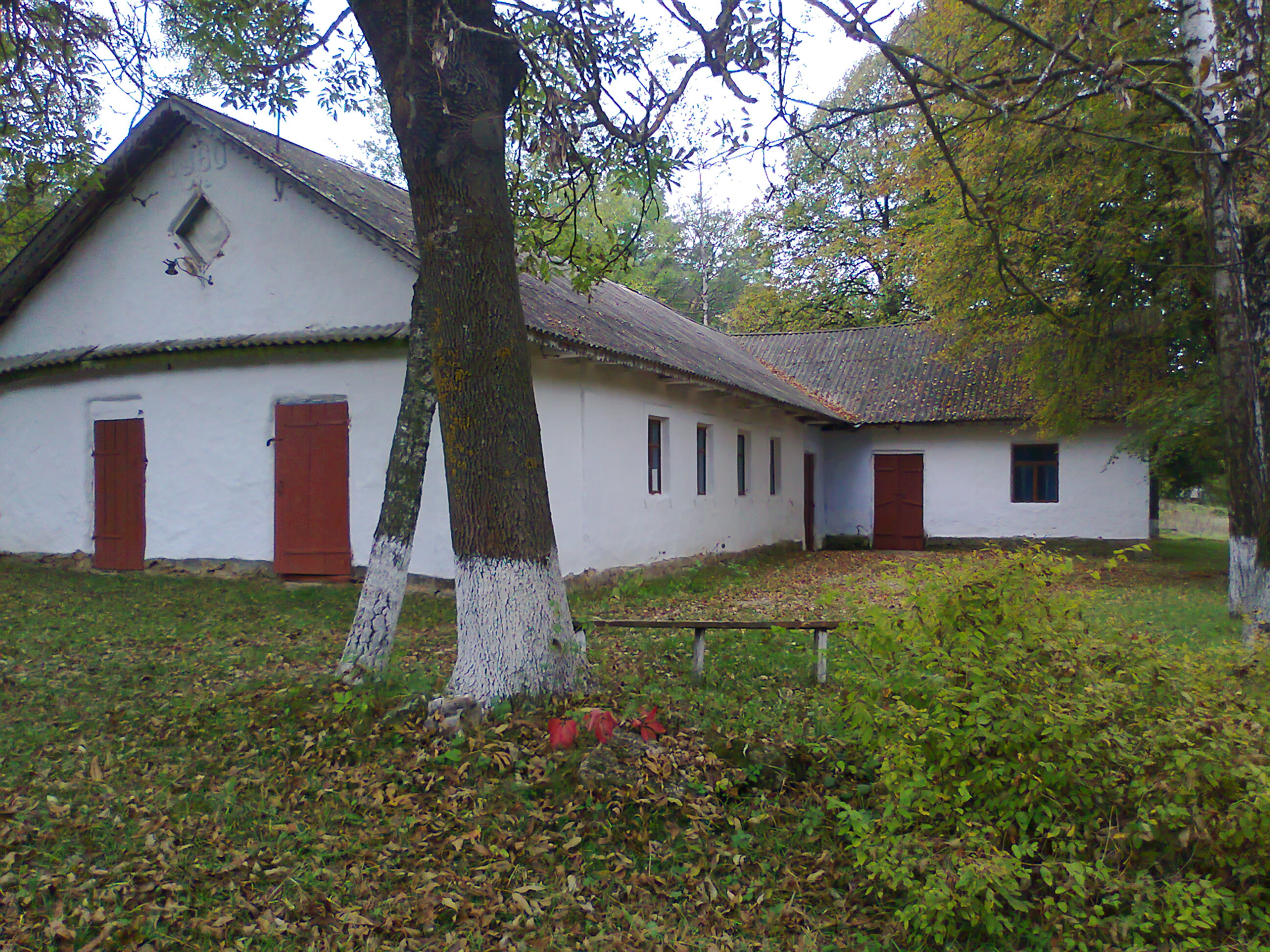
Синяківський сільський клуб
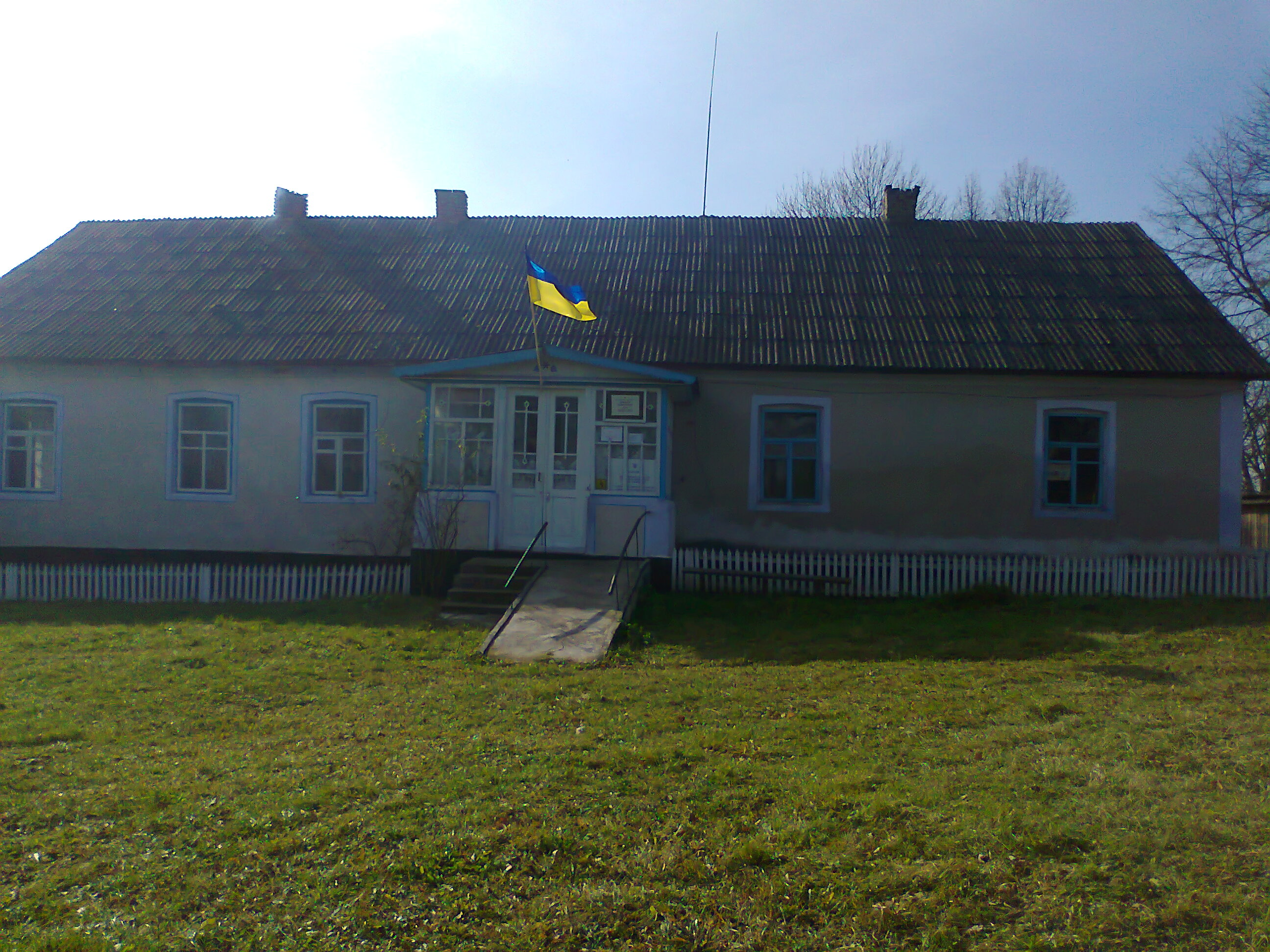
Будинок колишніх власників села
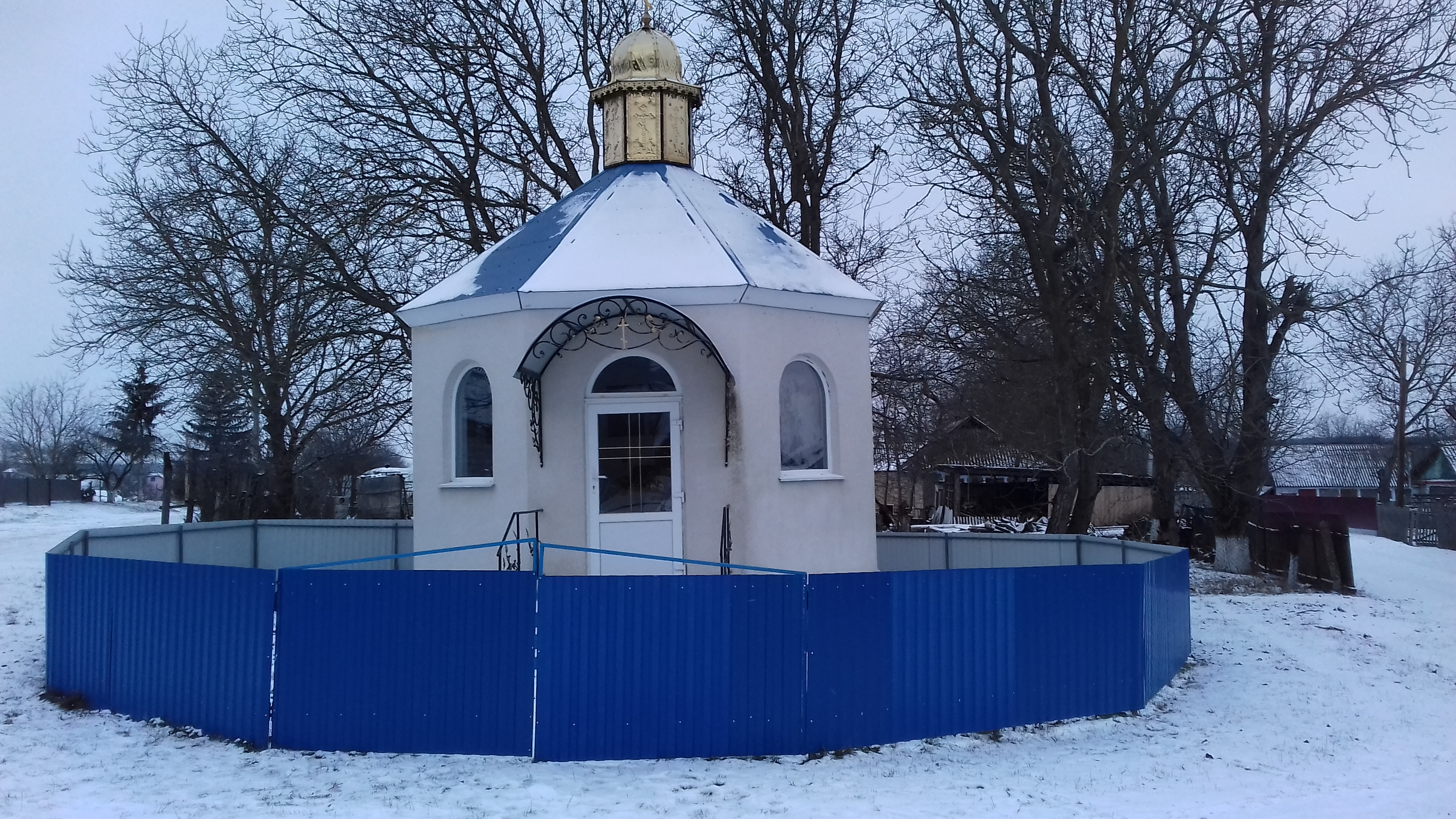
Синяківці. Православна капличка Ікони Почаївської Божої Матері
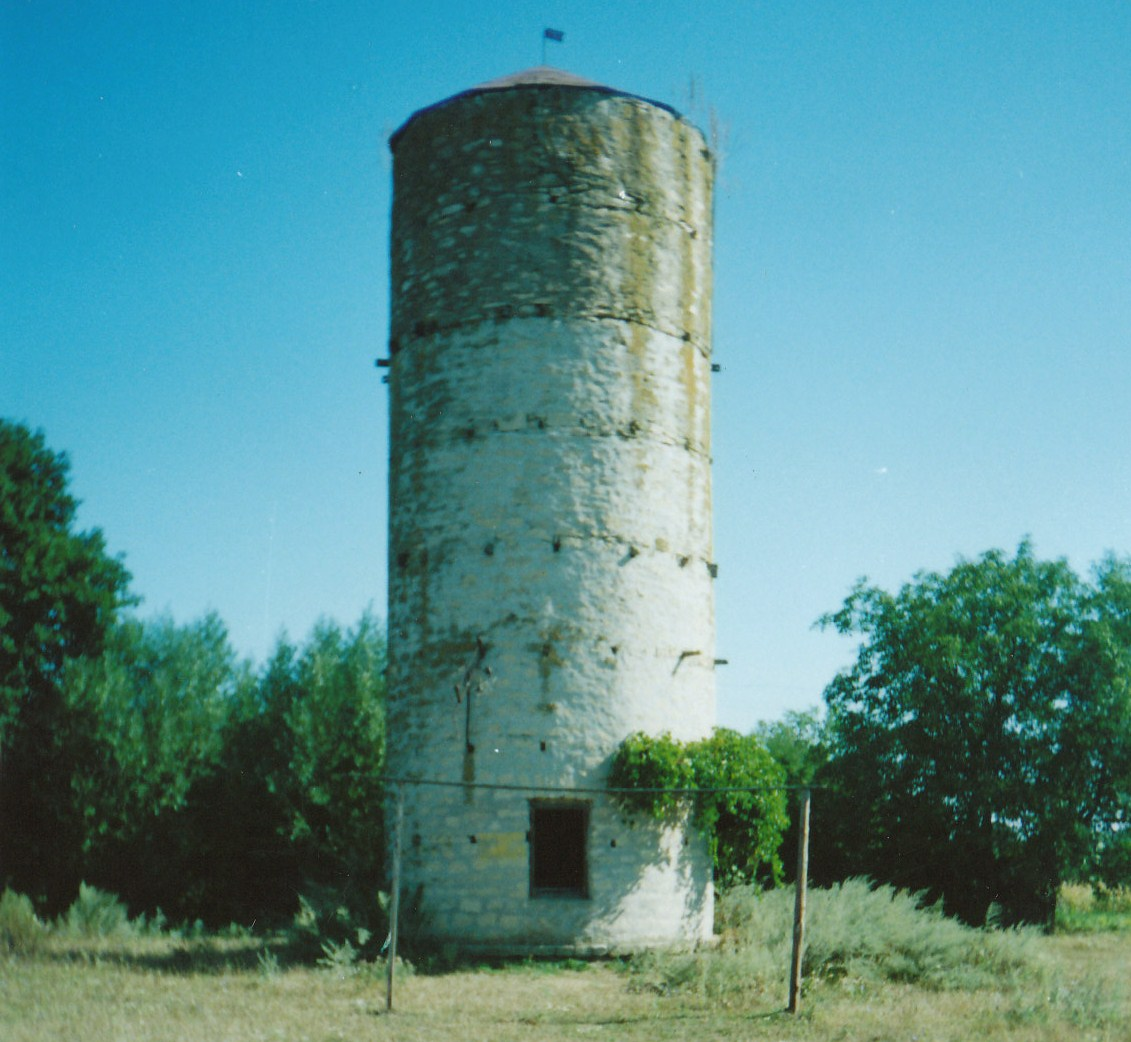
Синяківці. Водонапірна башта
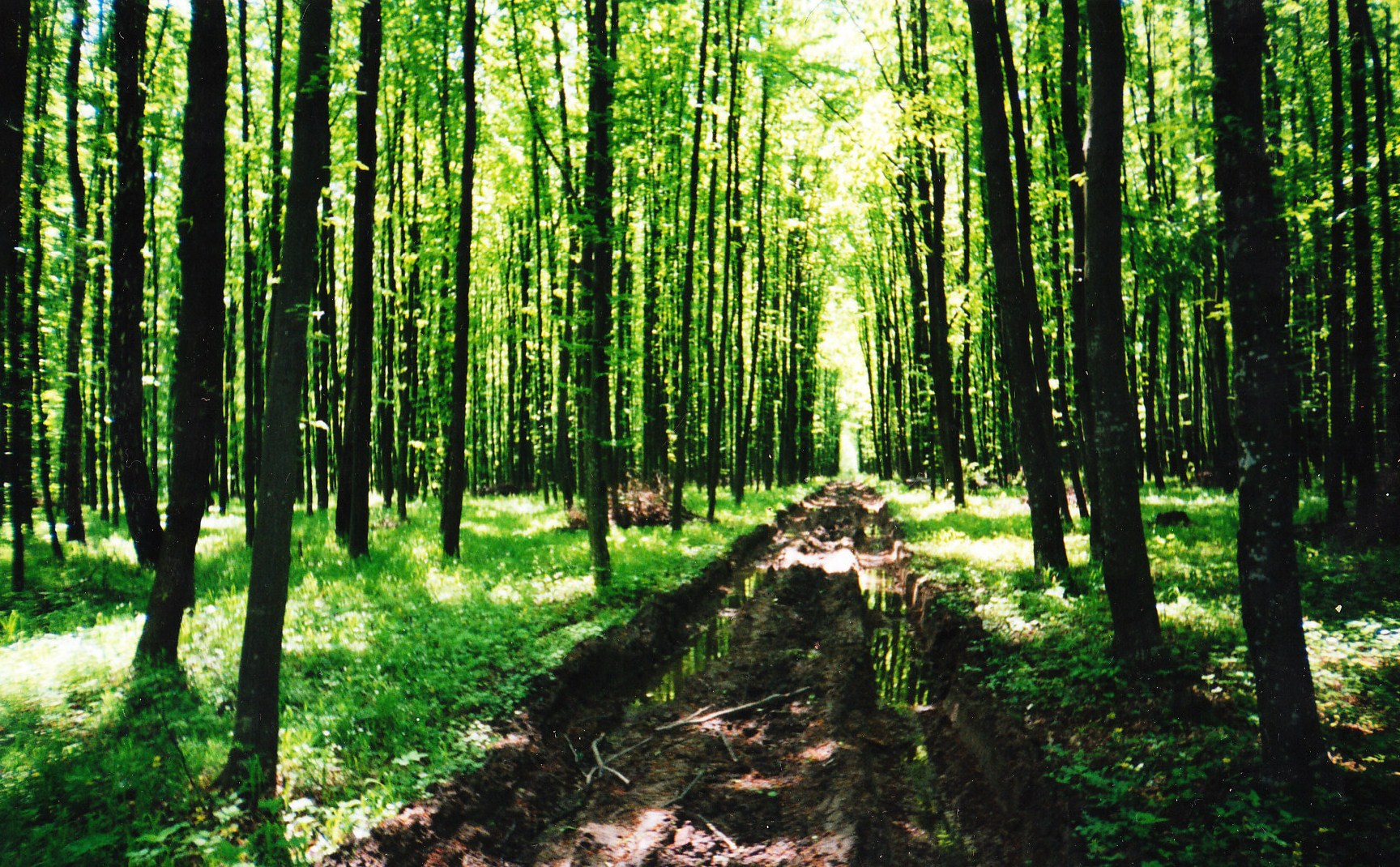
Лісовий масив Мохняк
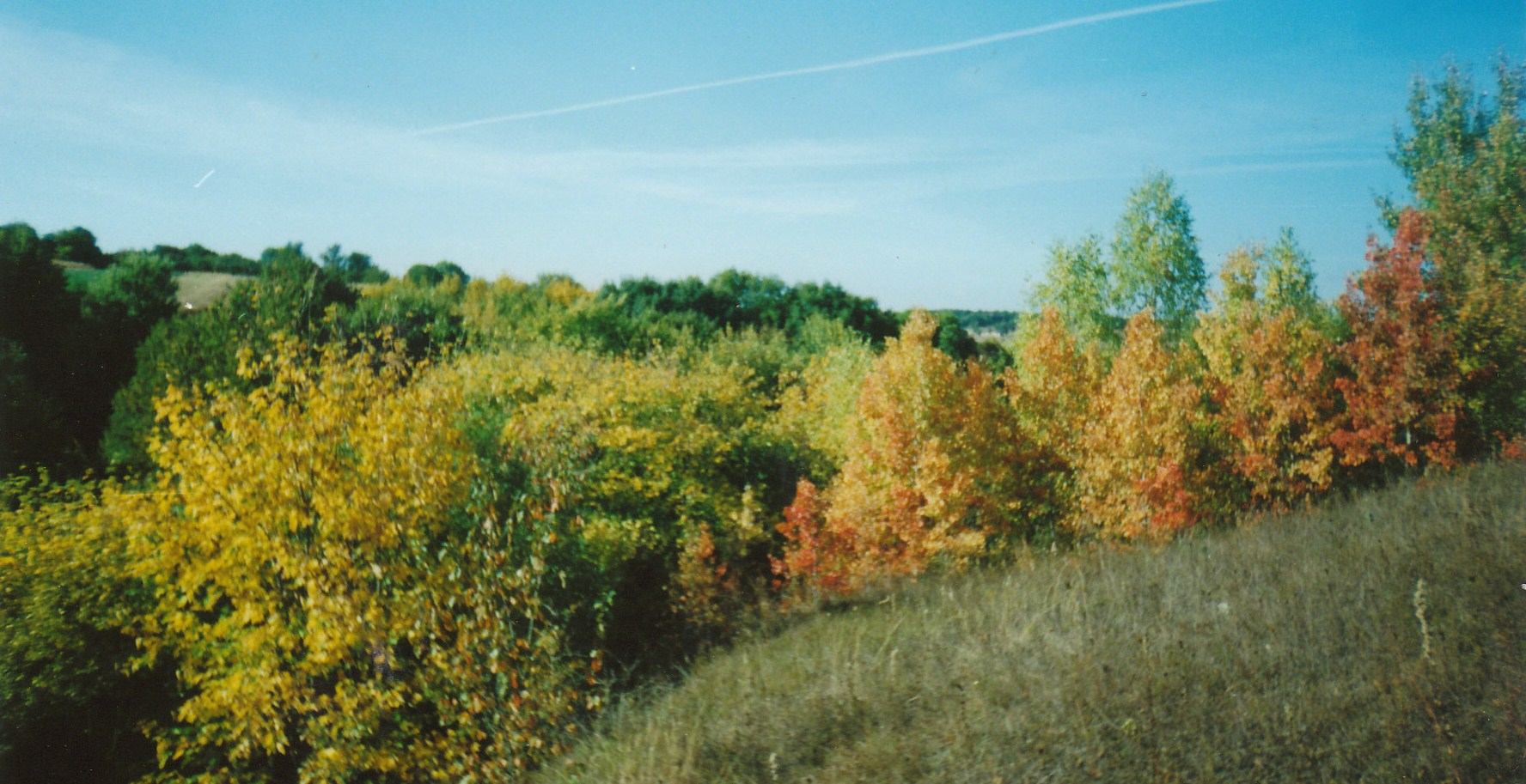
Урочище Мулярів Яр
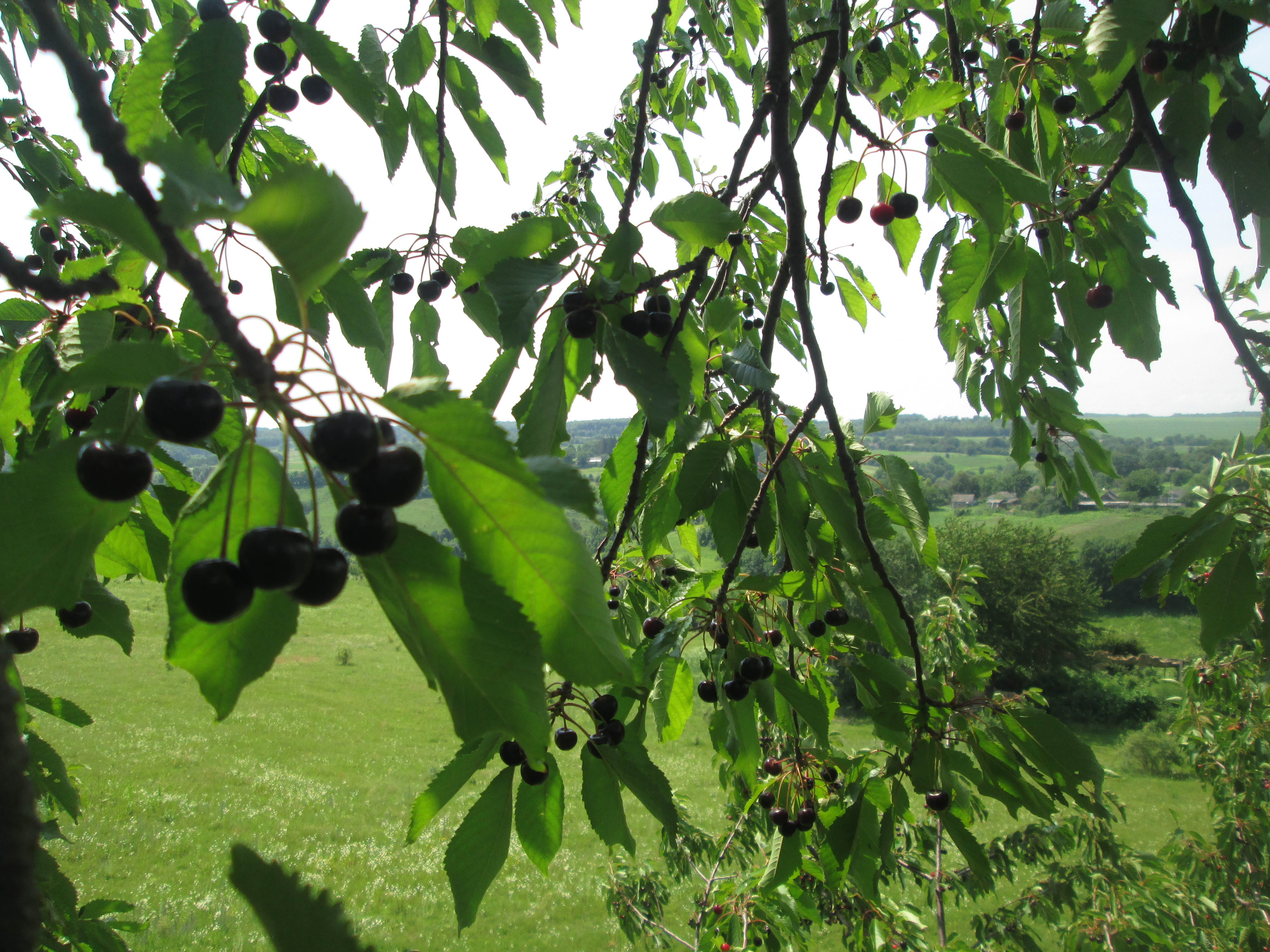
Черешні з Озера
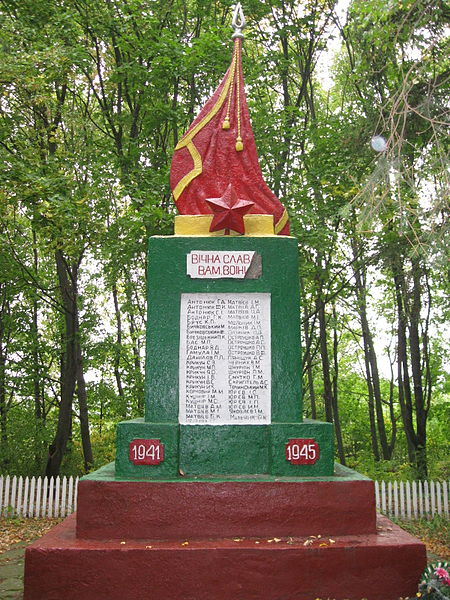
Синяківці. Пам'ятник на честь воїнів-односельчан, котрі загинули в роки Другої світової війни
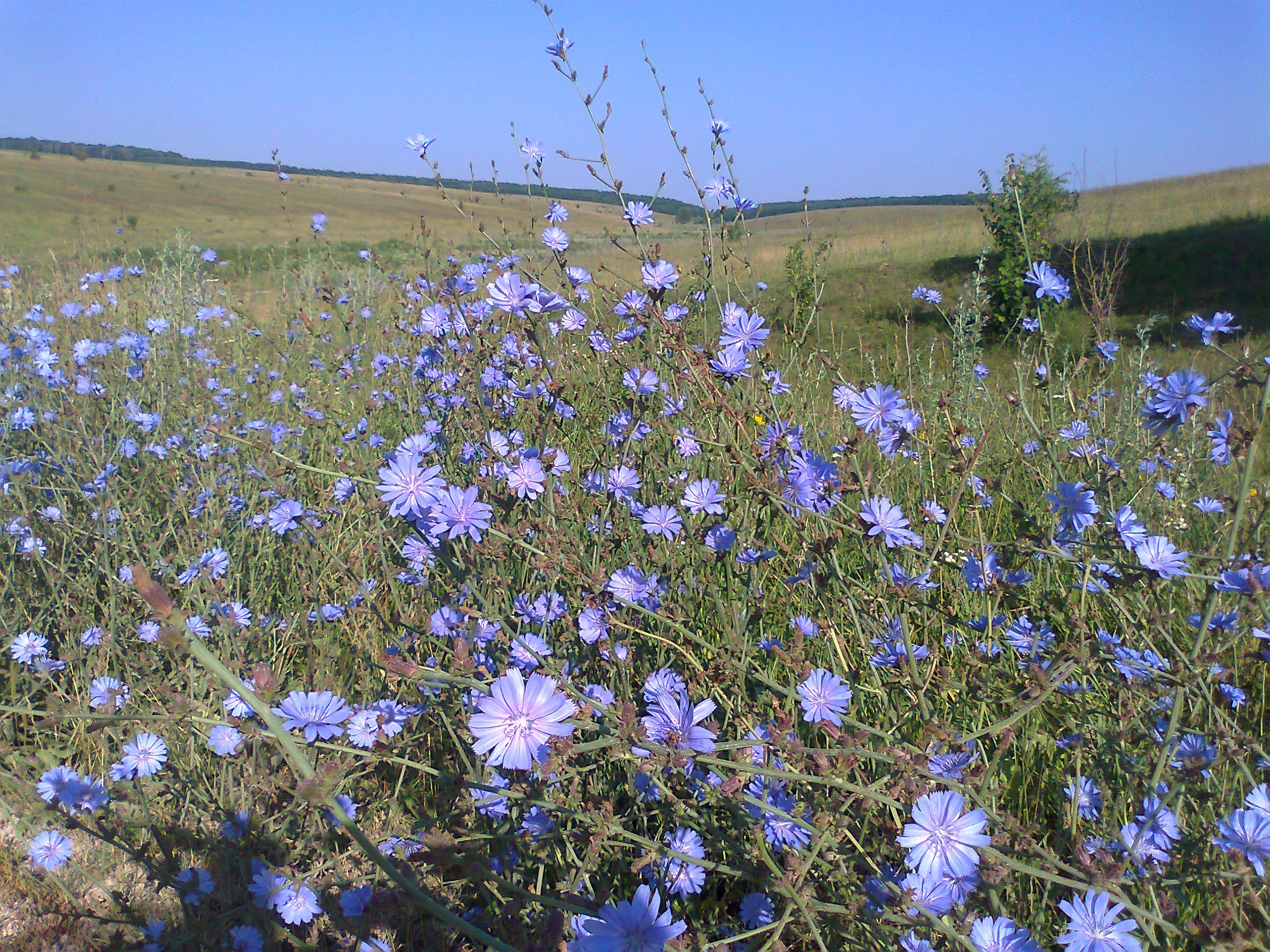
Вид на урочище Ворону
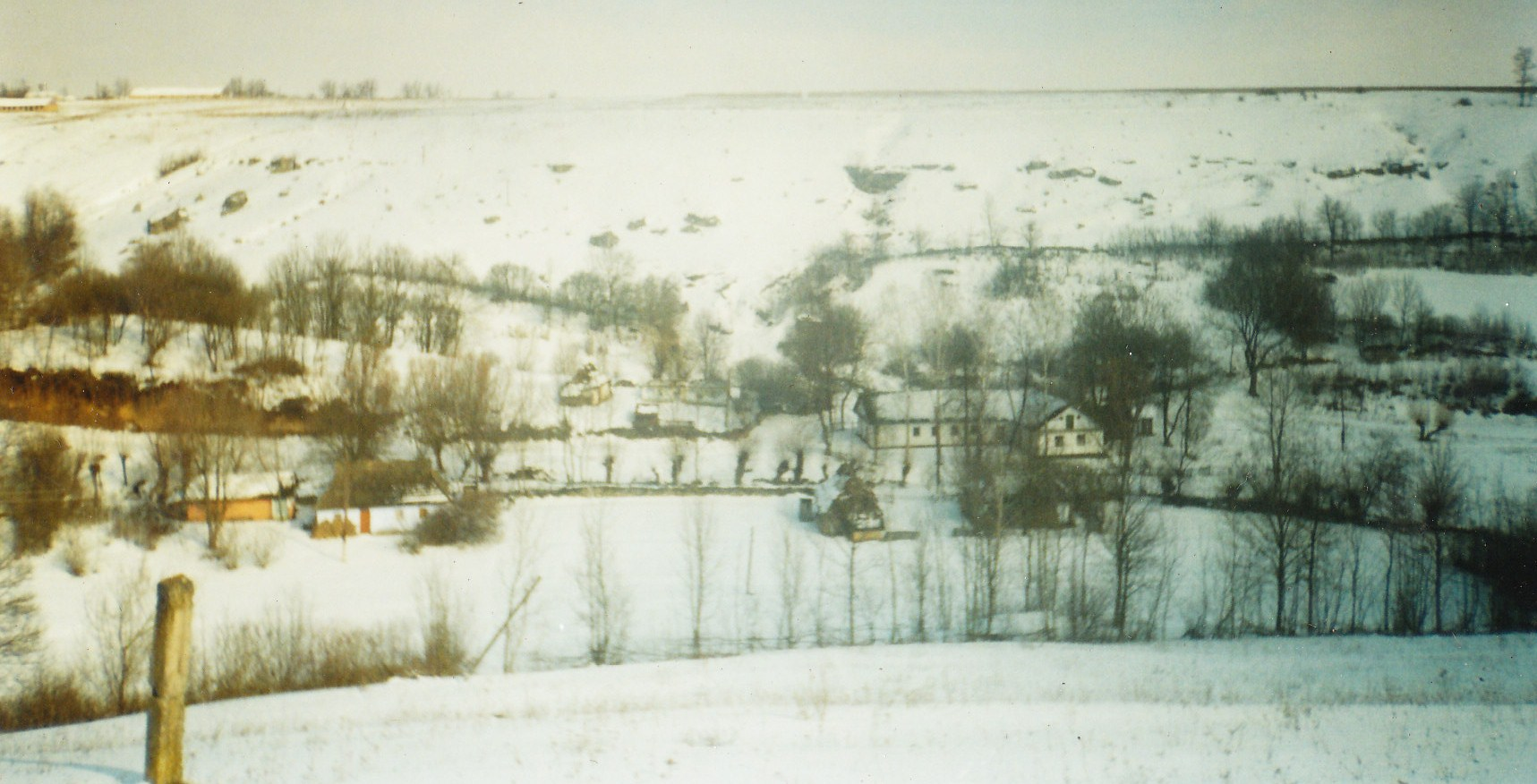
Синяківці. Долина
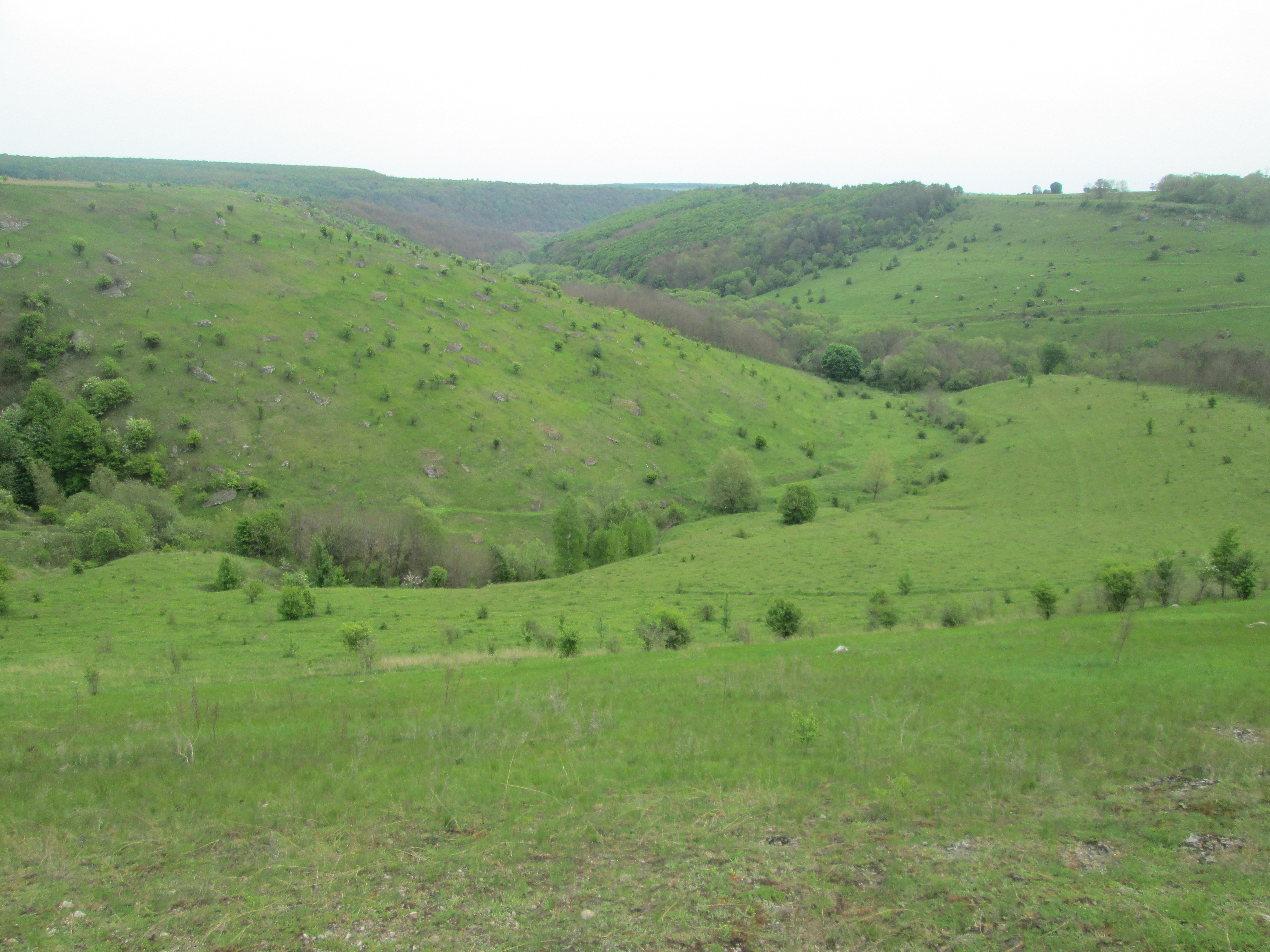
Круті береги Синявки
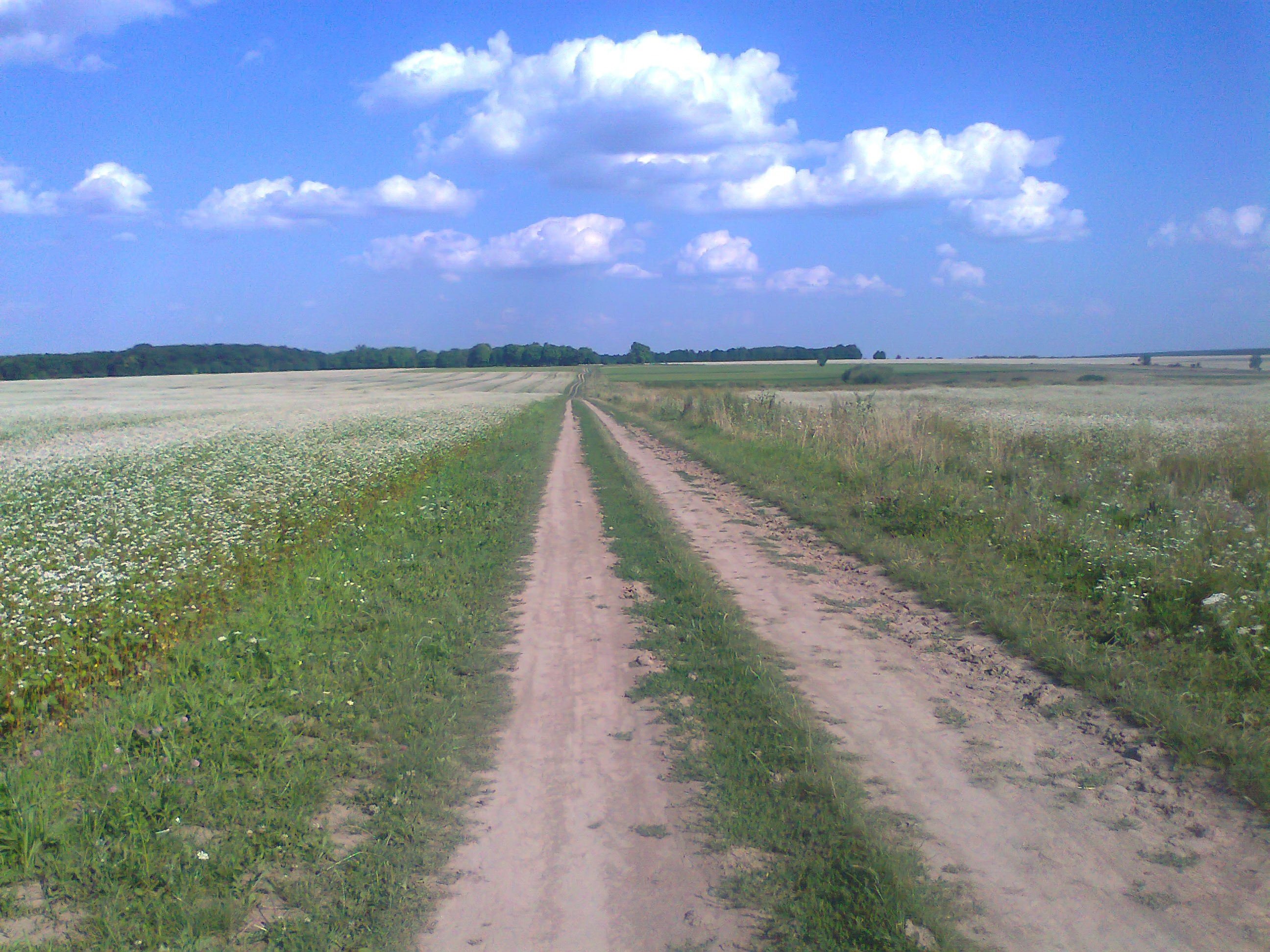
Старий Мукарівський шлях
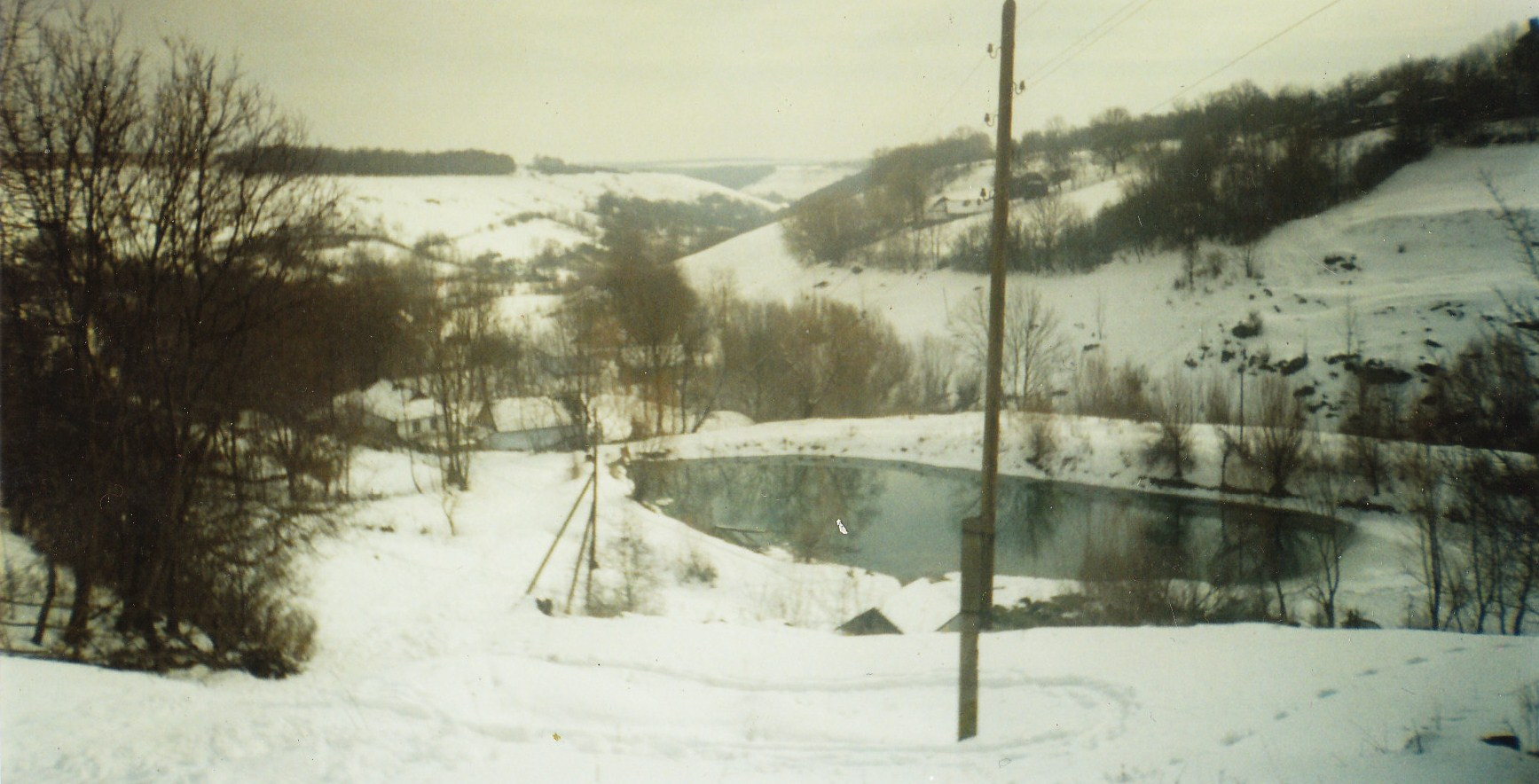
Синяківці. Зимові краєвиди
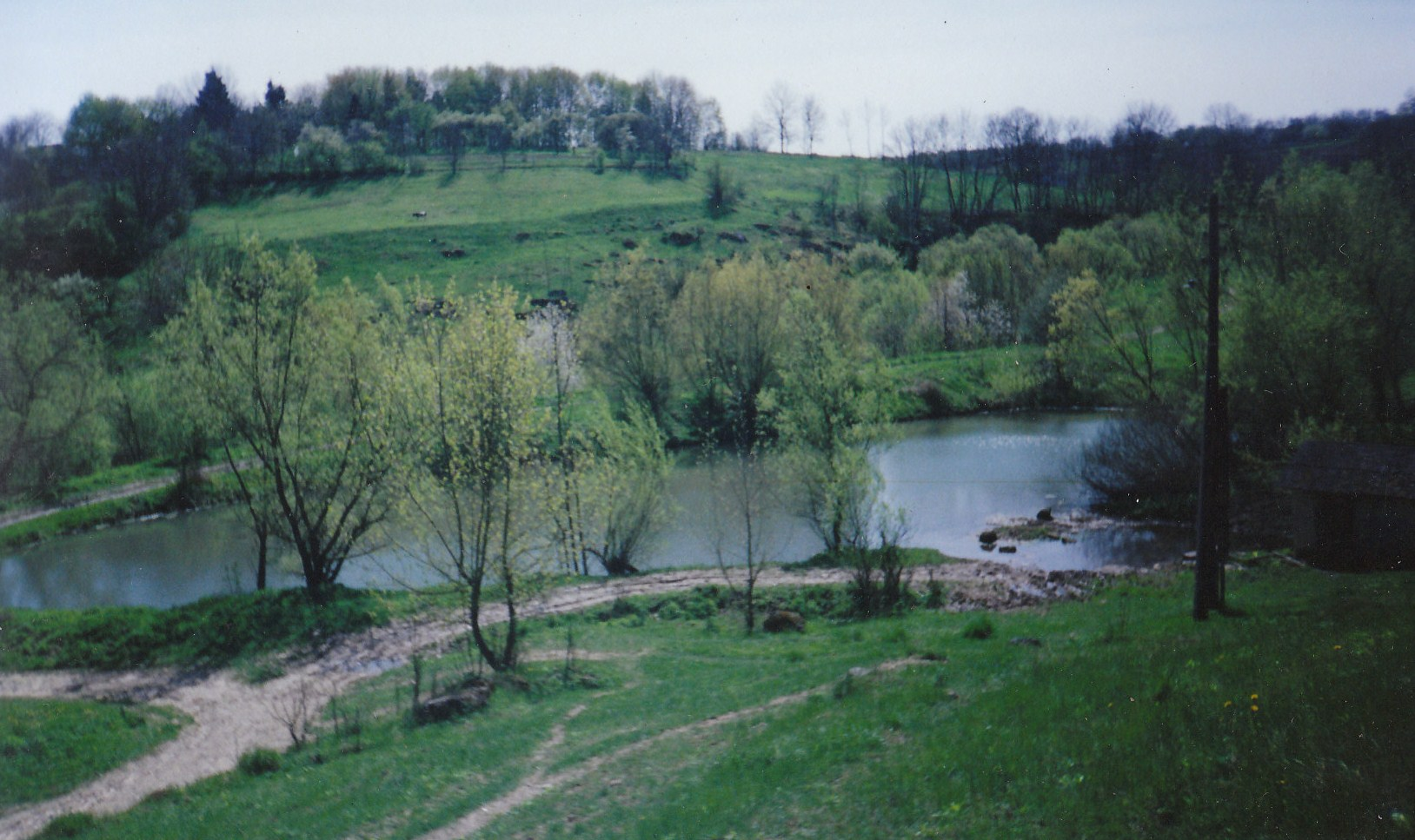
Сільський ставок у Синяківцях
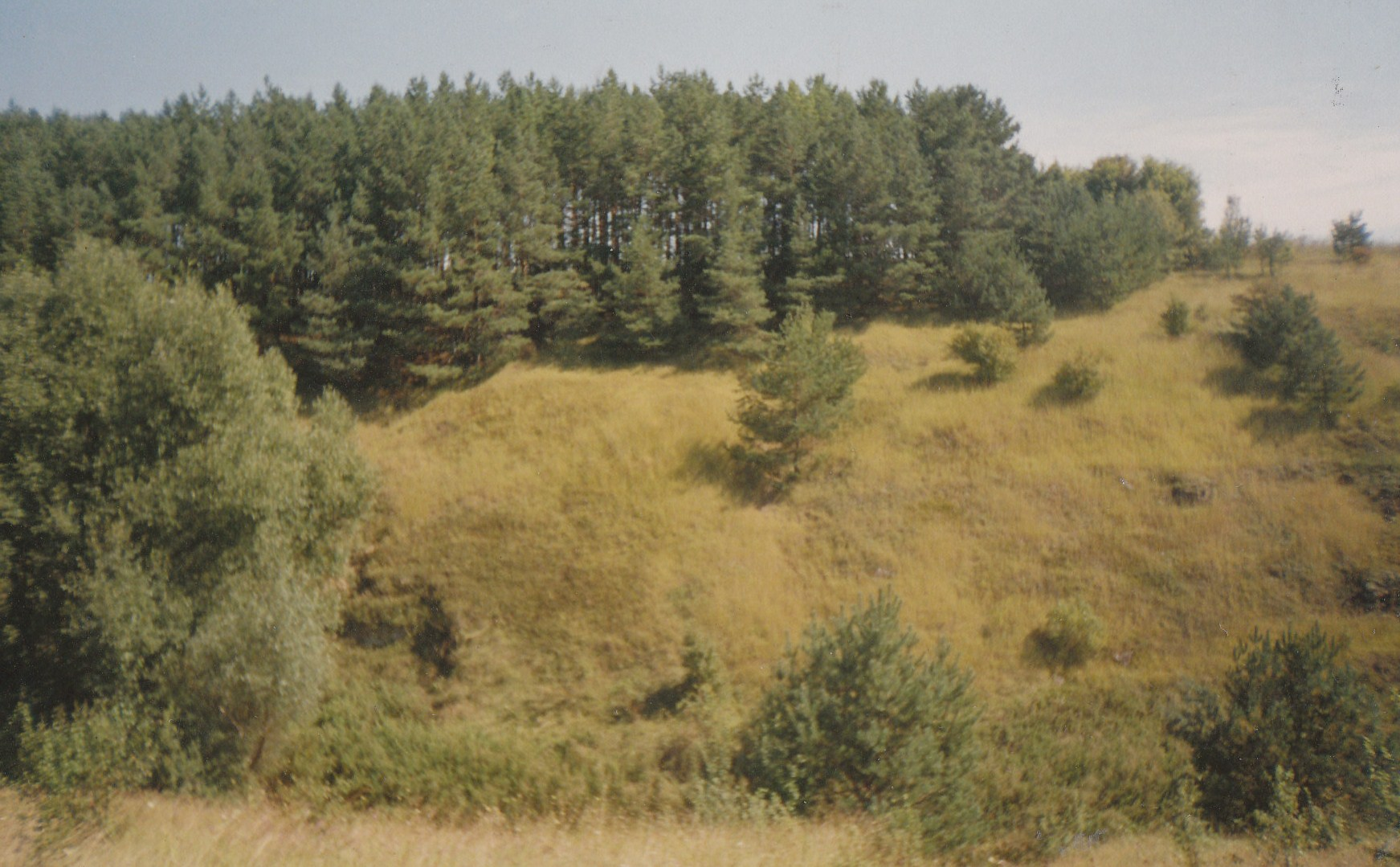
Урочище Стінка
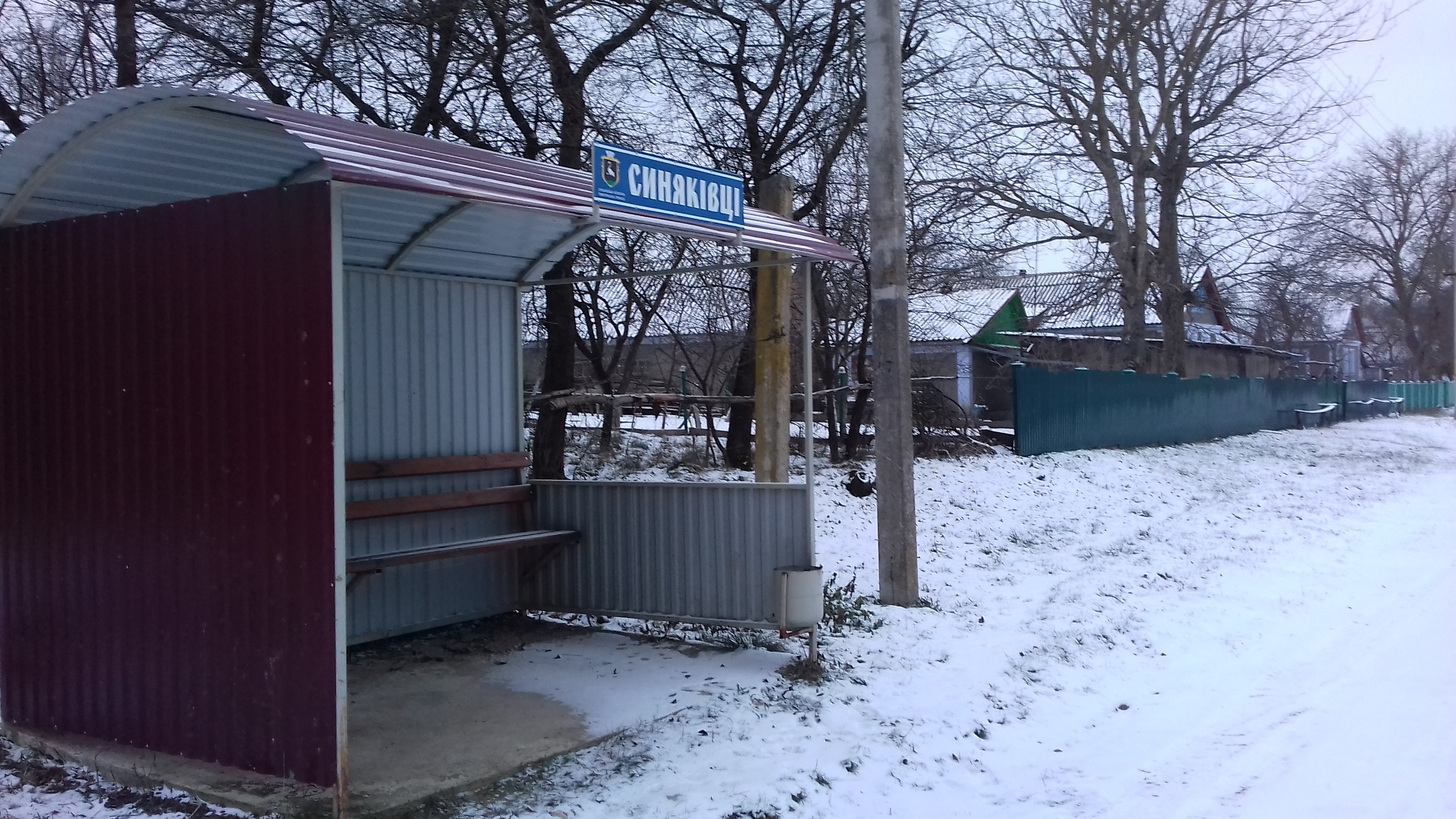
Автобусна зупинка у східній частині села

## Пам'ятки історичного та природоохоронного фонду
- Будинок власників села Вільчевських, кін. ХІХ ст.;